# 나라별 수교 현황/아시아
이 문서는 아시아에 위치하는 국가들의 수교 현황이다. 지역별로 동아시아, 동남아시아, 남아시아, 서아시아, 중앙아시아로 구분했으며, 외교 공관(재외공관, 외국공관) 설치 및 존재 여부도 지도로 제시했다.

### 

수교 현황
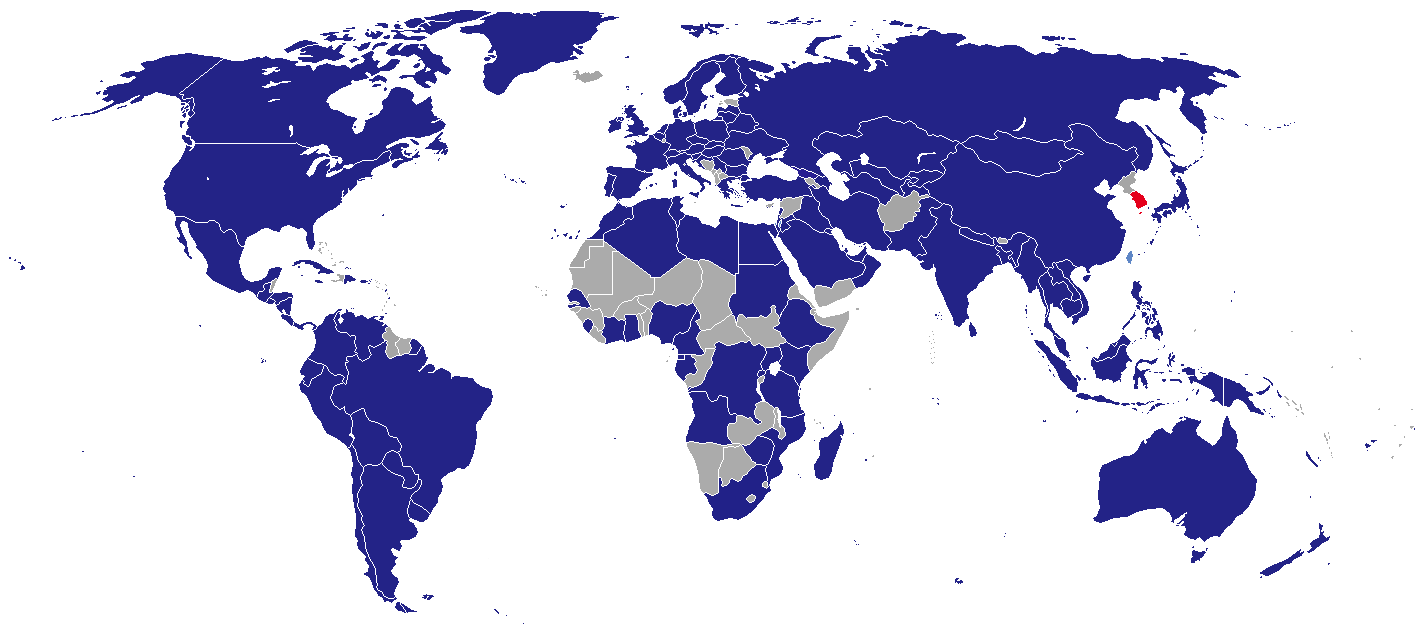
재외공관 설치 현황
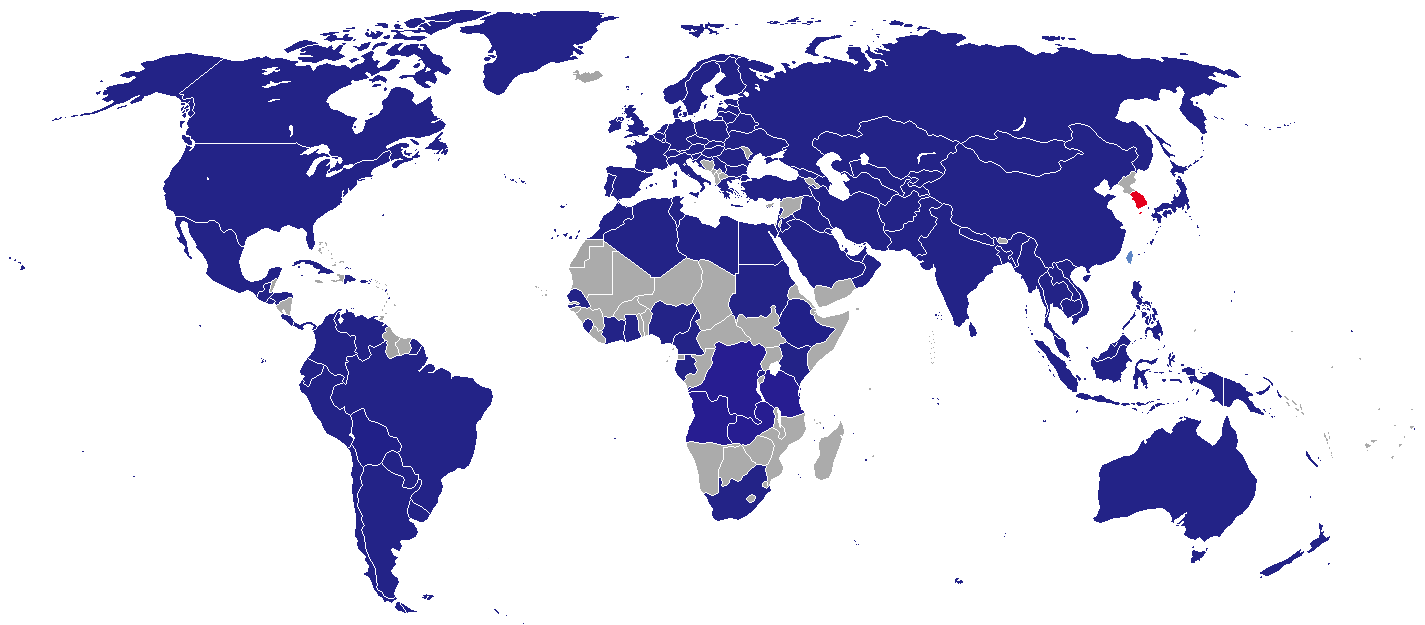
외국공관 유무 현황

수교 현황
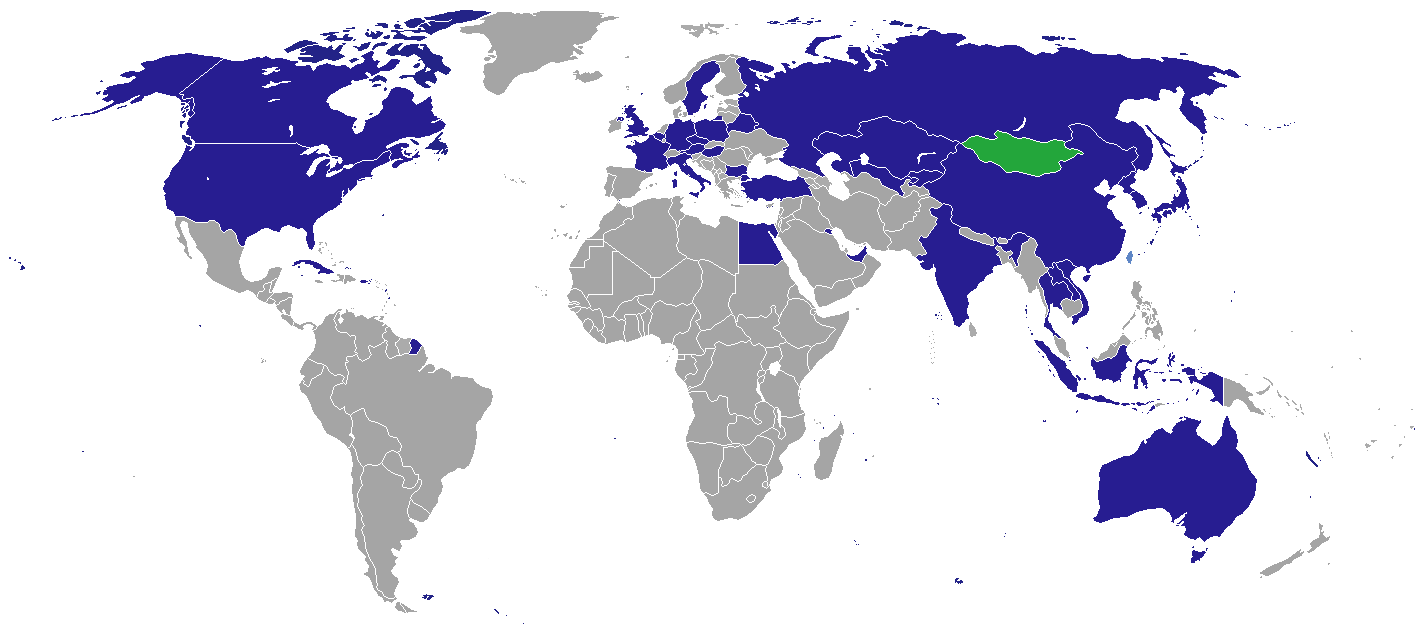
재외공관 설치 현황
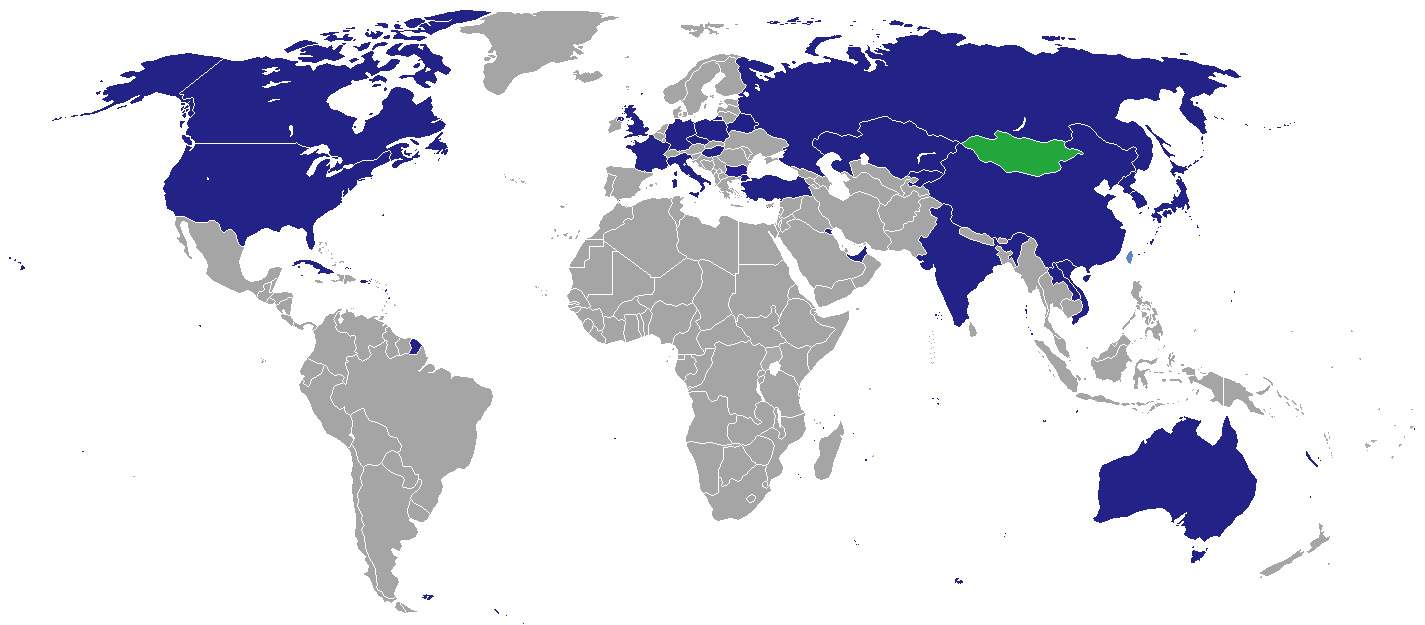
외국공관 유무 현황

수교 현황
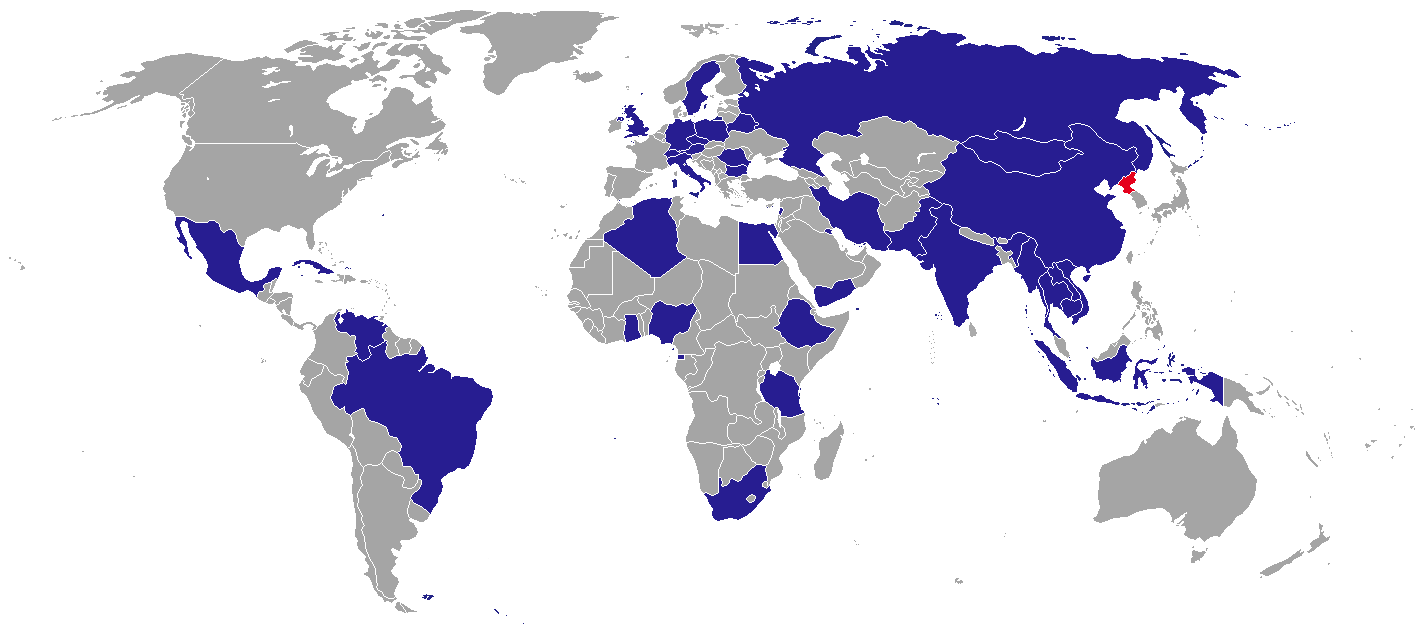
재외공관 설치 현황
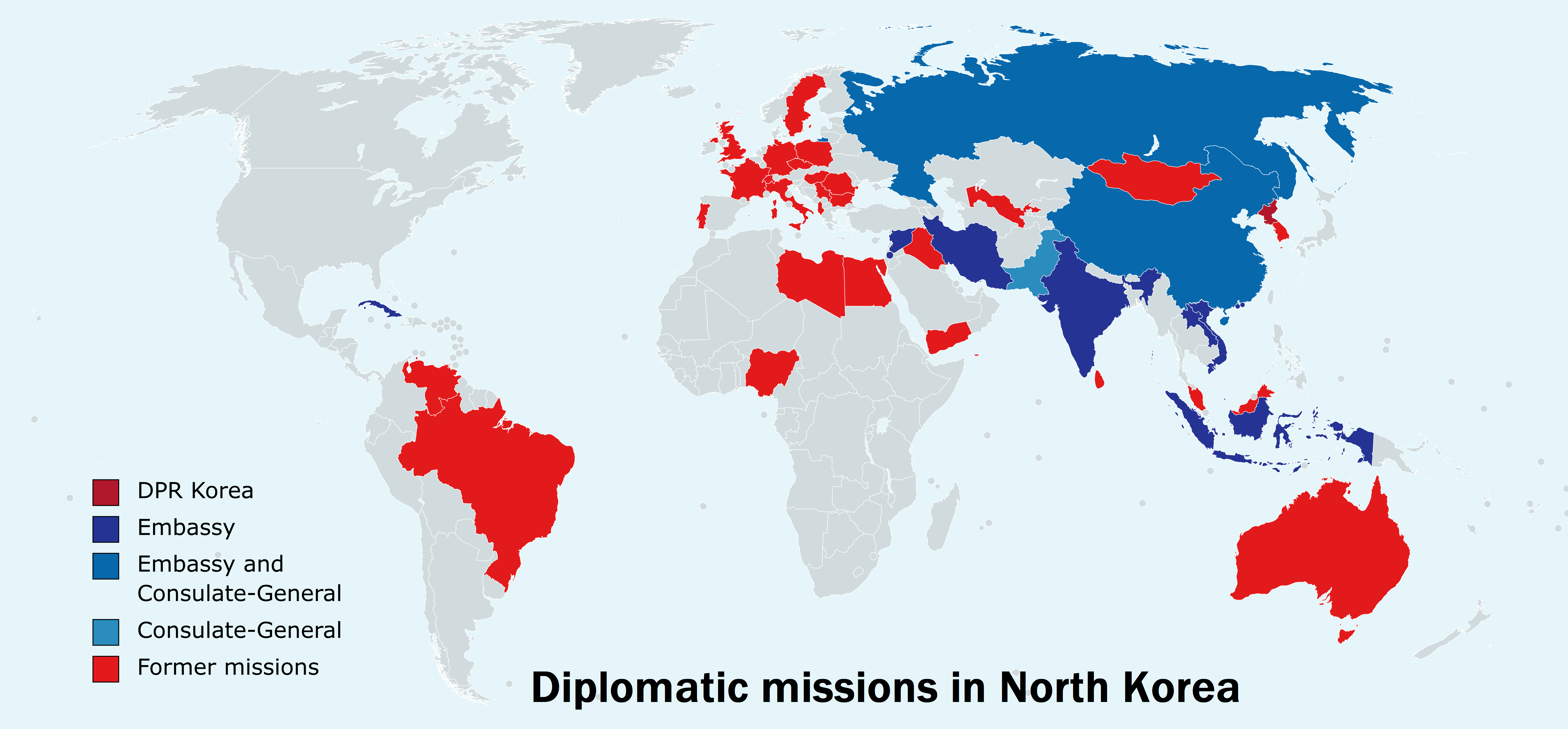
외국공관 유무 현황

수교 현황
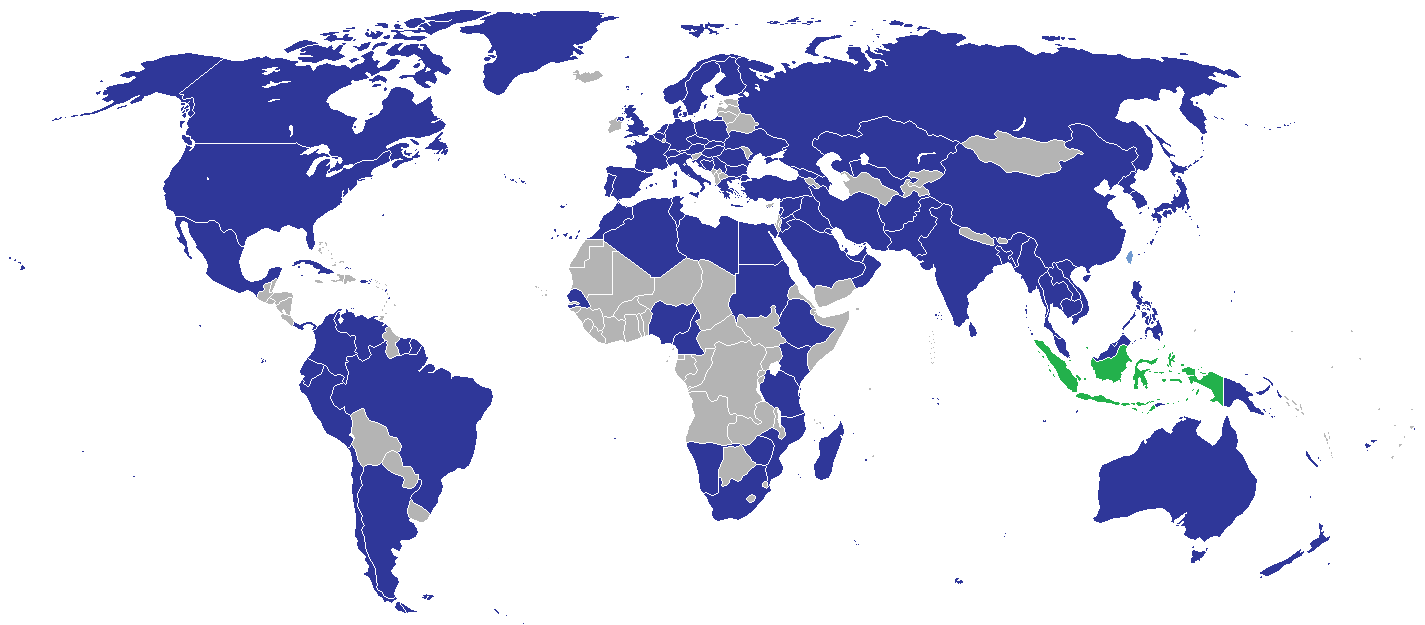
재외공관 설치 현황
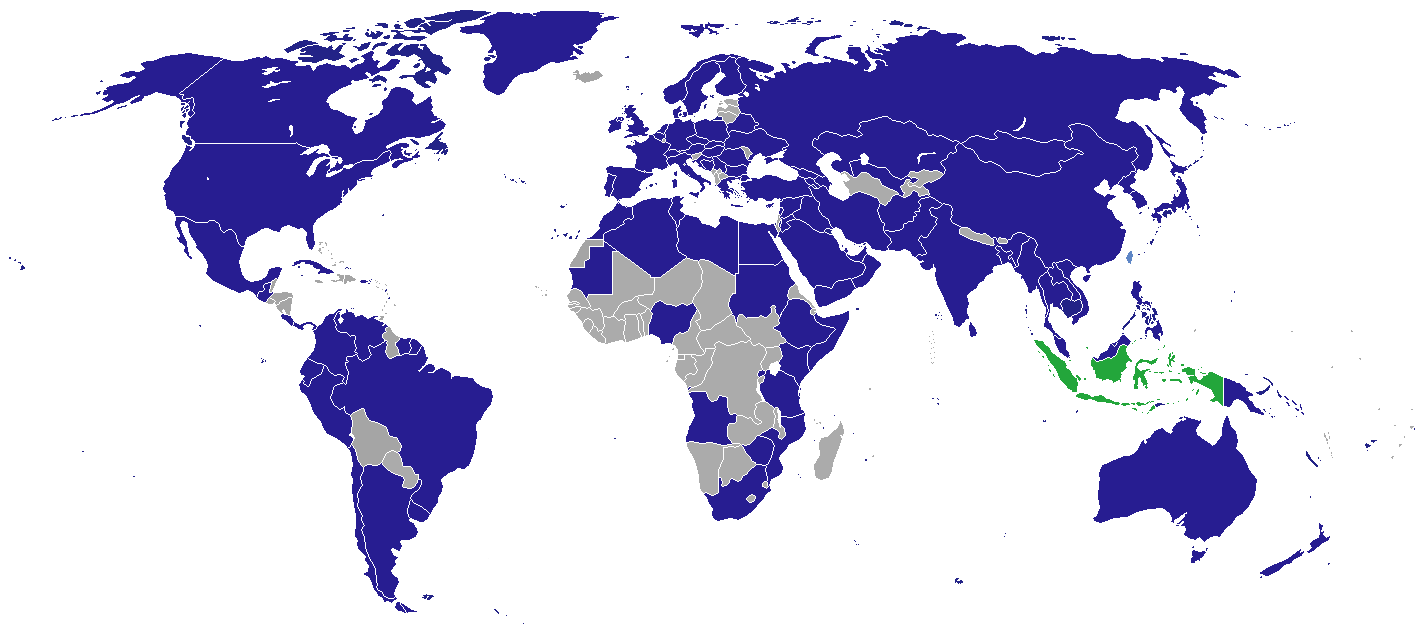
외국공관 유무 현황

수교 현황
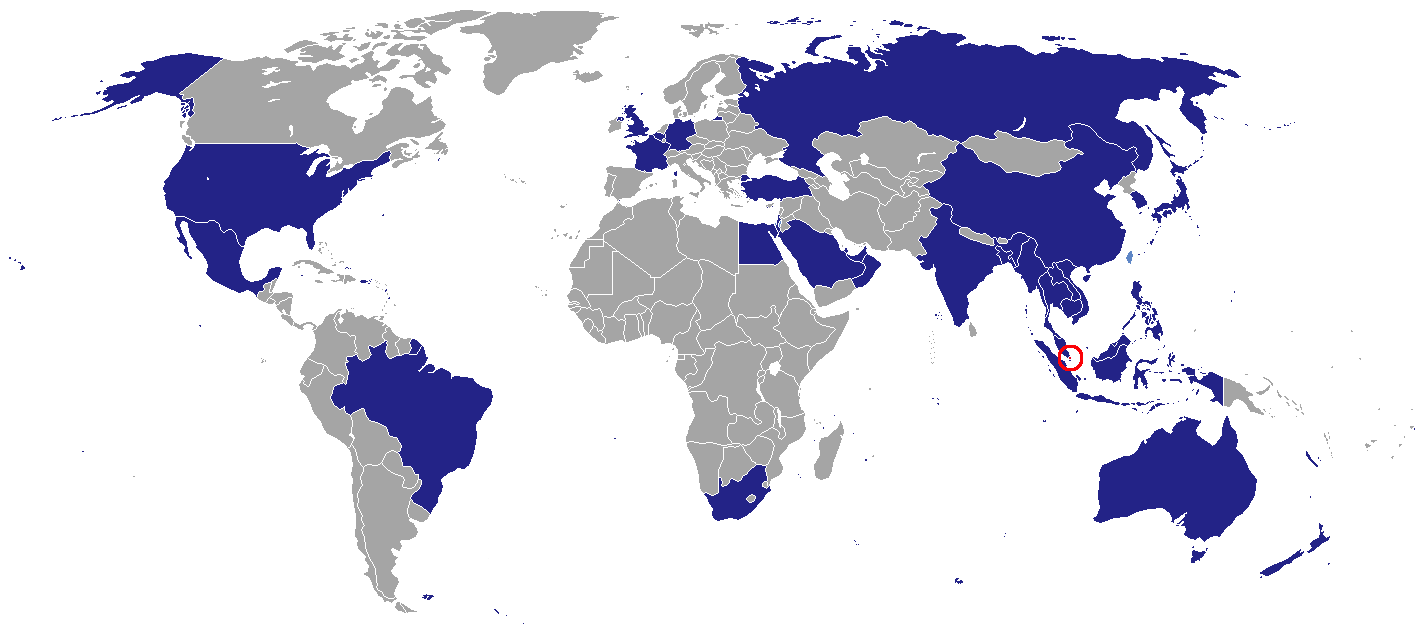
재외공관 설치 현황
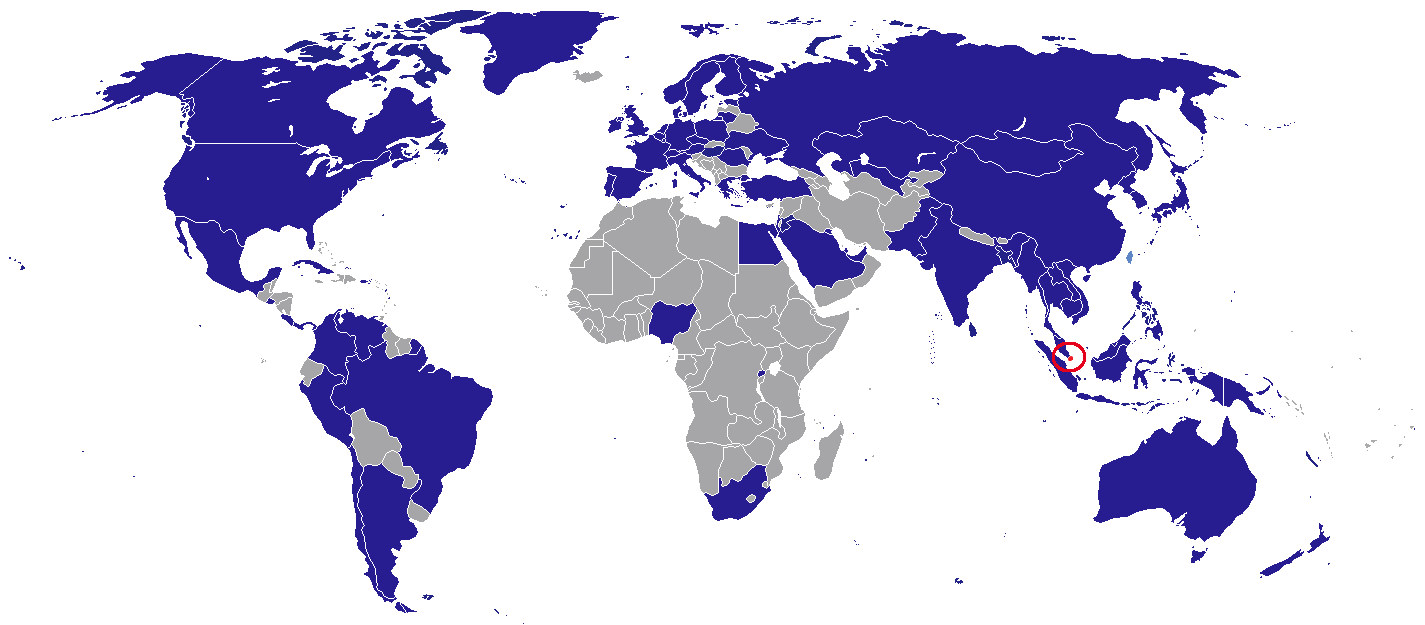
외국공관 유무 현황

수교 현황
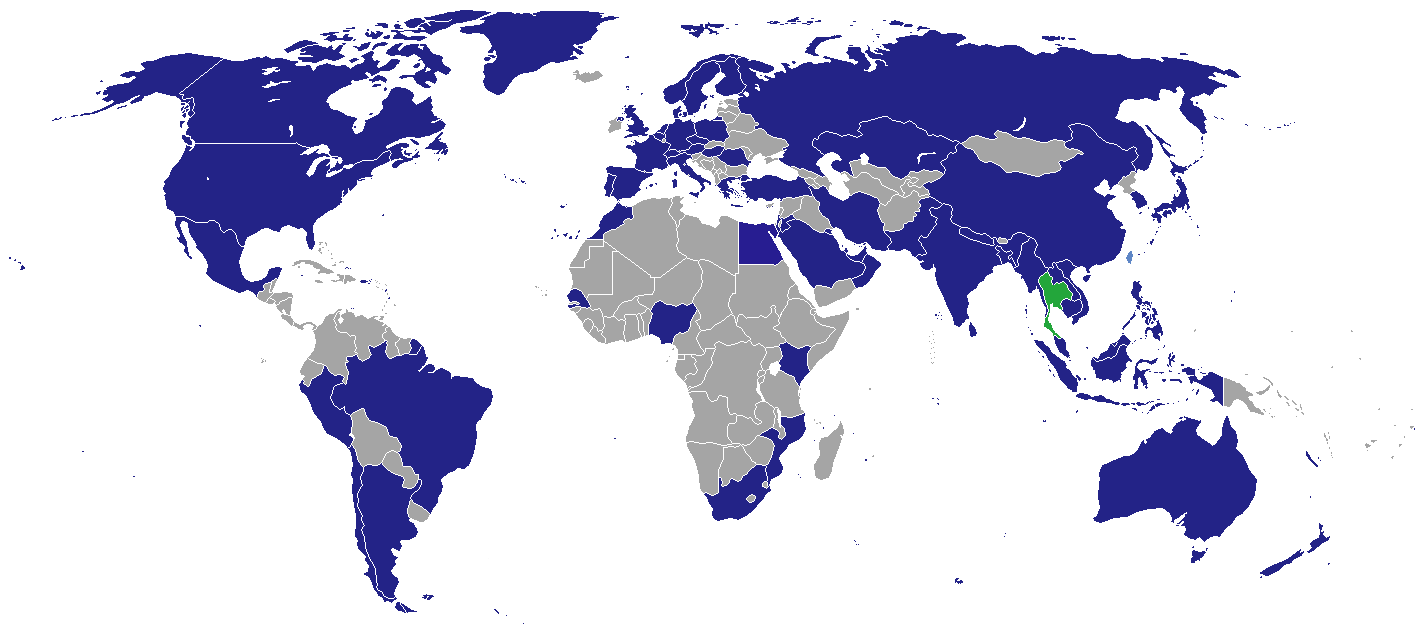
재외공관 설치 현황
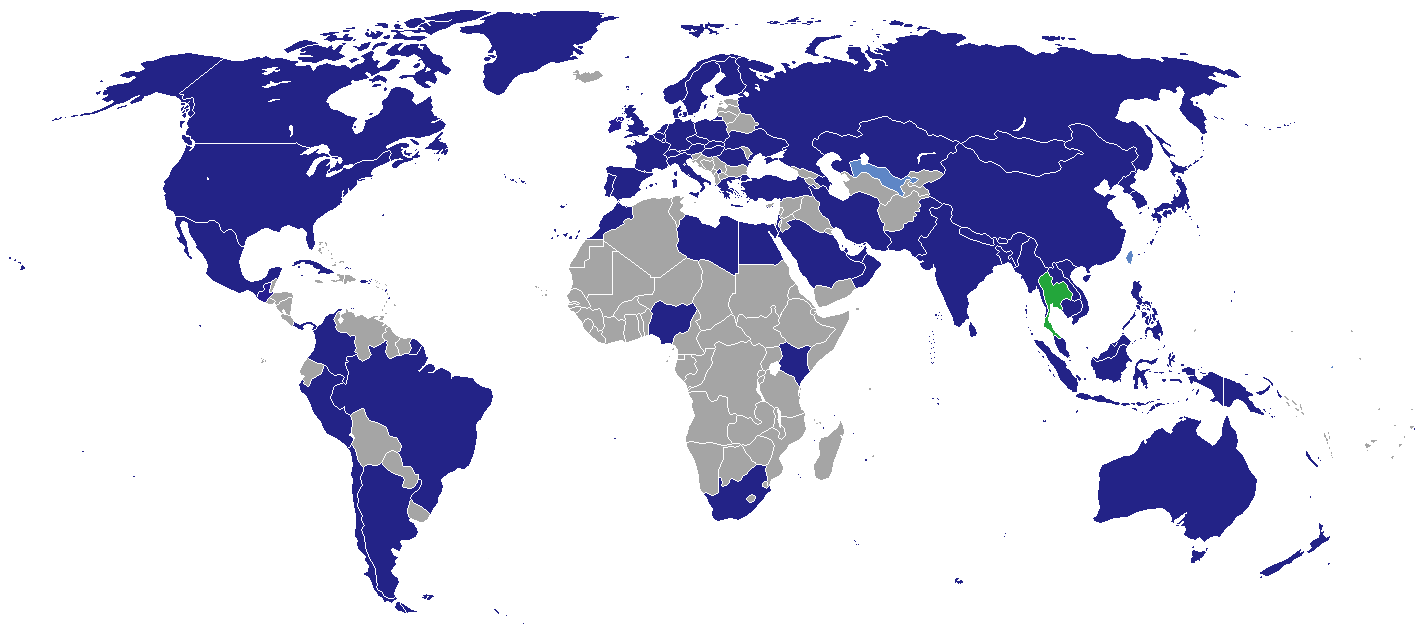
외국공관 유무 현황

수교 현황
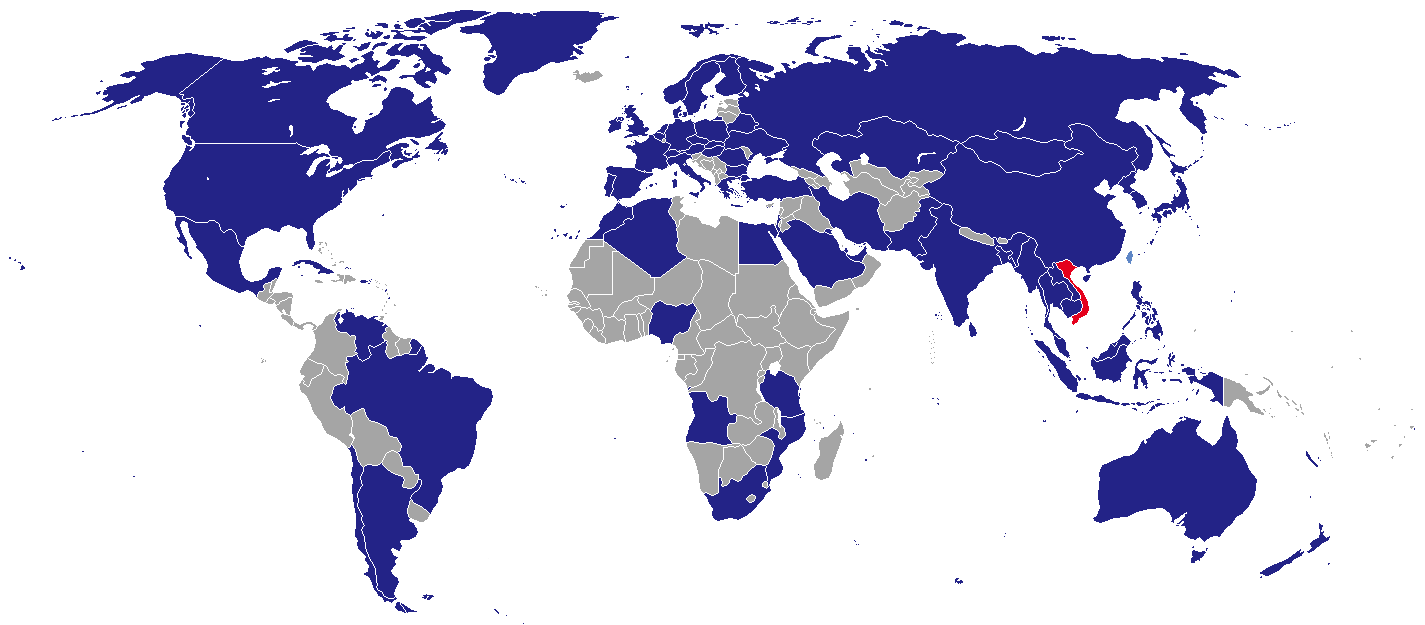
재외공관 설치 현황
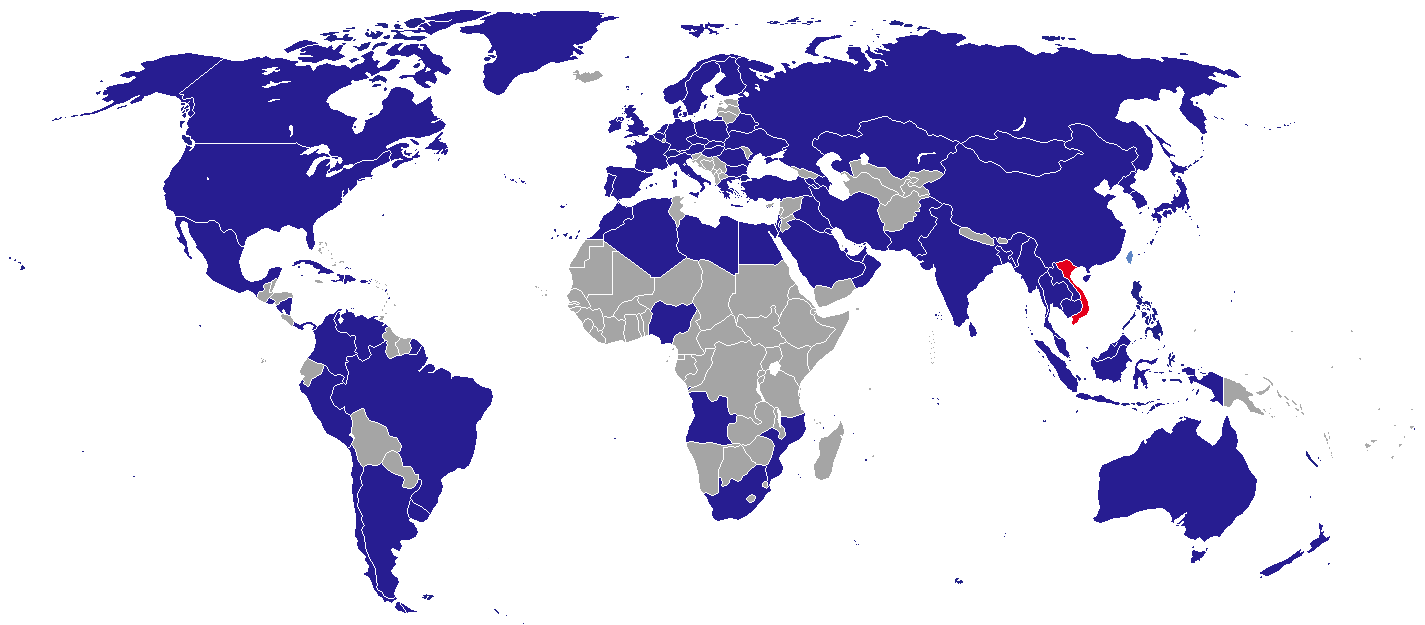
외국공관 유무 현황

수교 현황
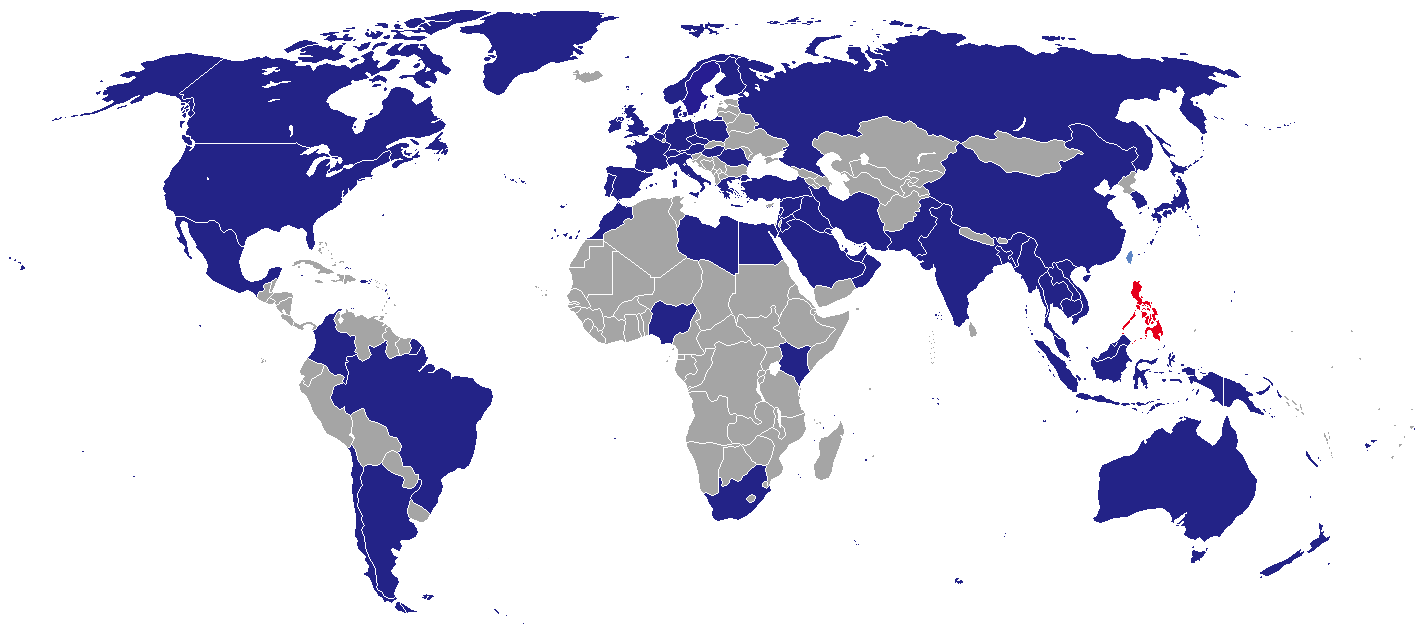
재외공관 설치 현황
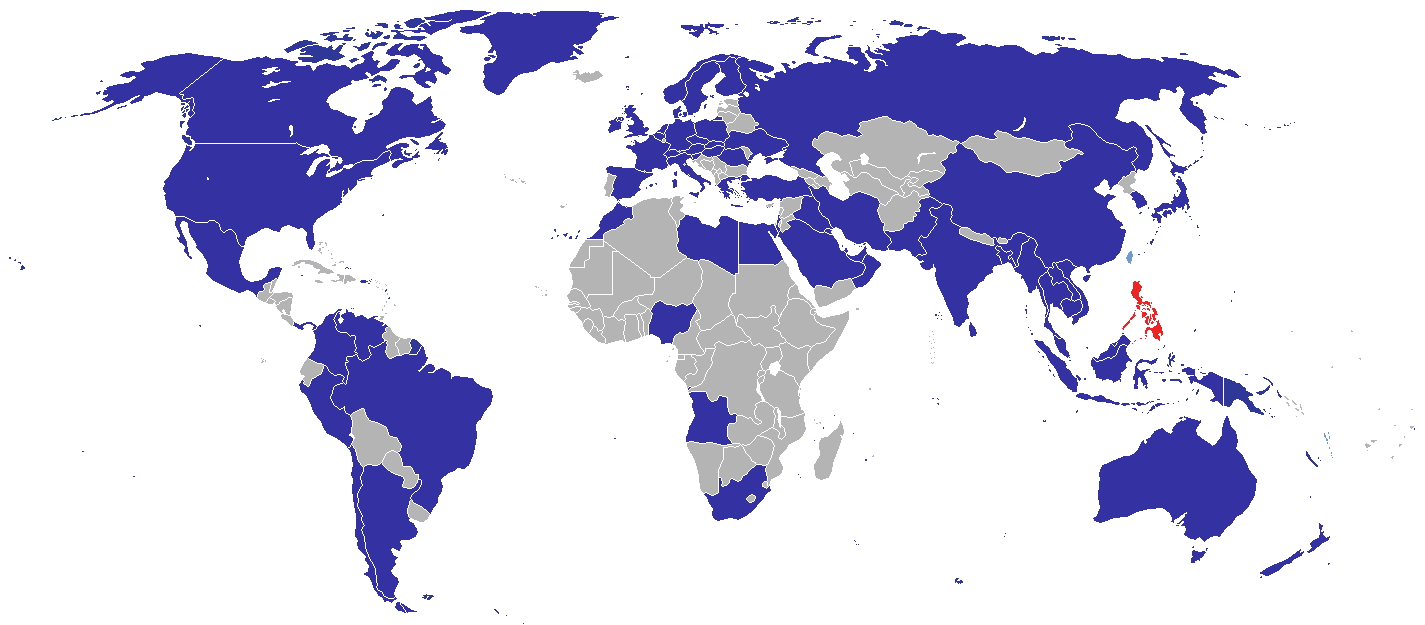
외국공관 유무 현황

수교 현황
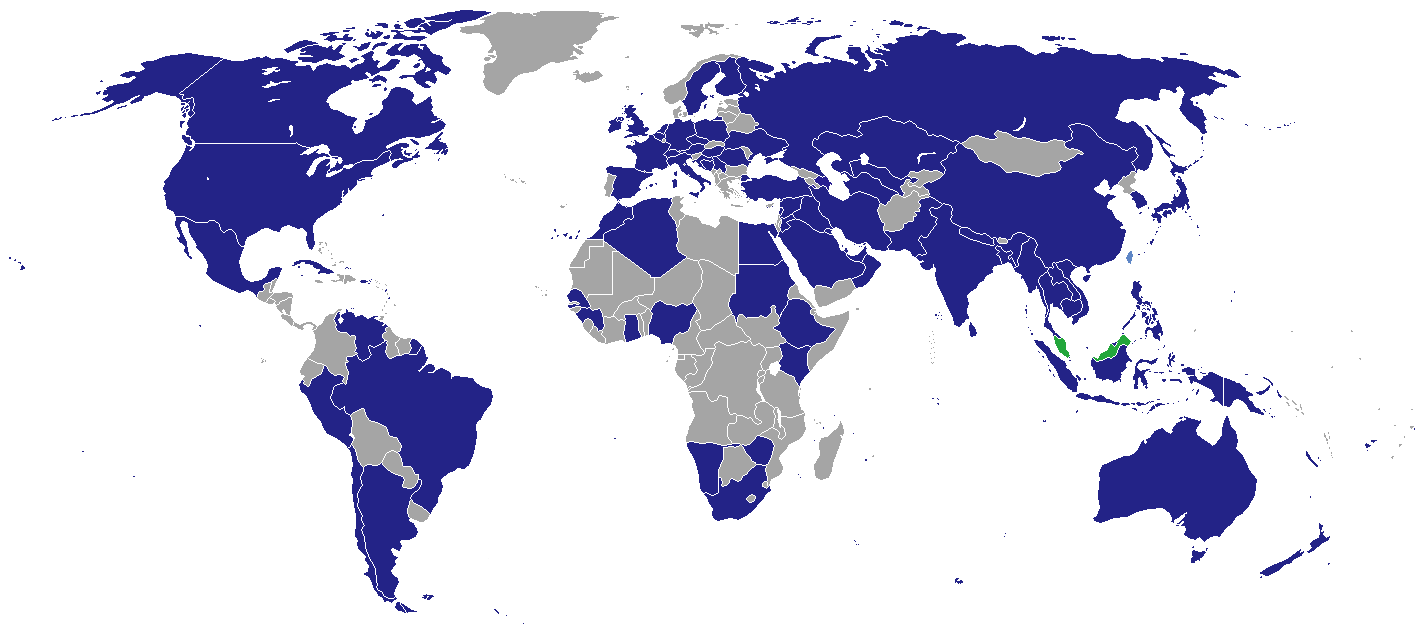
재외공관 설치 현황
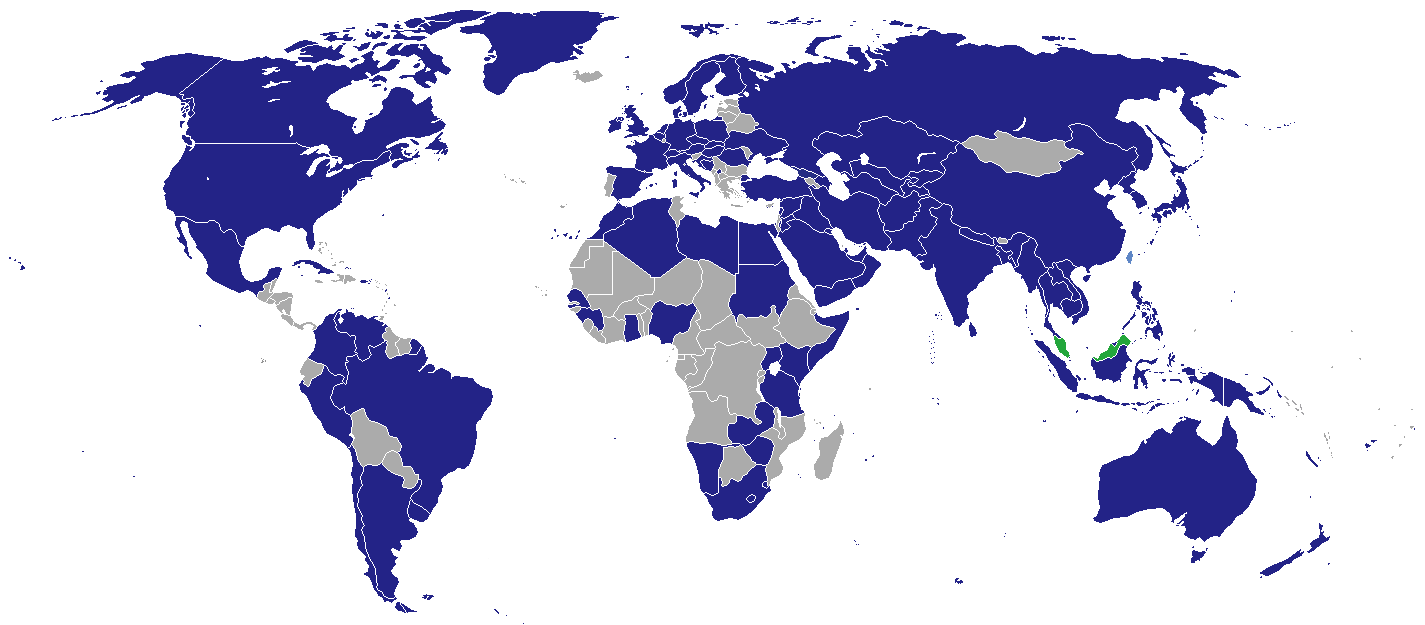
외국공관 유무 현황

수교 현황
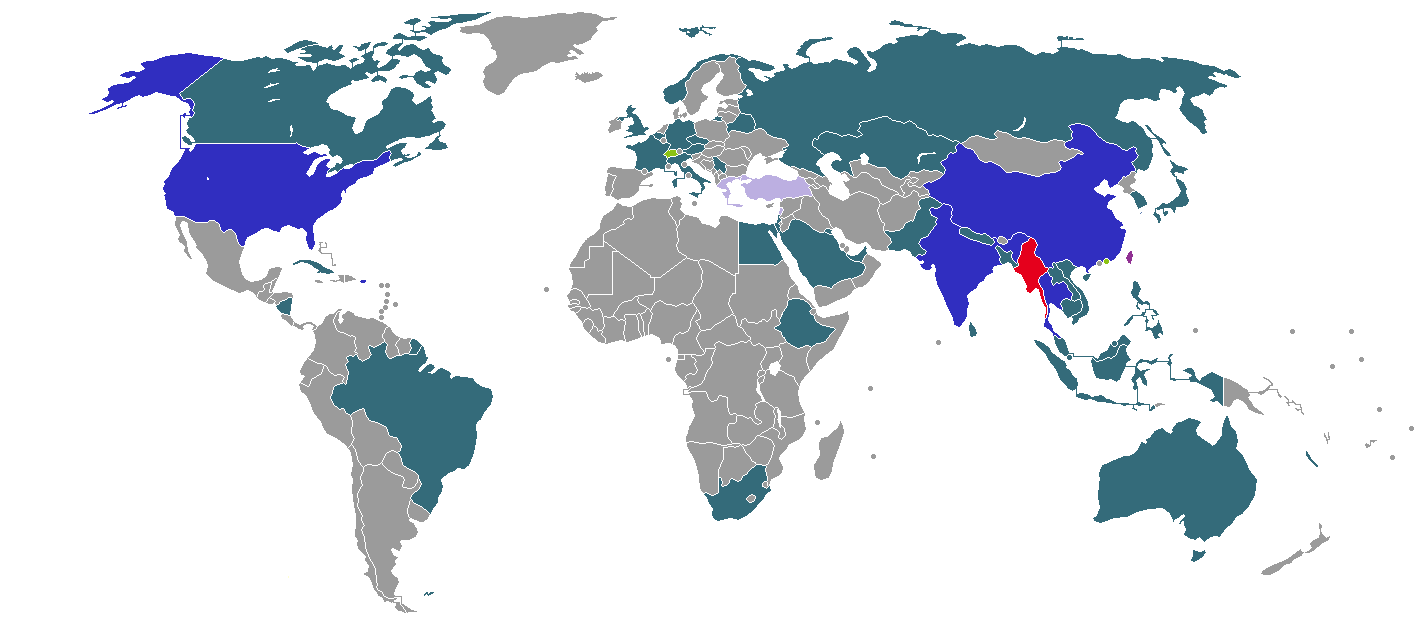
재외공관 설치 현황
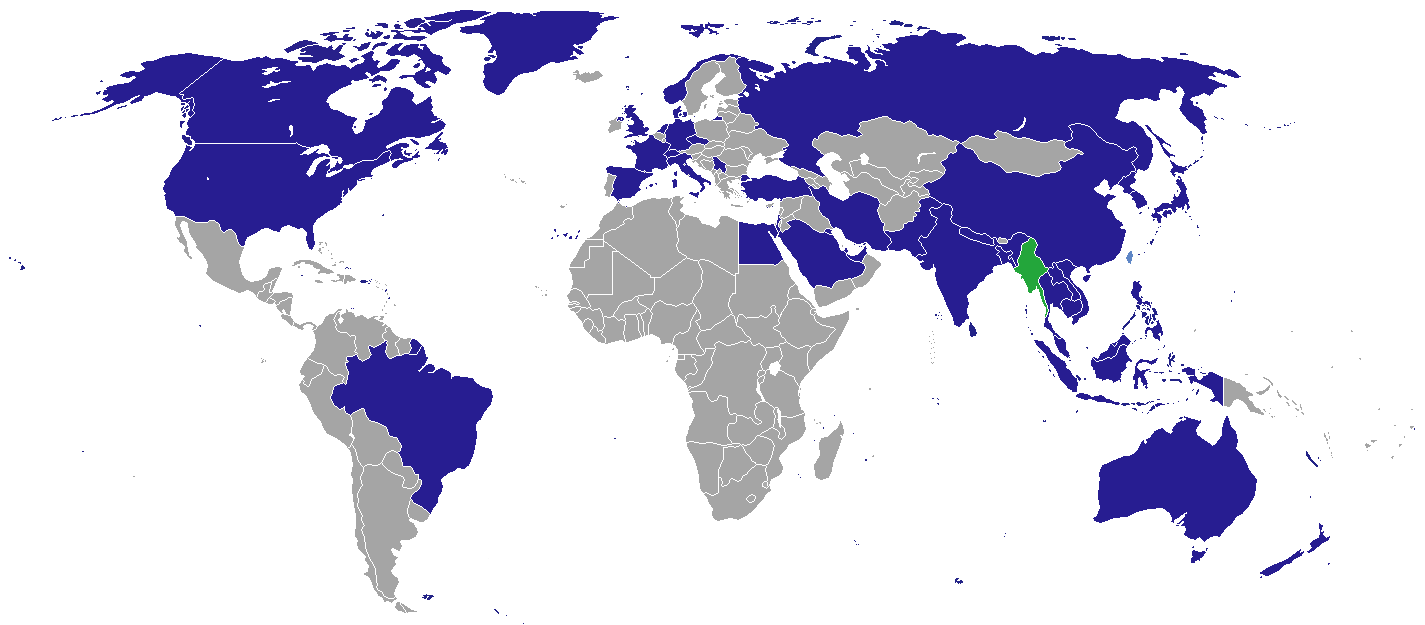
외국공관 유무 현황

수교 현황
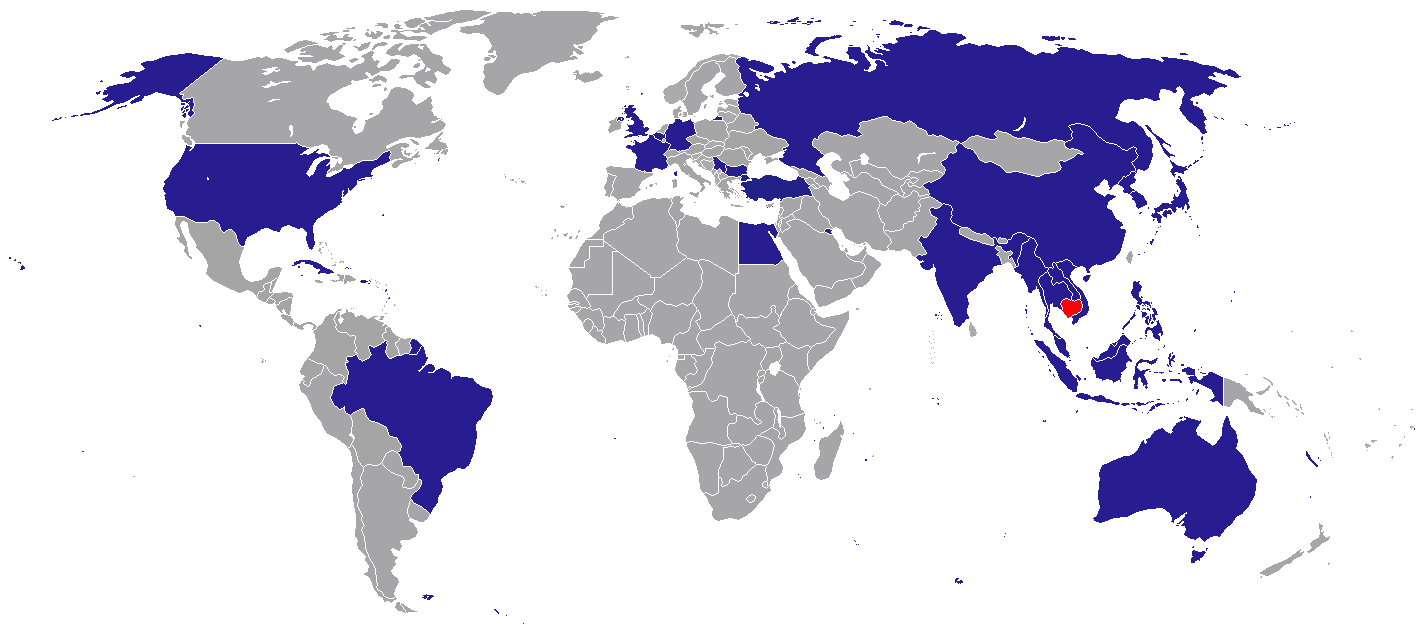
재외공관 설치 현황
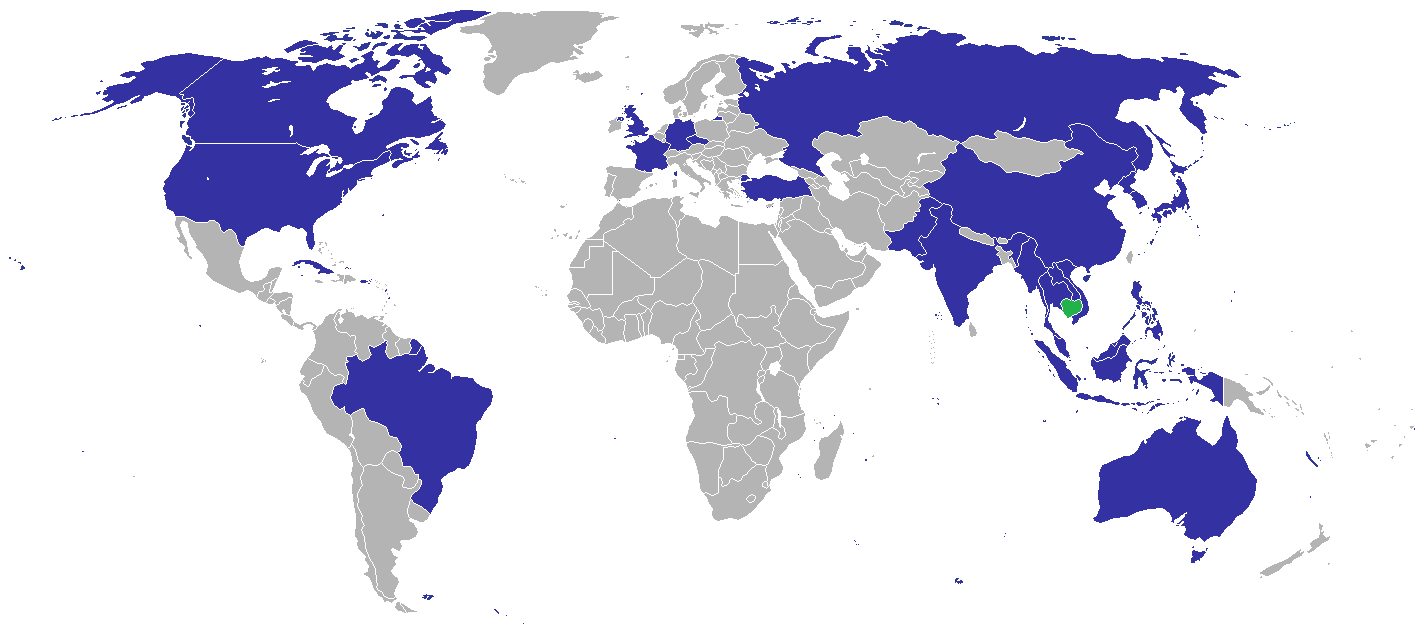
외국공관 유무 현황

수교 현황
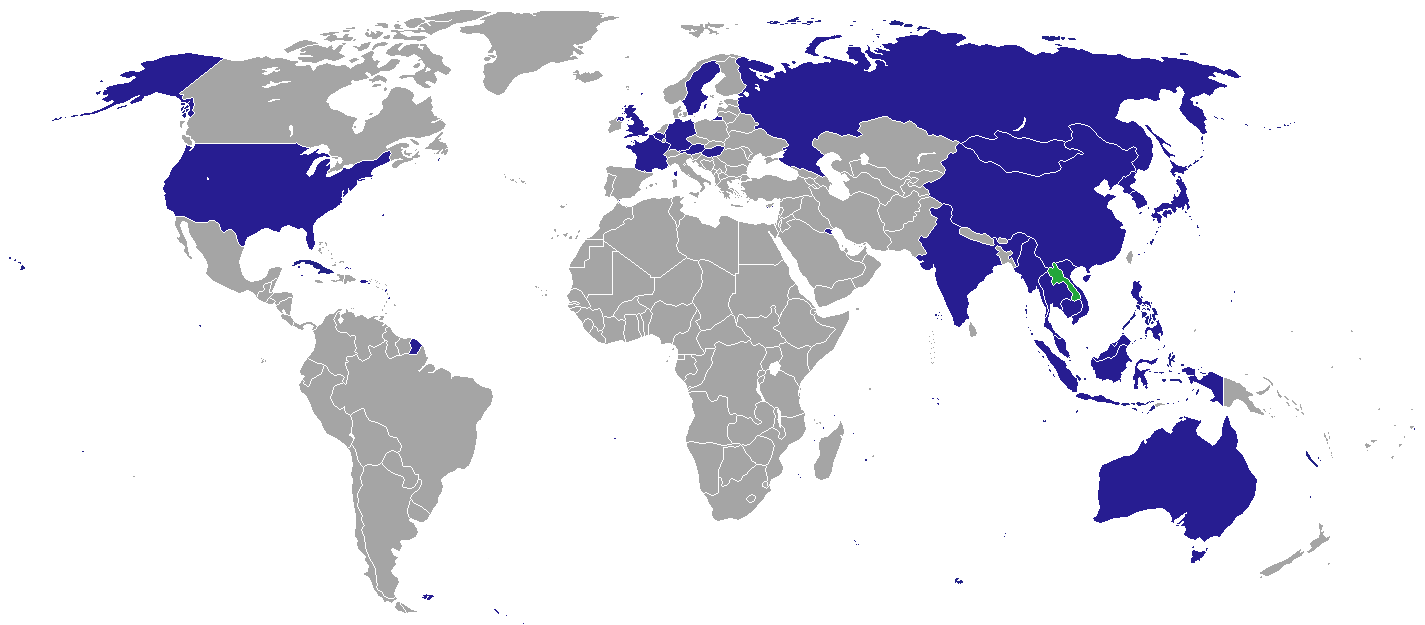
재외공관 설치 현황
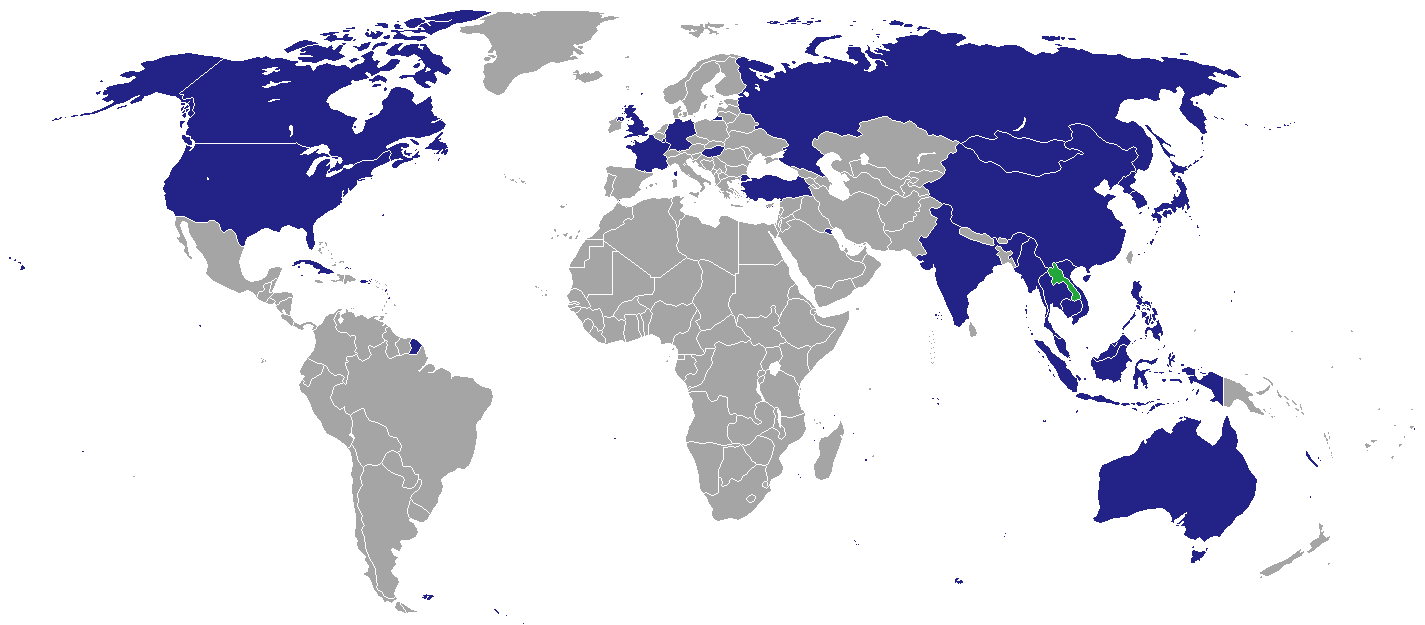
외국공관 유무 현황

수교 현황
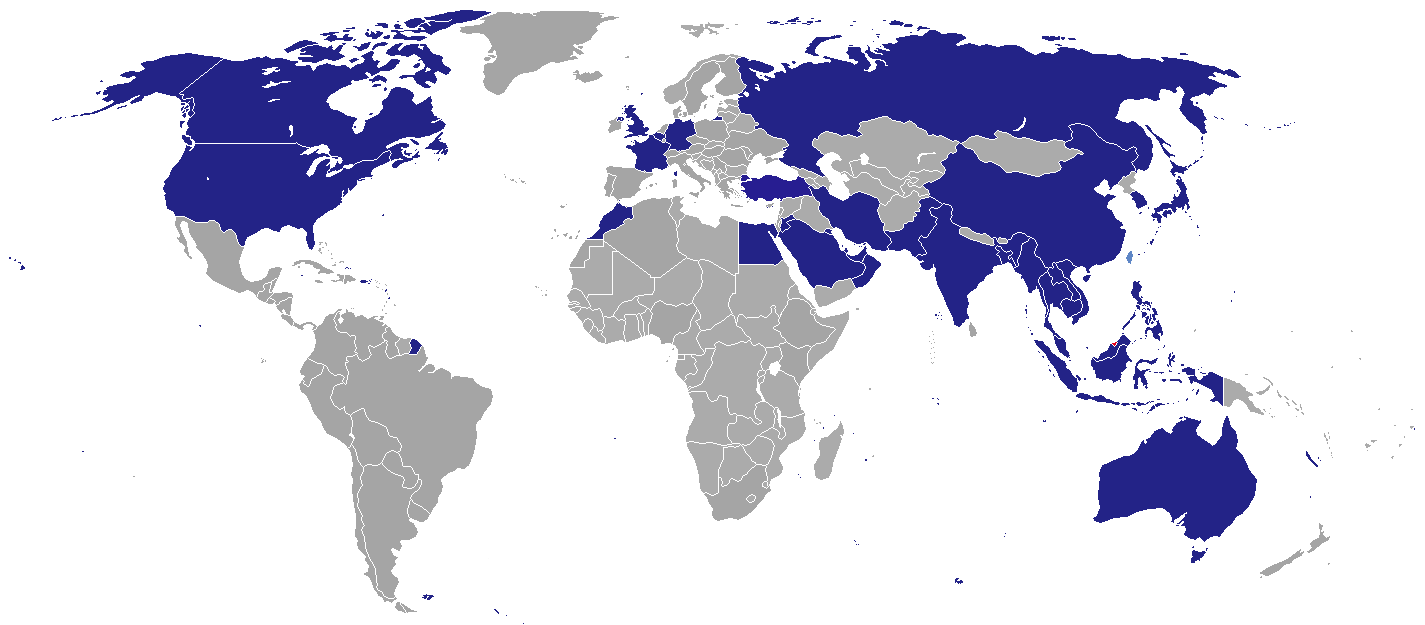
재외공관 설치 현황
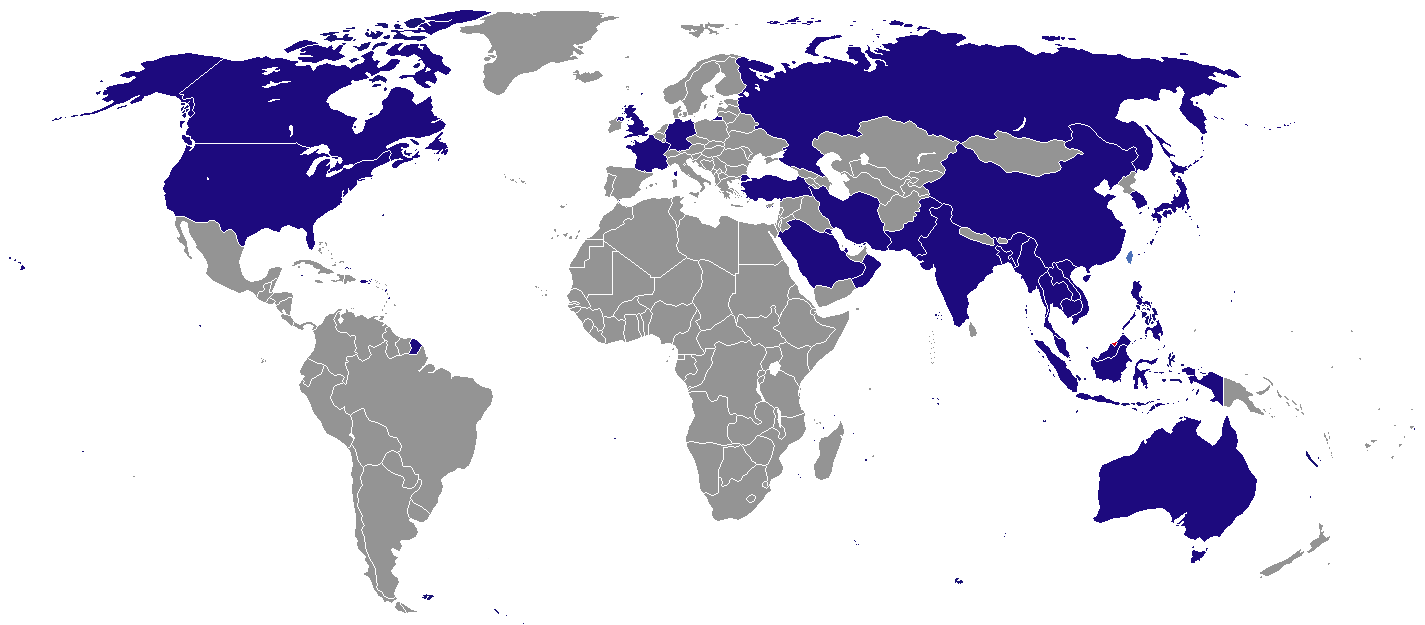
외국공관 유무 현황

수교 현황
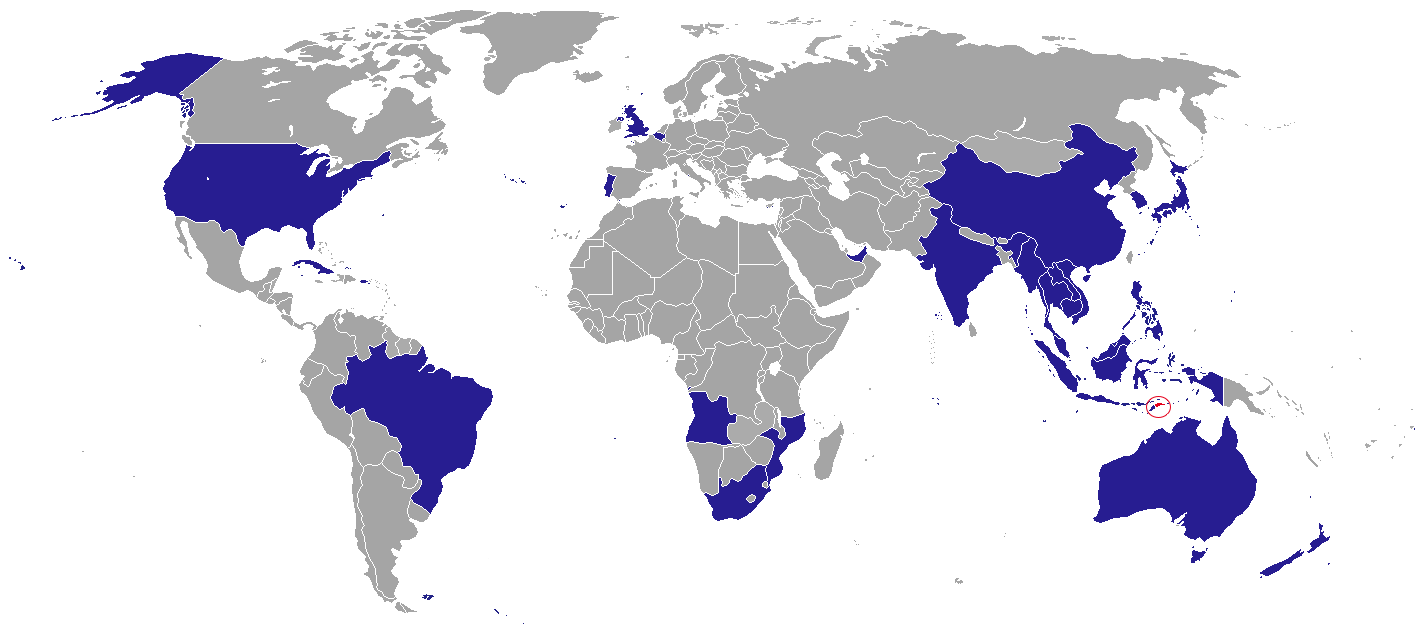
재외공관 설치 현황
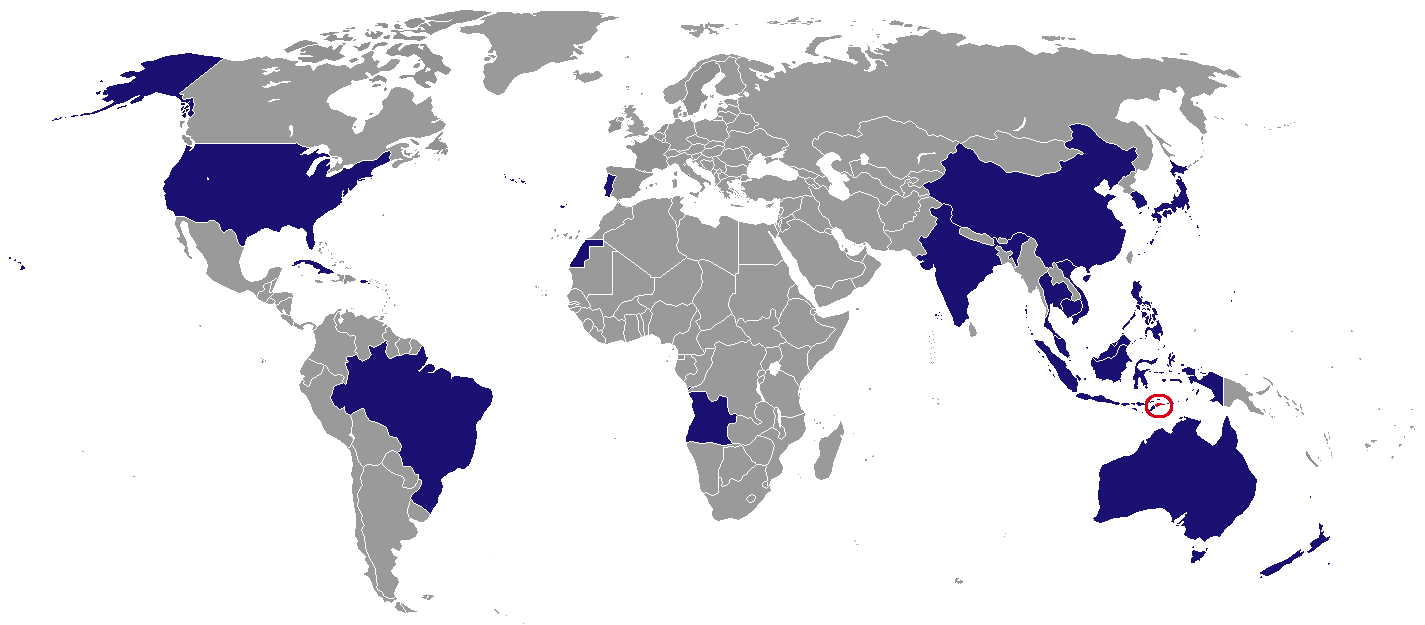
외국공관 유무 현황

수교 현황
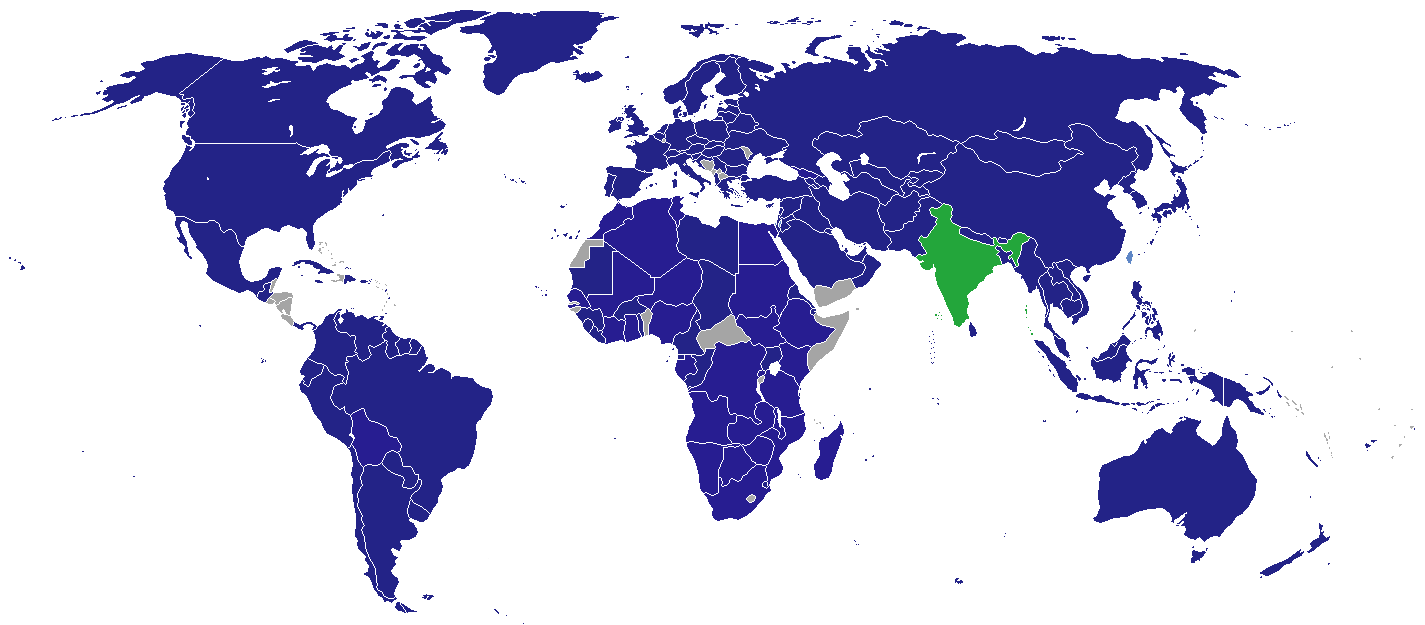
재외공관 설치 현황
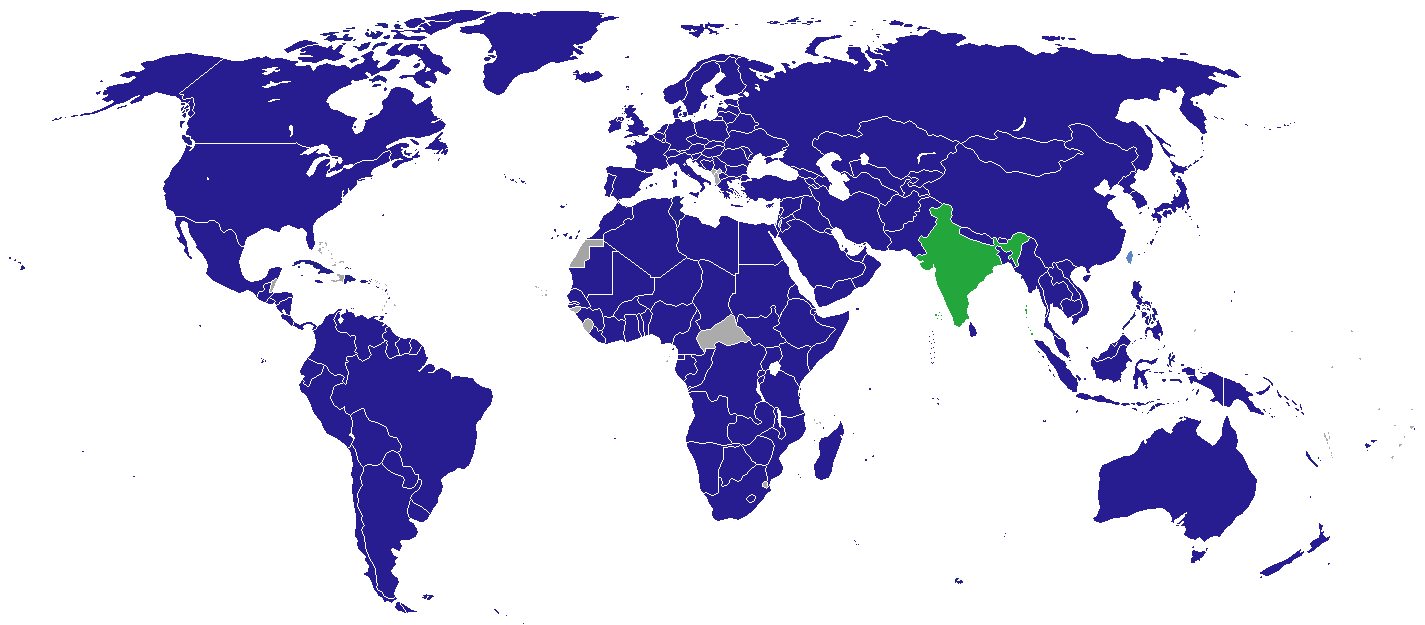
외국공관 유무 현황

수교 현황
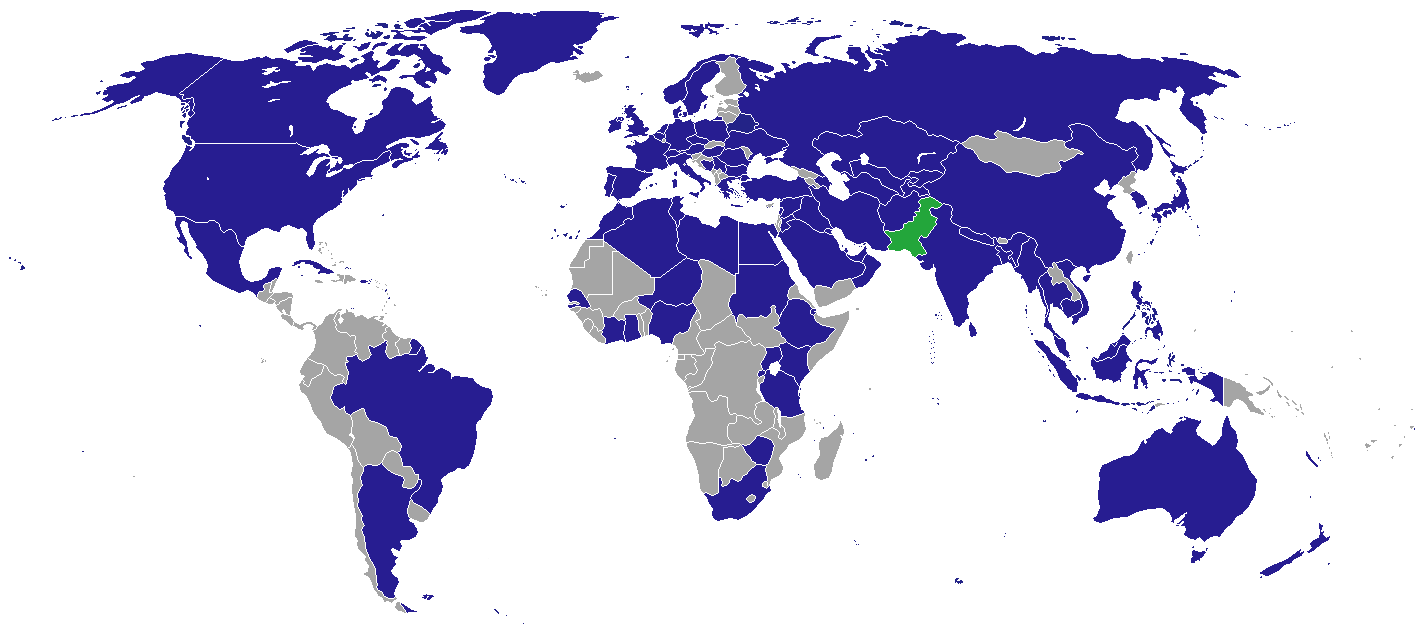
재외공관 설치 현황
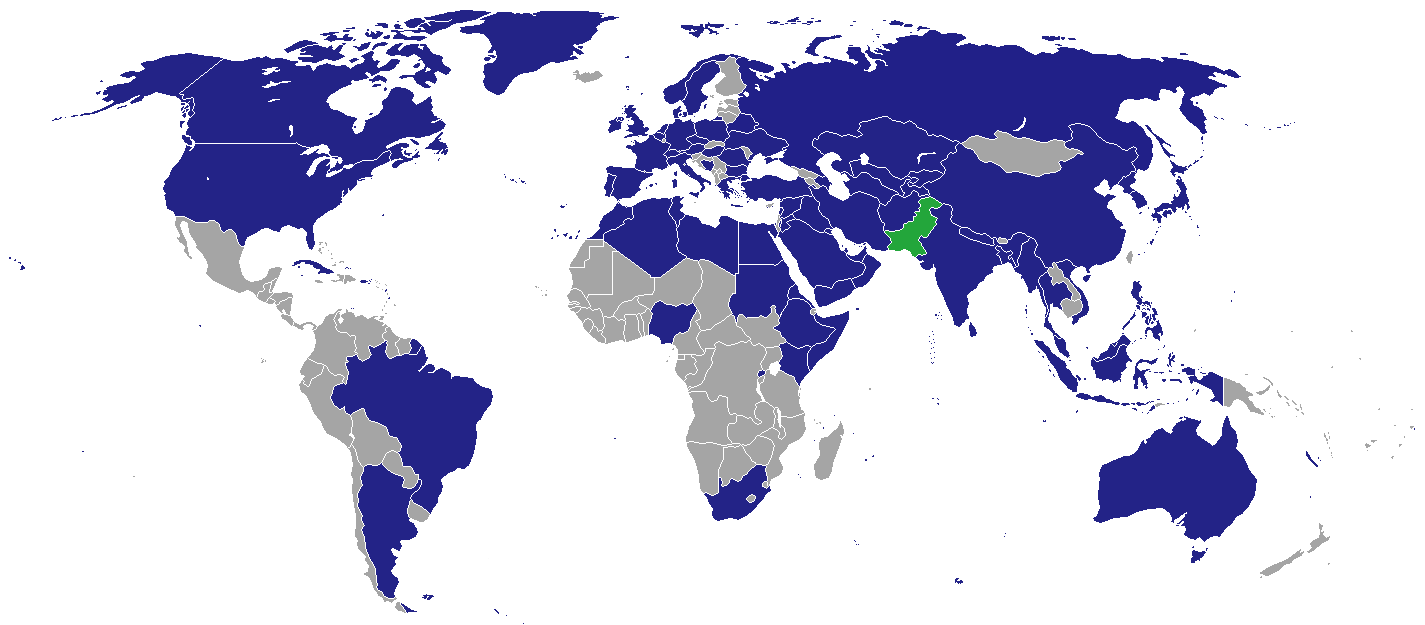
외국공관 유무 현황

수교 현황
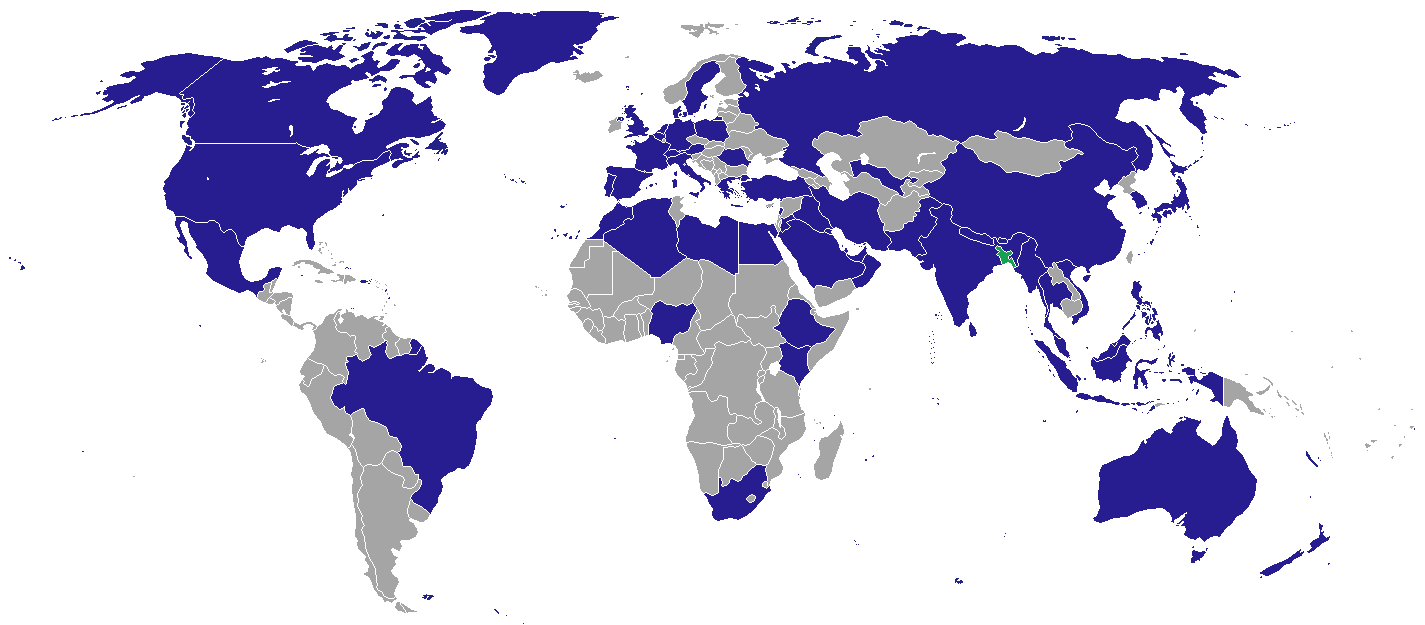
재외공관 설치 현황
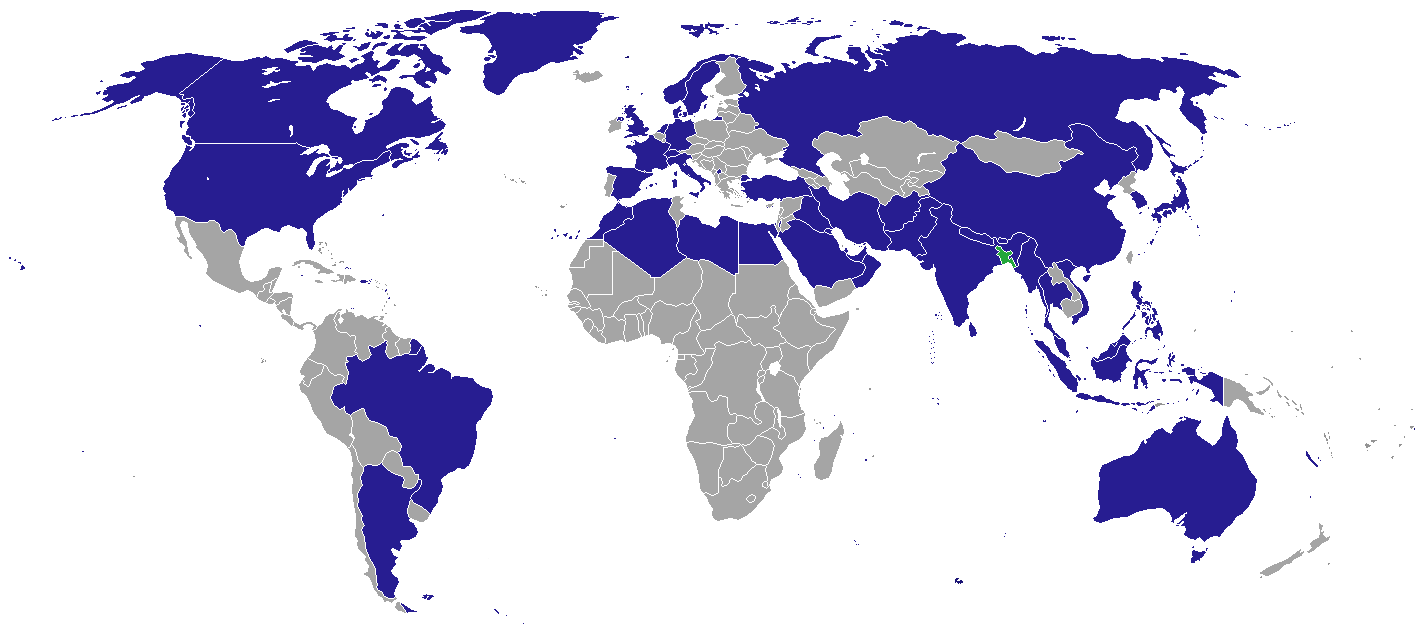
외국공관 유무 현황

수교 현황
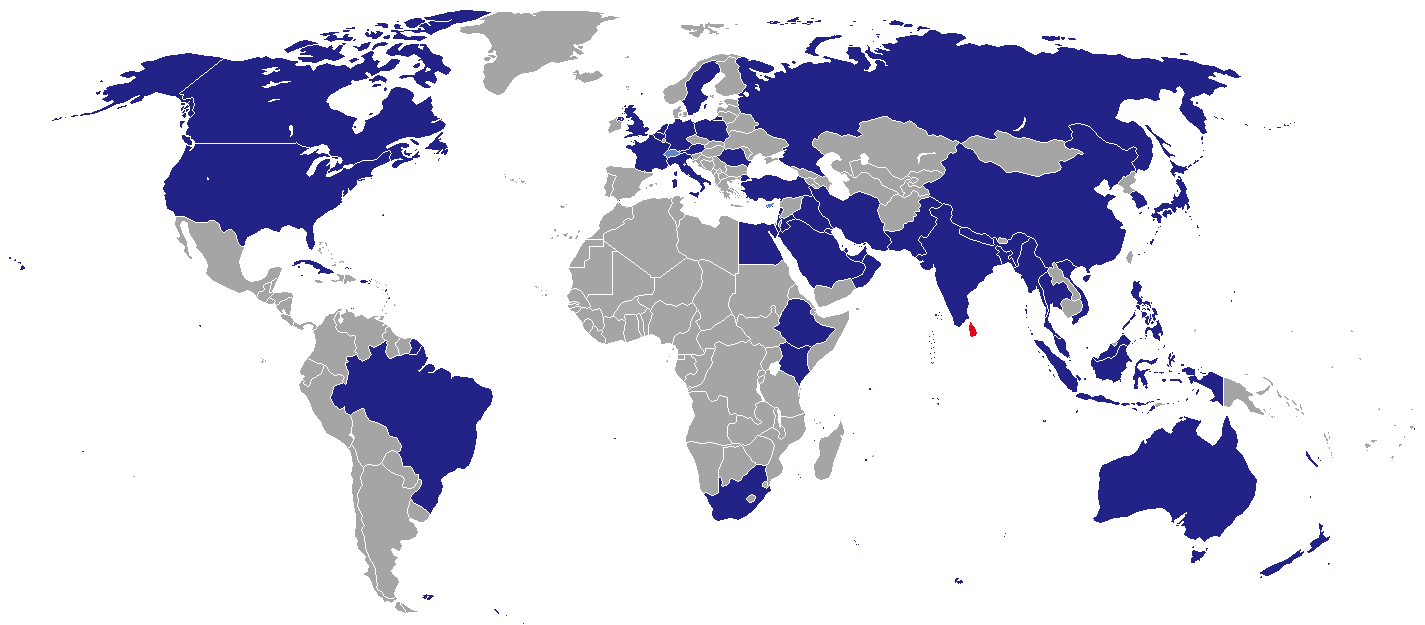
재외공관 설치 현황
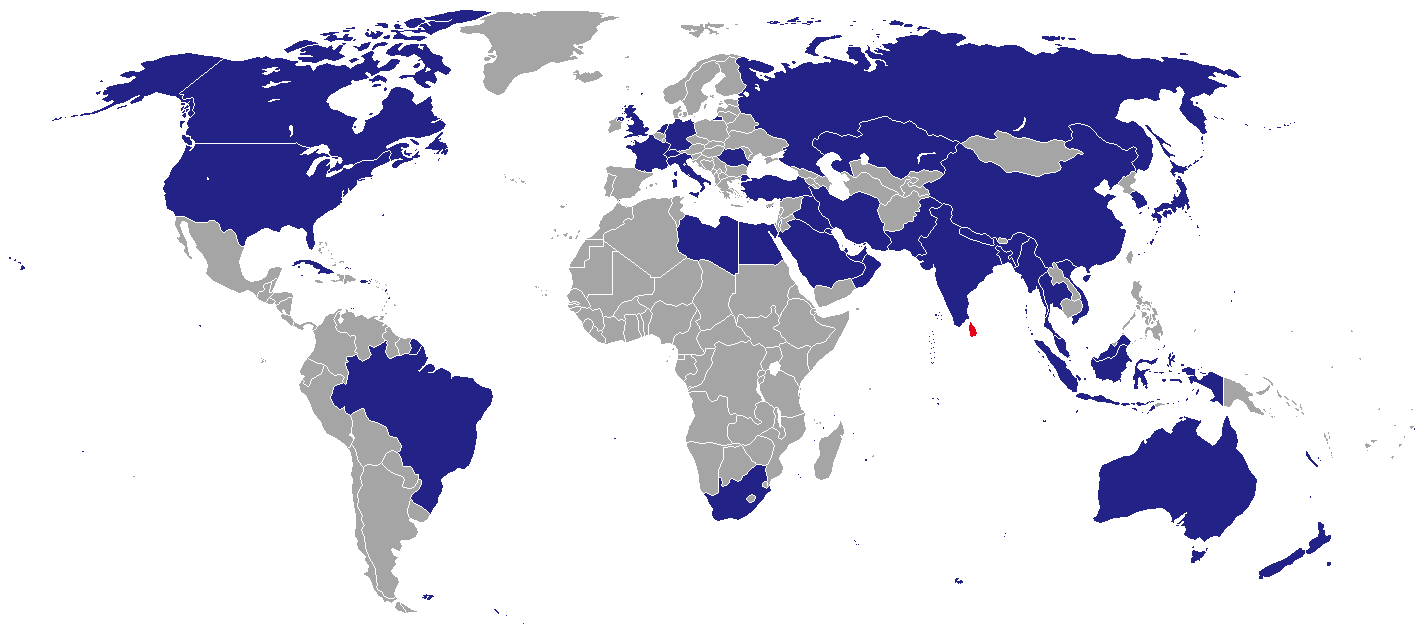
외국공관 유무 현황

수교 현황
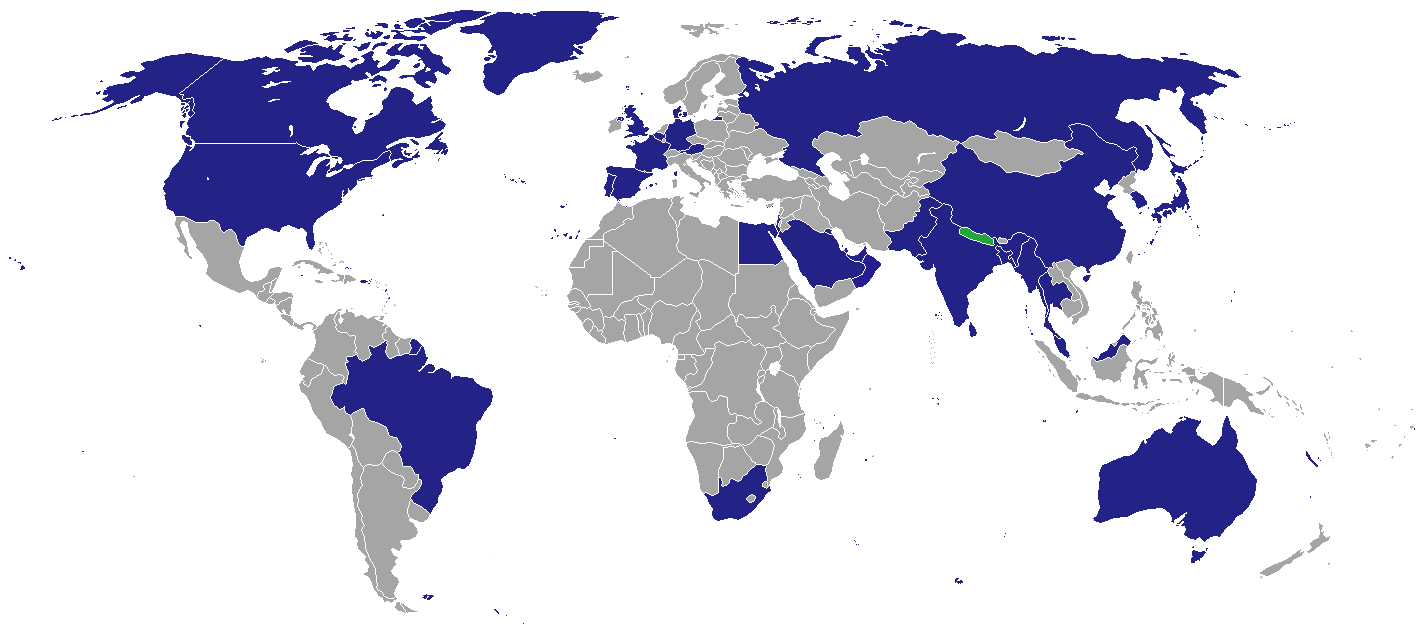
재외공관 설치 현황
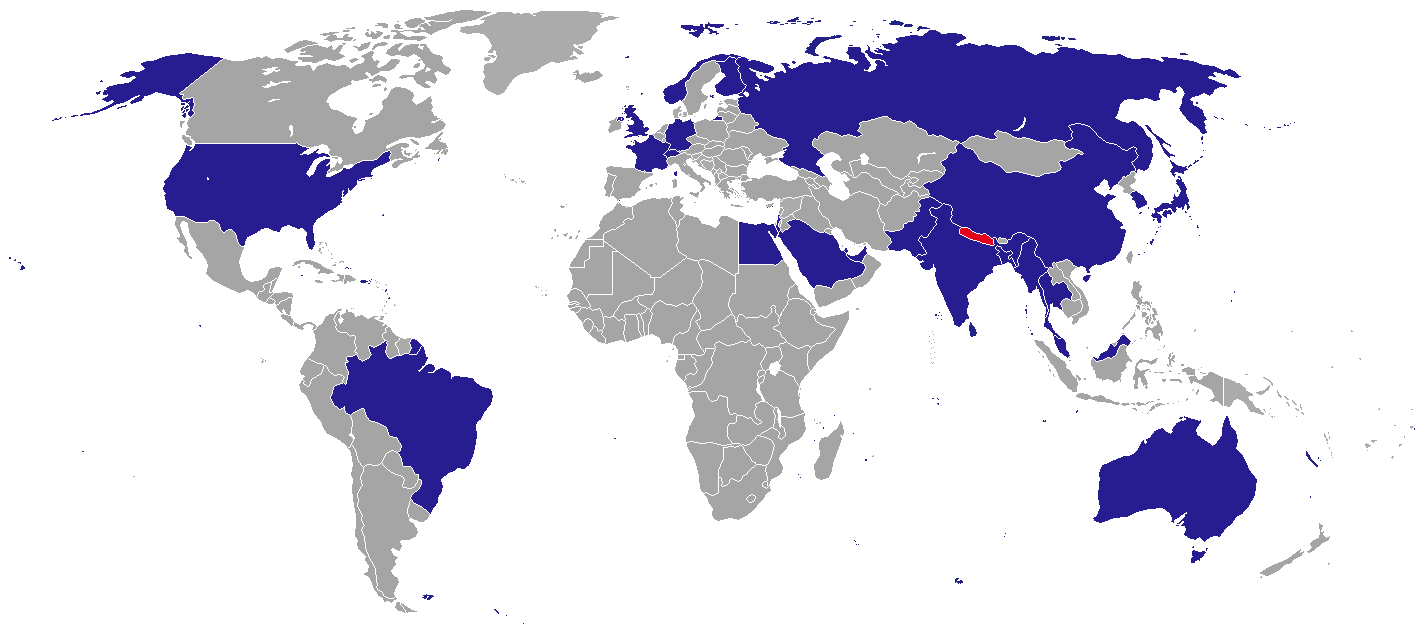
외국공관 유무 현황

수교 현황
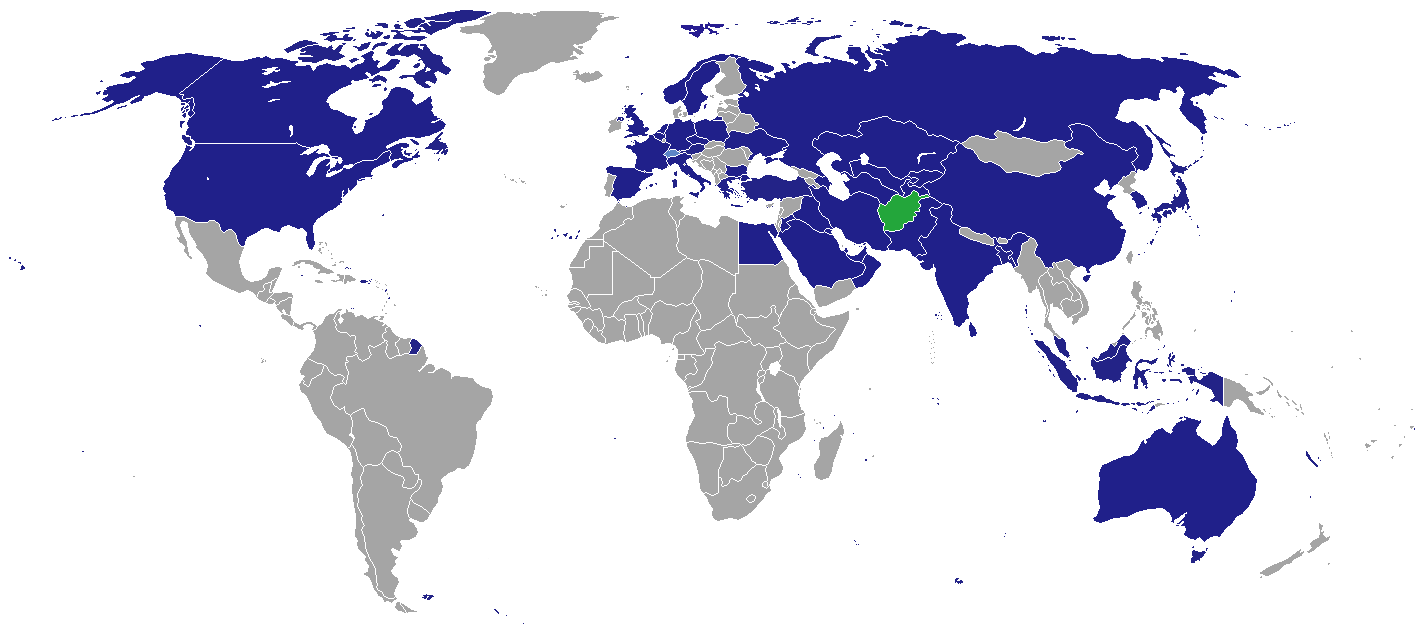
재외공관 설치 현황
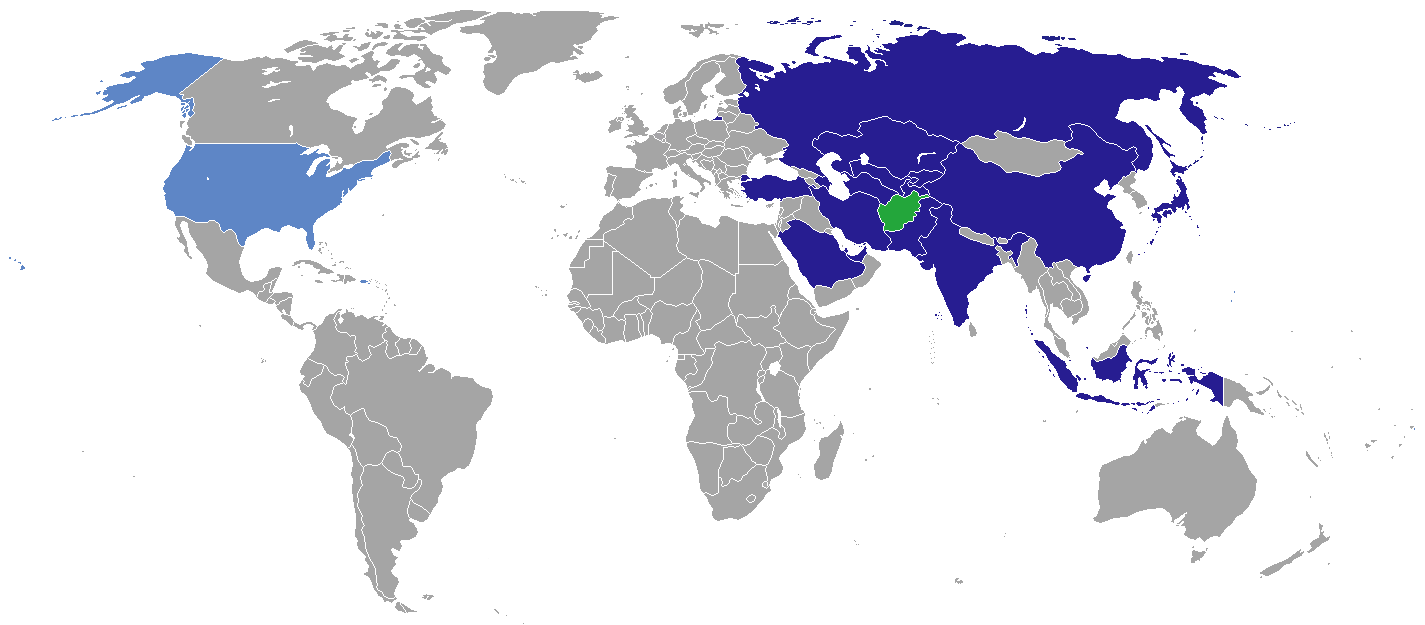
외국공관 유무 현황

수교 현황
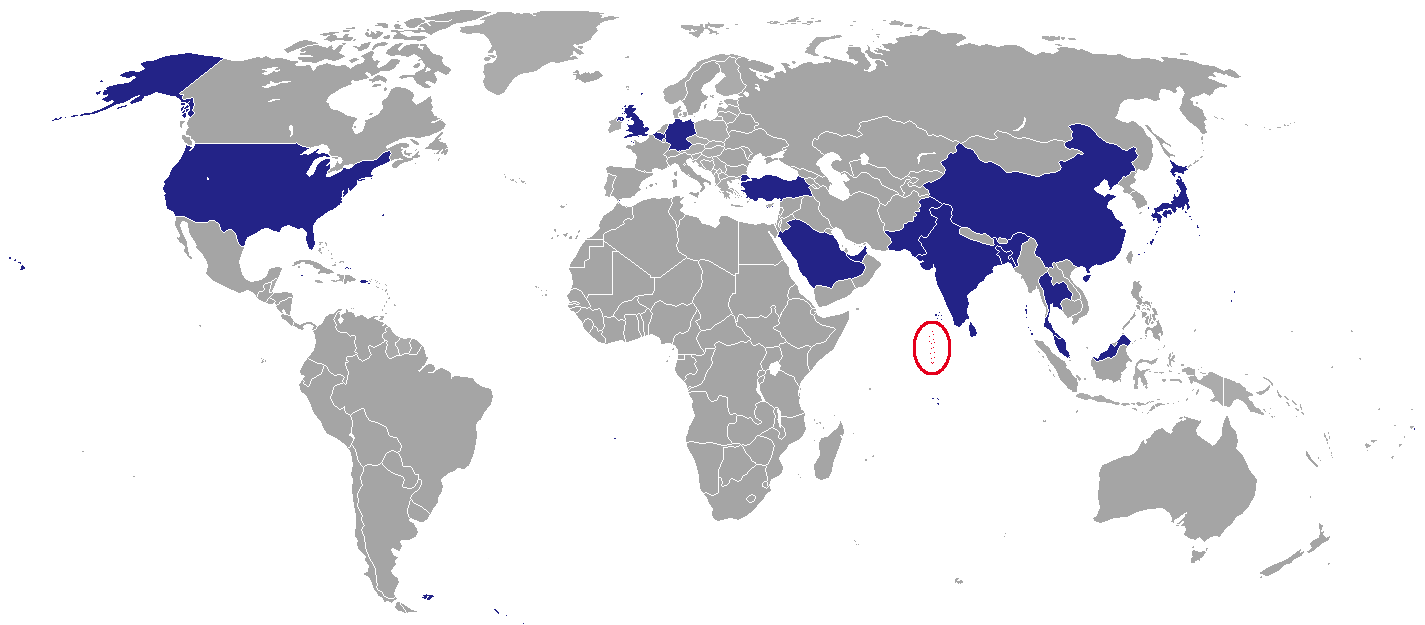
재외공관 설치 현황
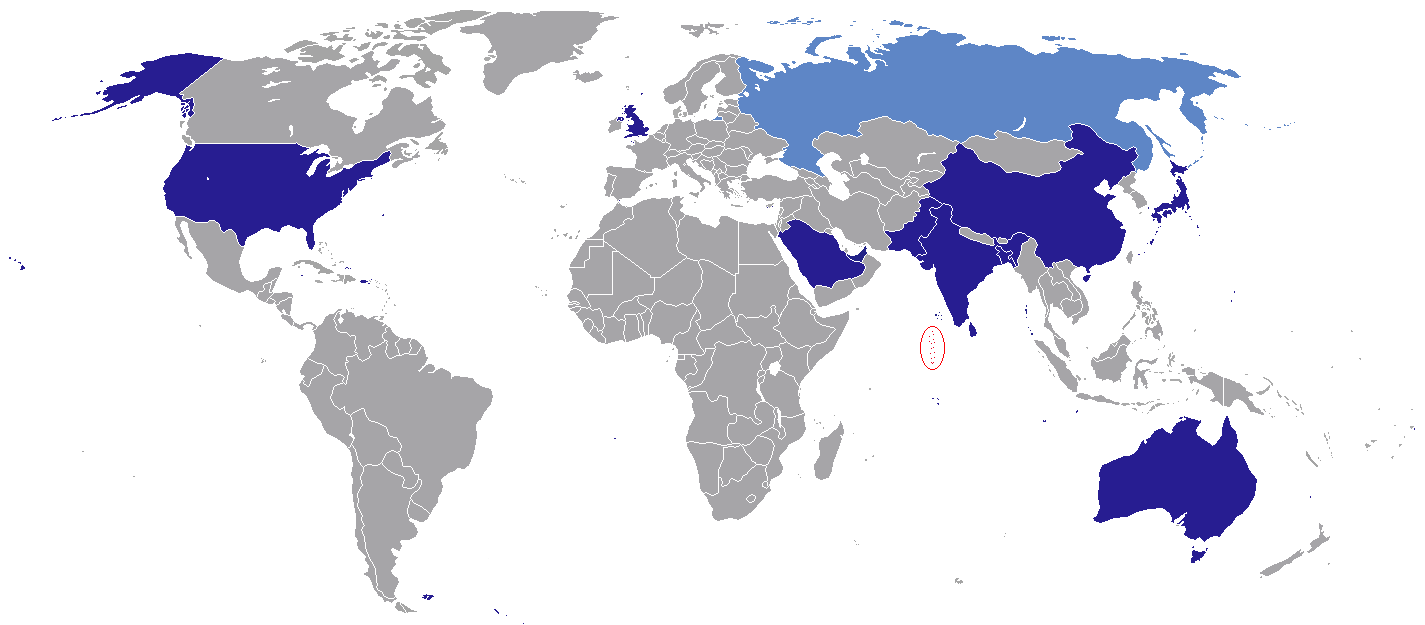
외국공관 유무 현황

수교 현황
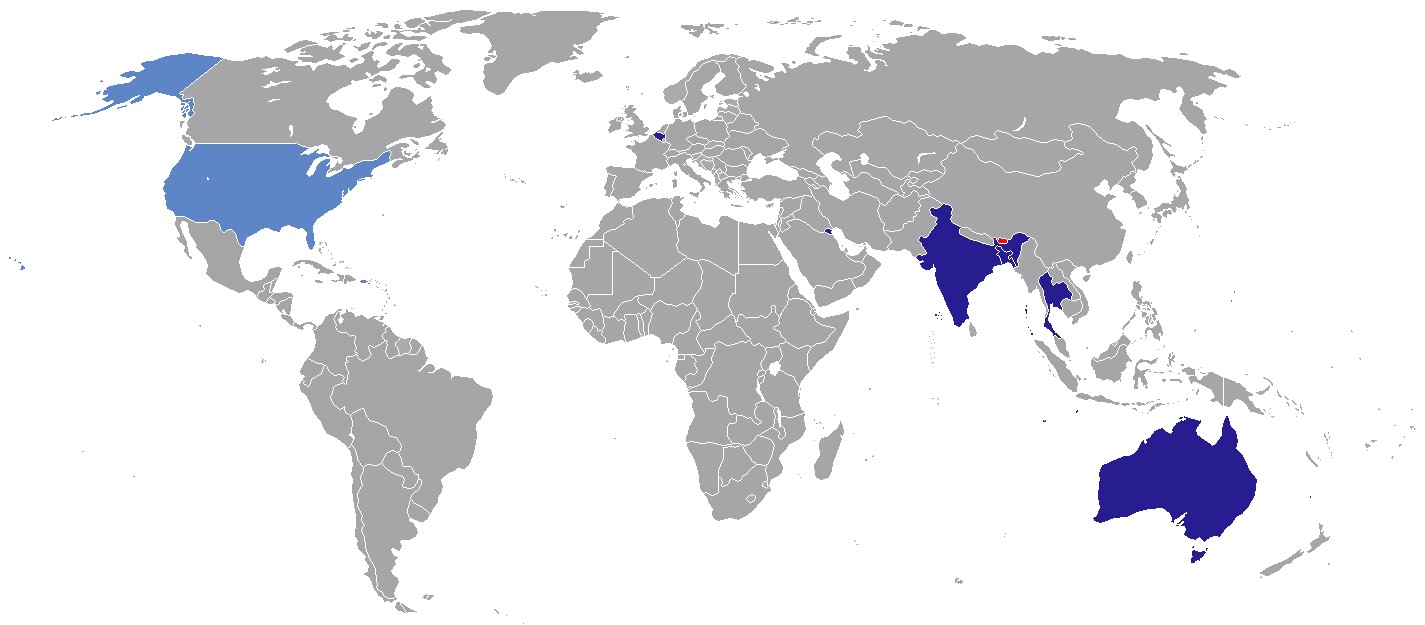
재외공관 설치 현황
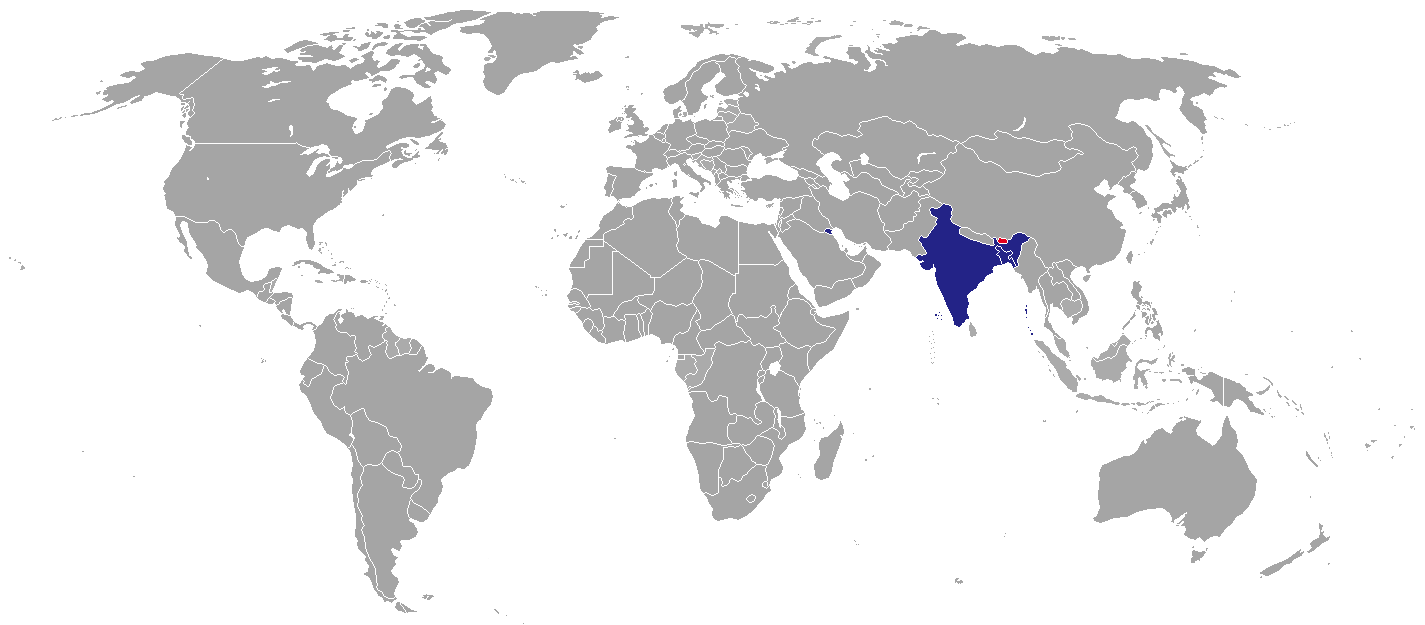
외국공관 유무 현황

수교 현황
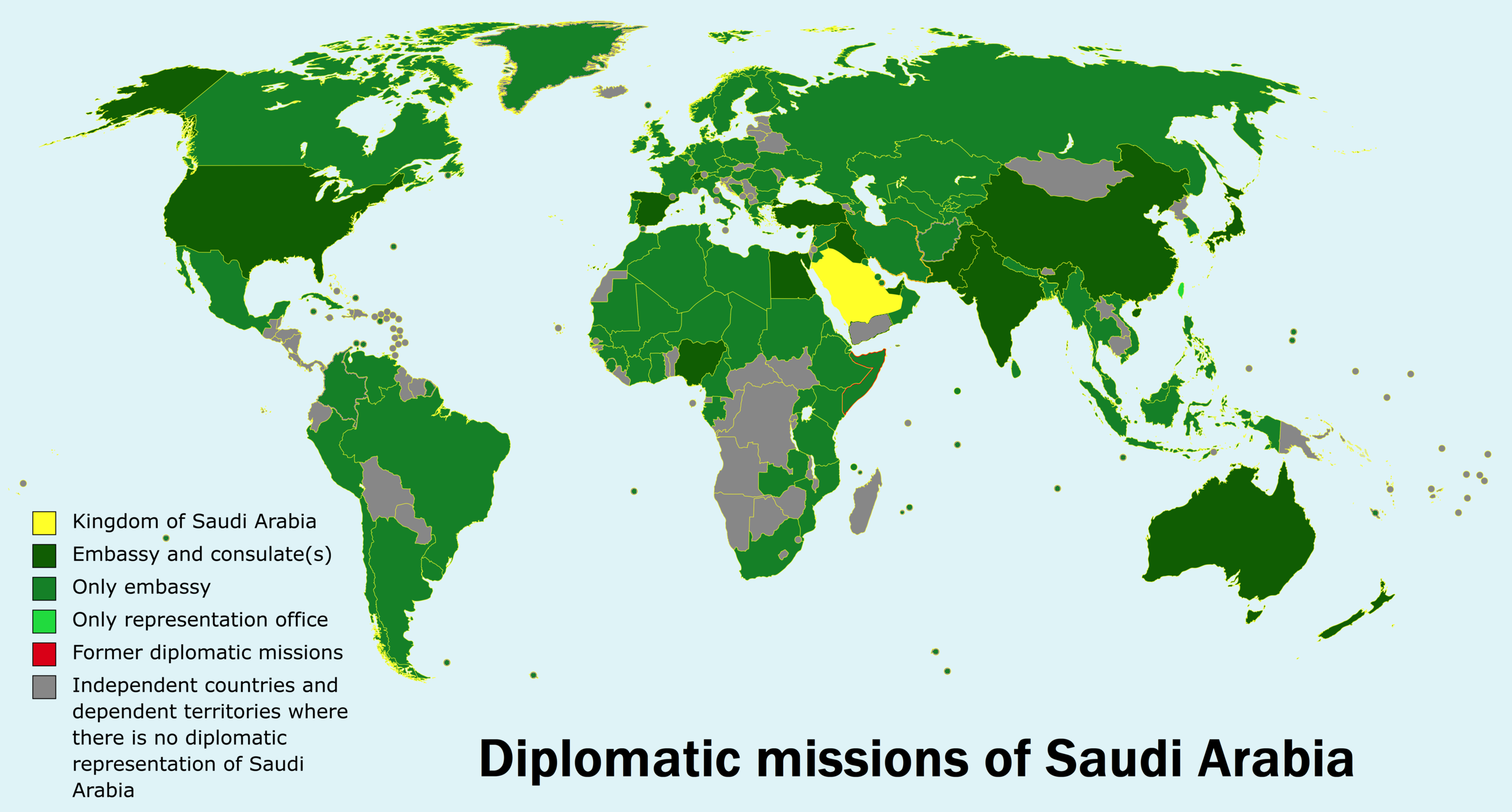
재외공관 설치 현황
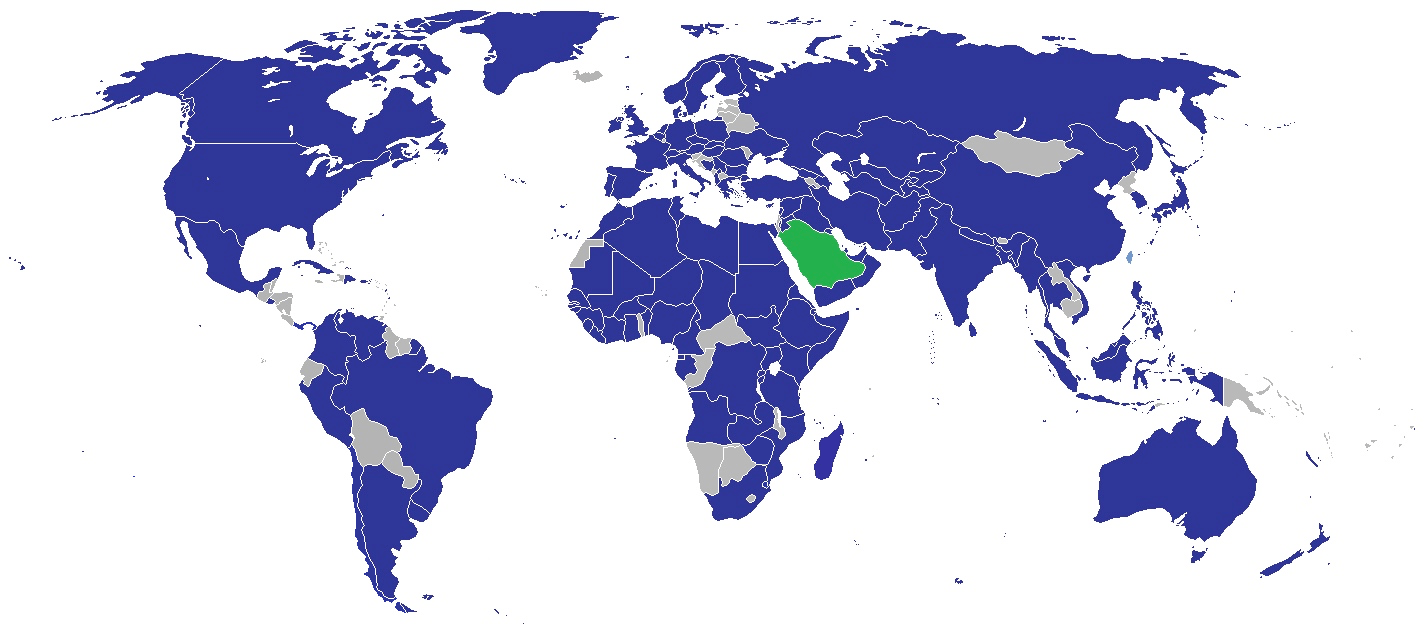
외국공관 유무 현황

수교 현황
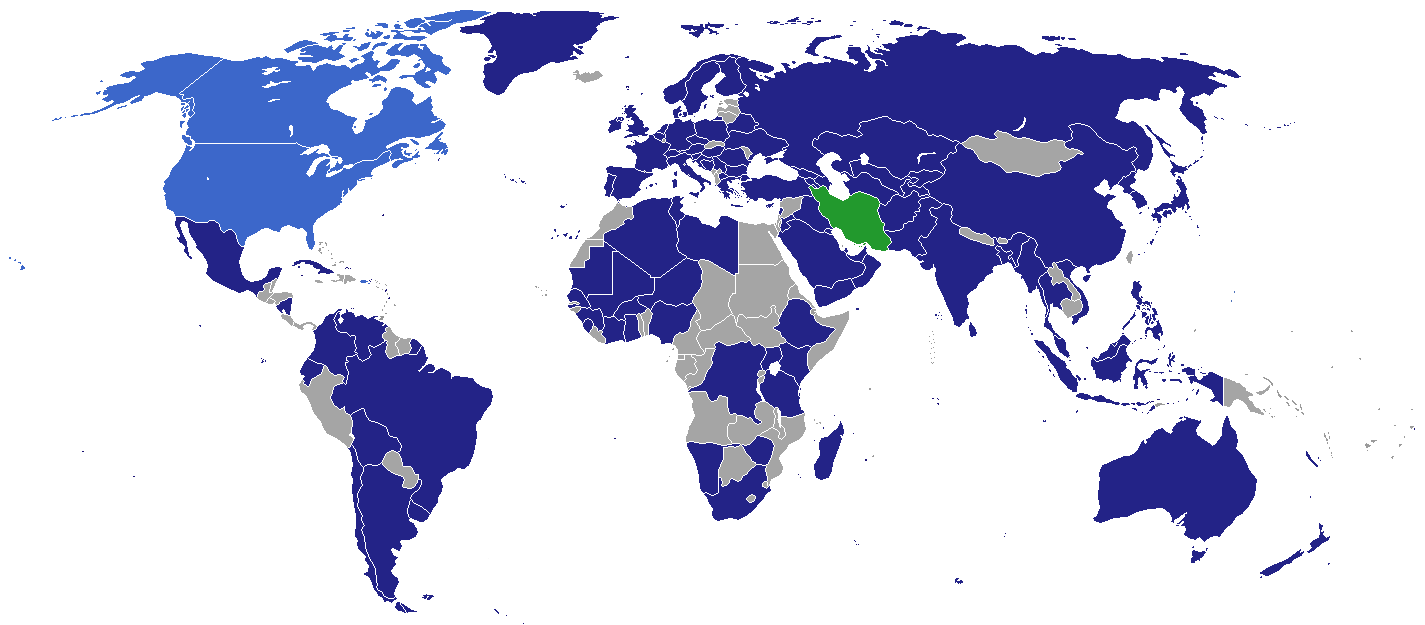
재외공관 설치 현황
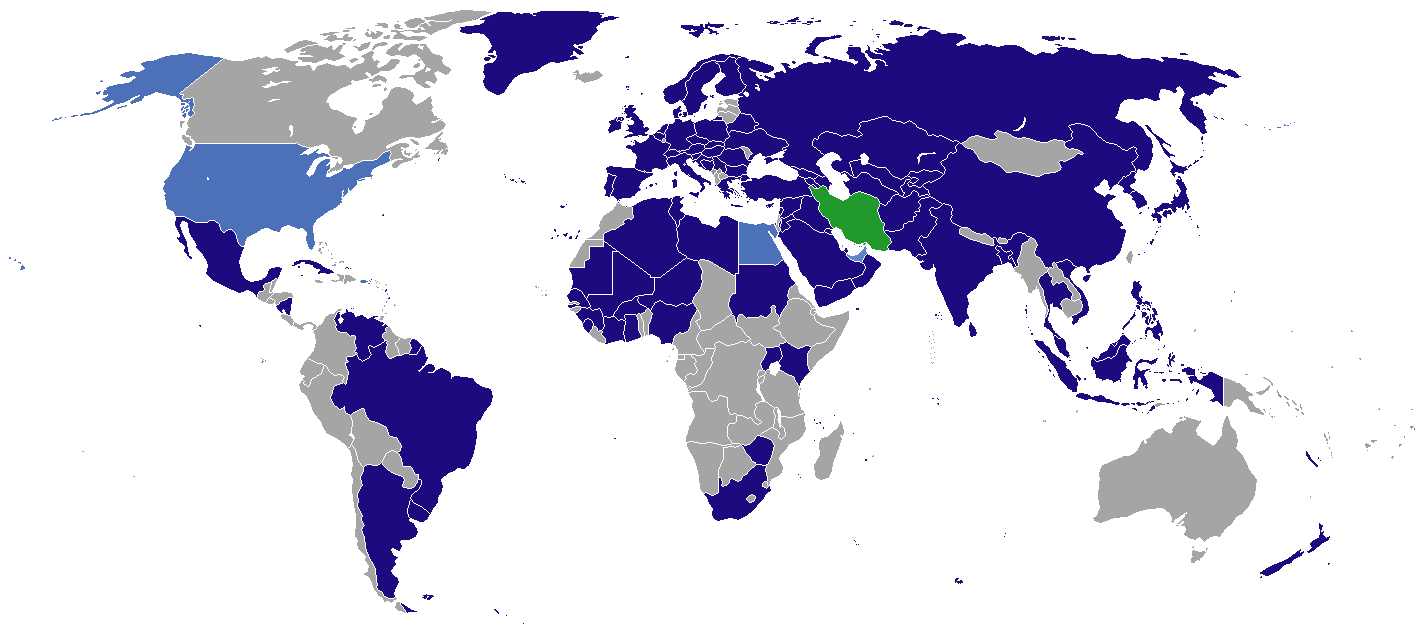
외국공관 유무 현황

수교 현황
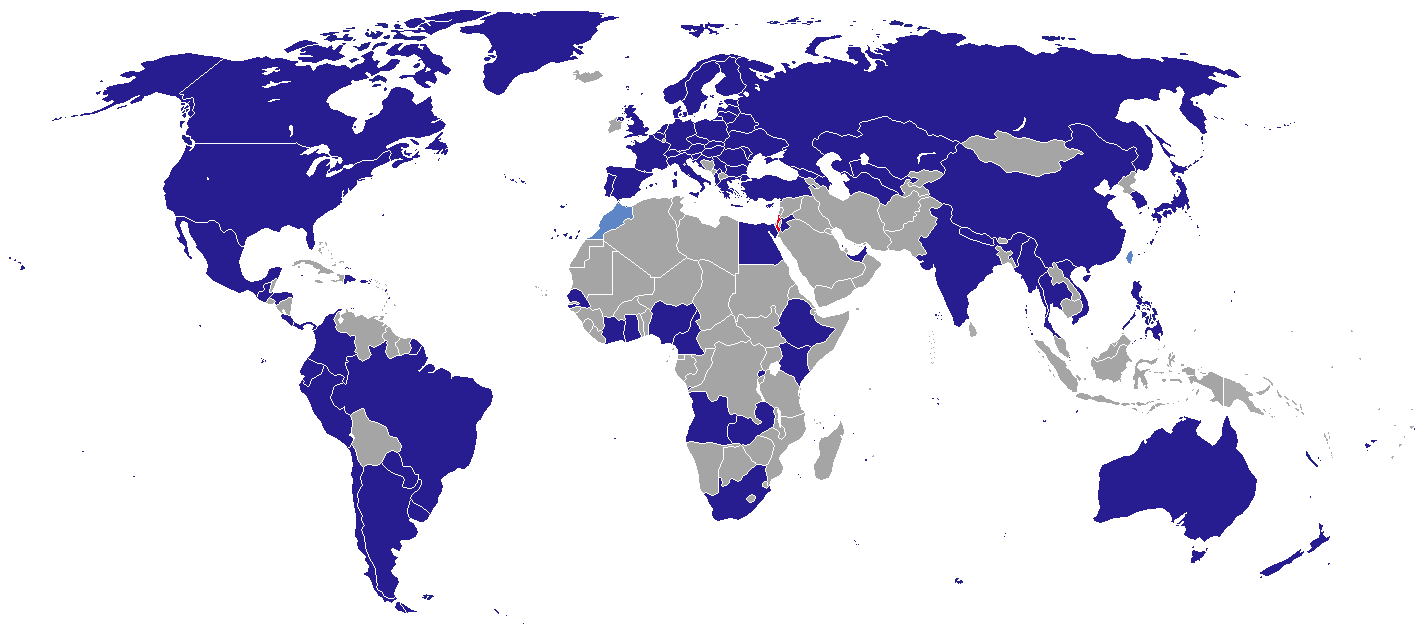
재외공관 설치 현황
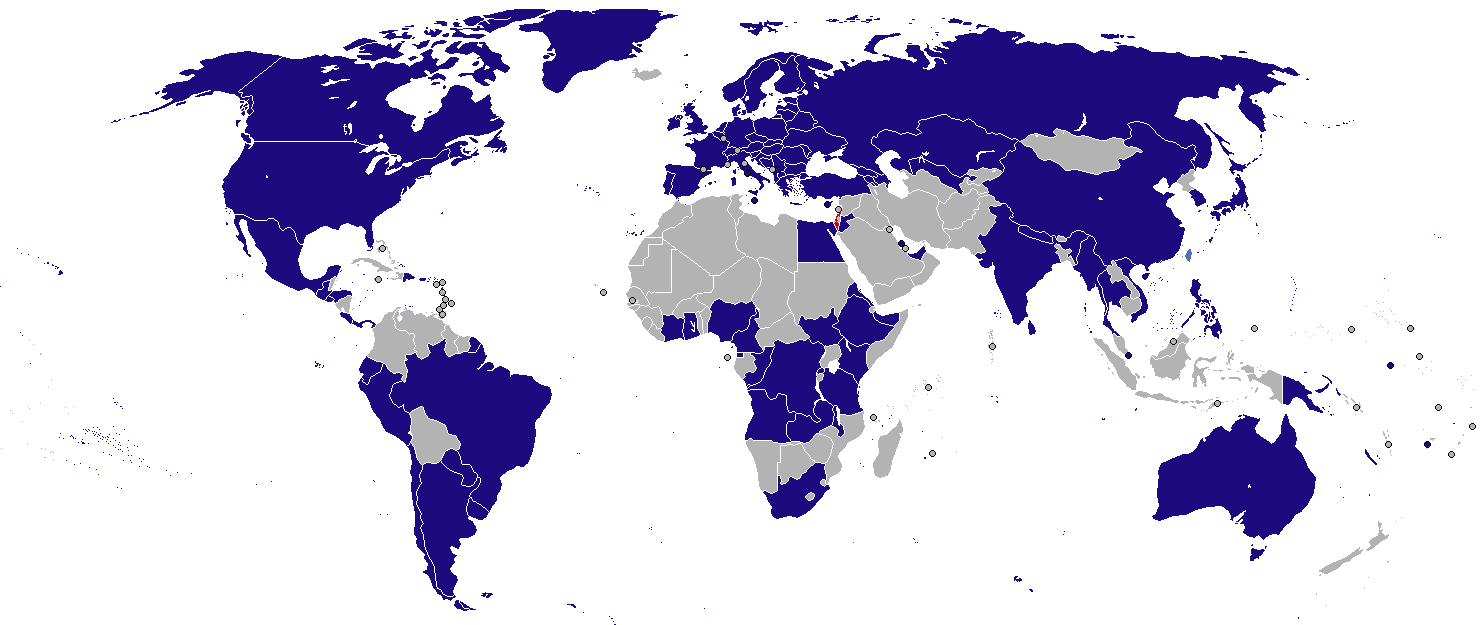
외국공관 유무 현황

수교 현황
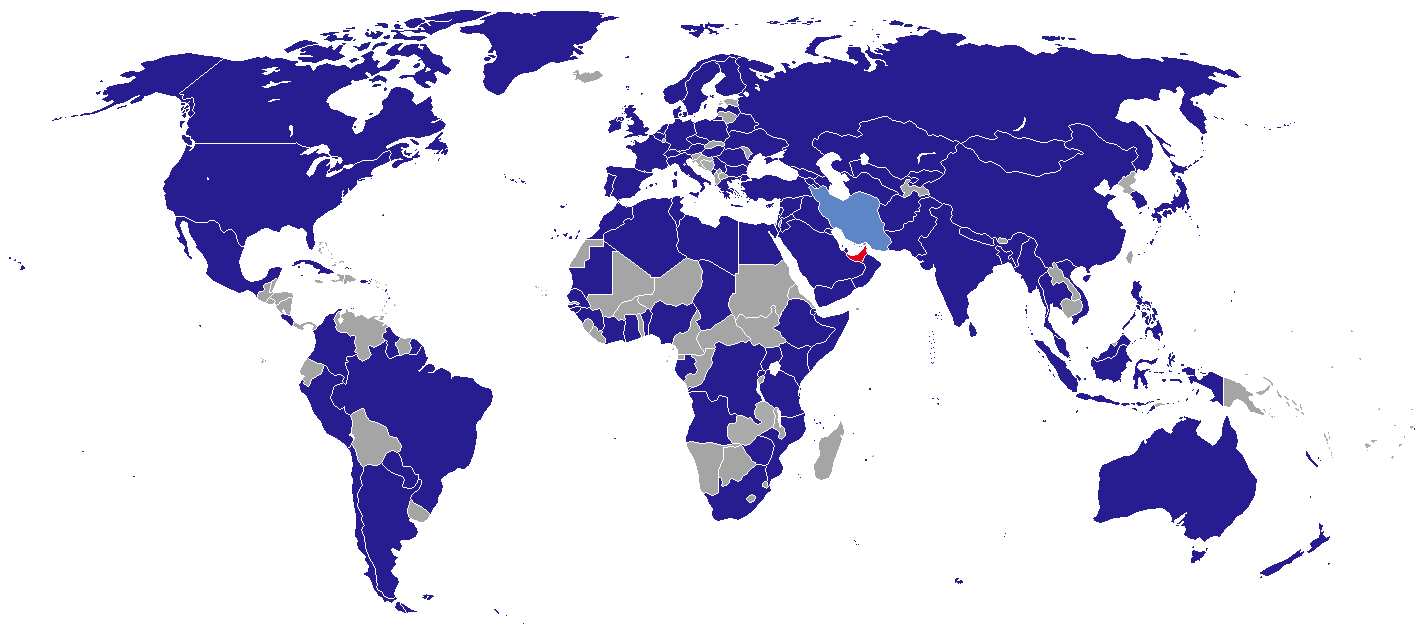
재외공관 설치 현황
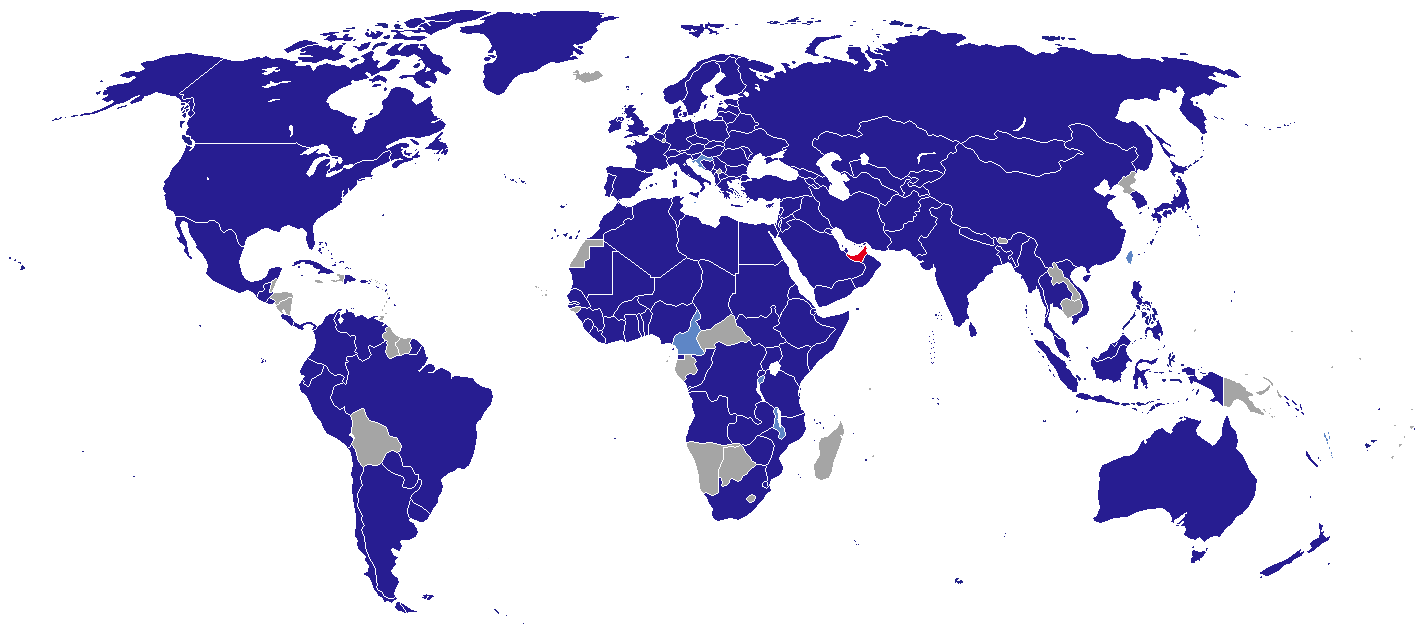
외국공관 유무 현황

수교 현황
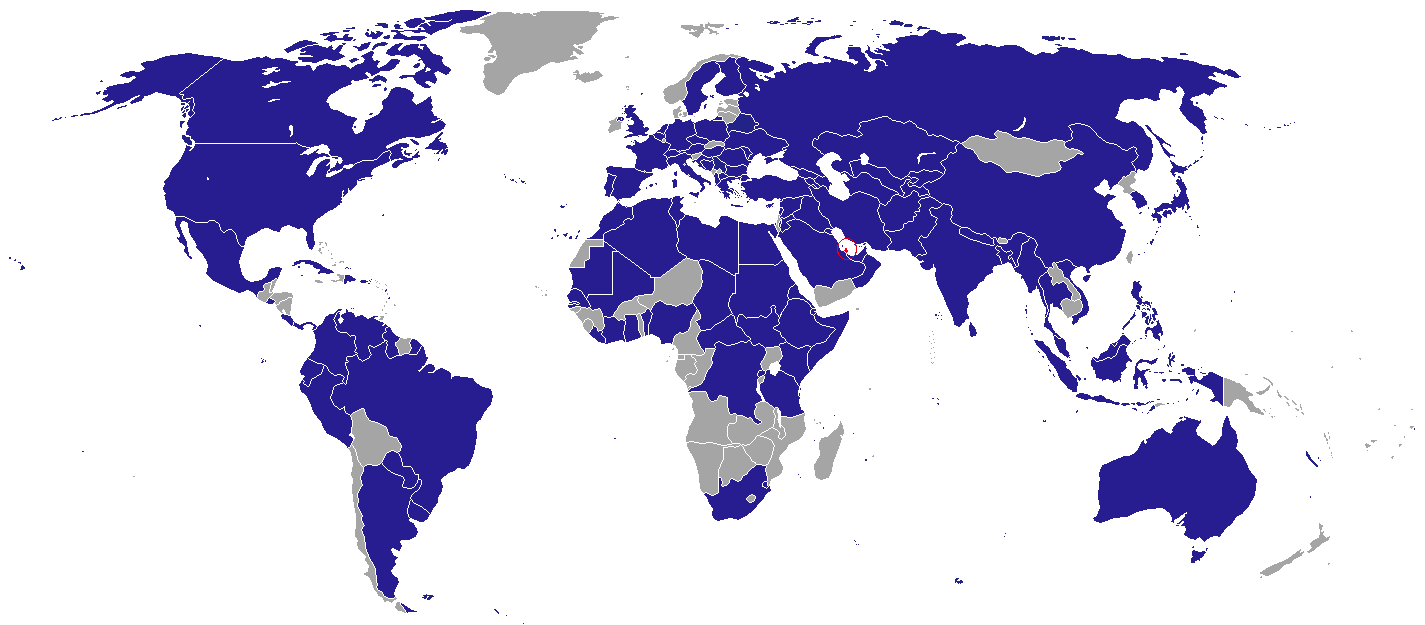
재외공관 설치 현황
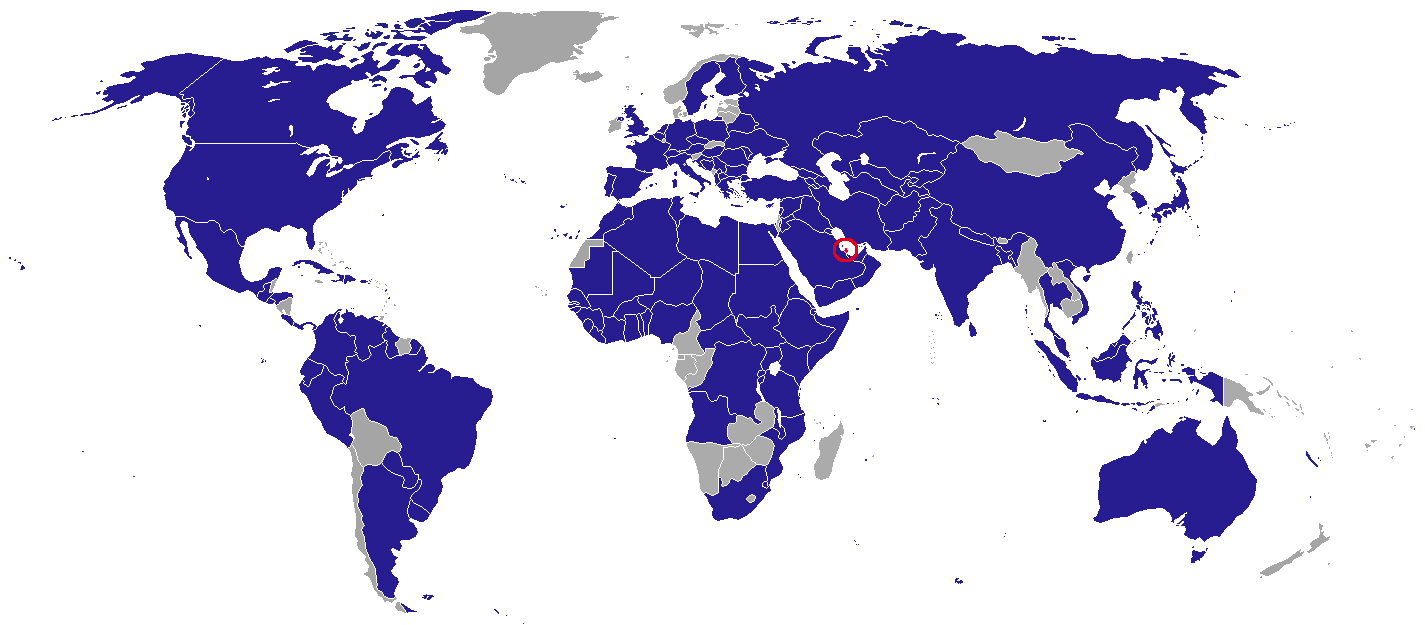
외국공관 유무 현황

수교 현황
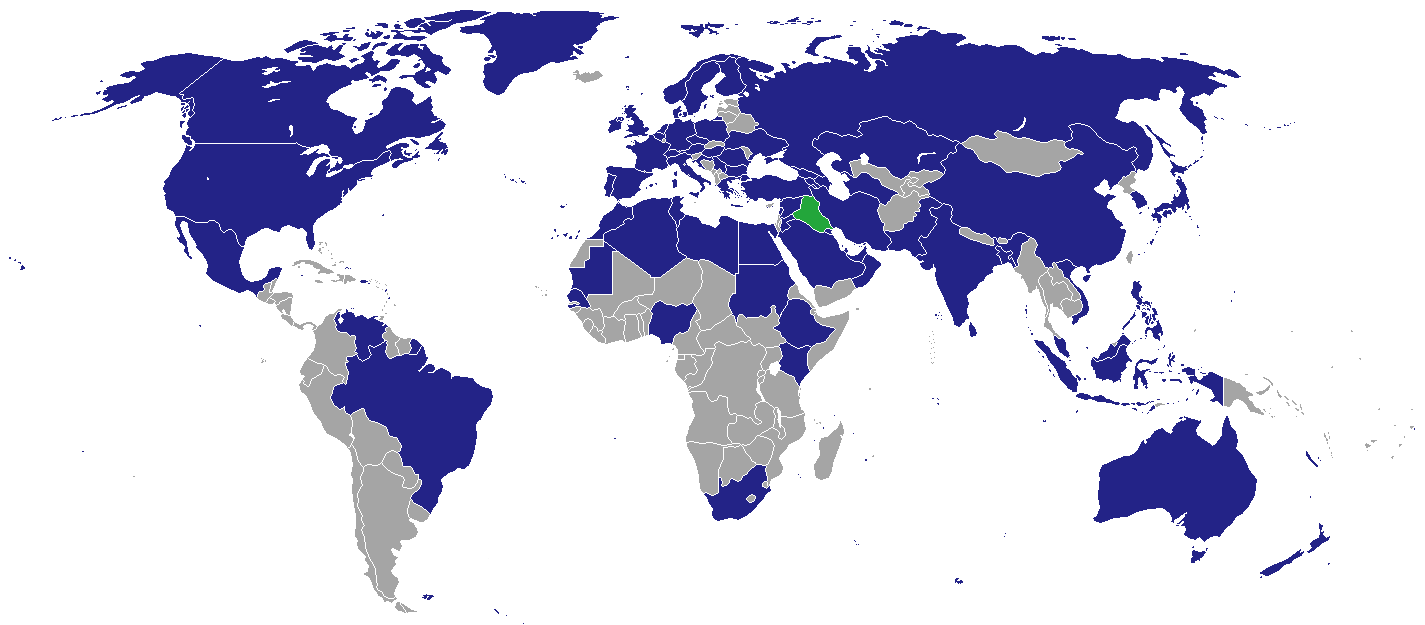
재외공관 설치 현황
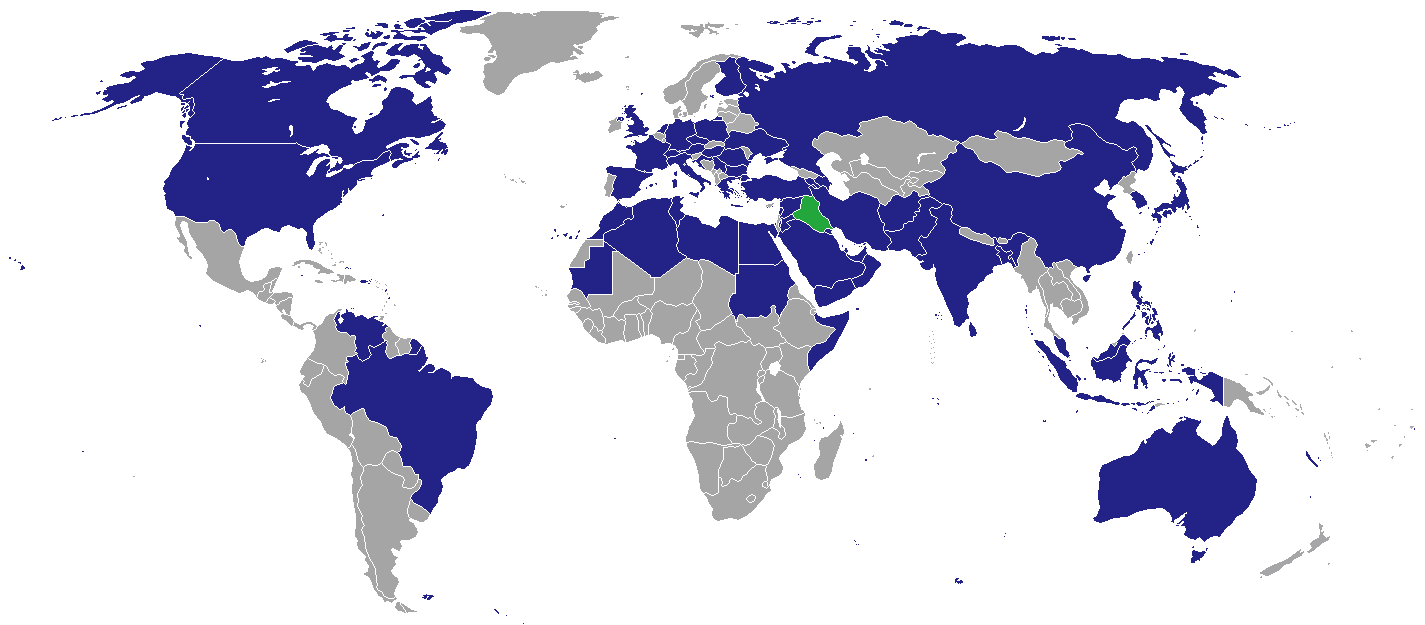
외국공관 유무 현황

수교 현황
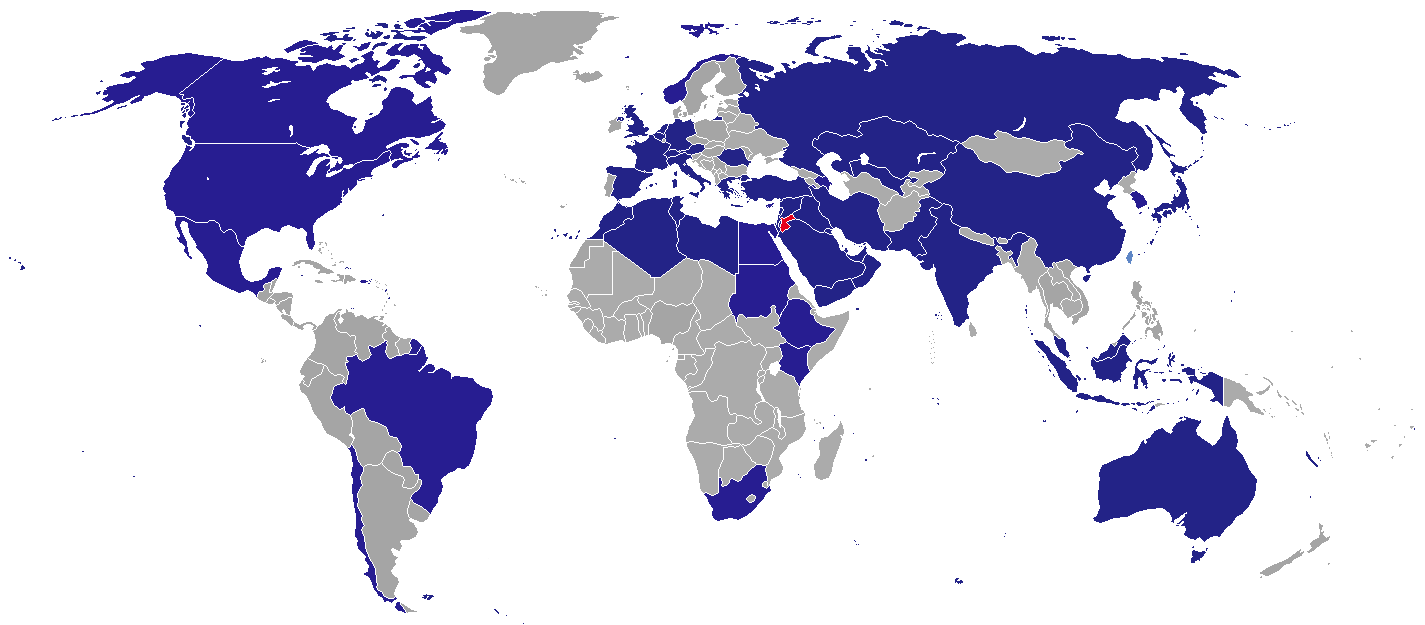
재외공관 설치 현황
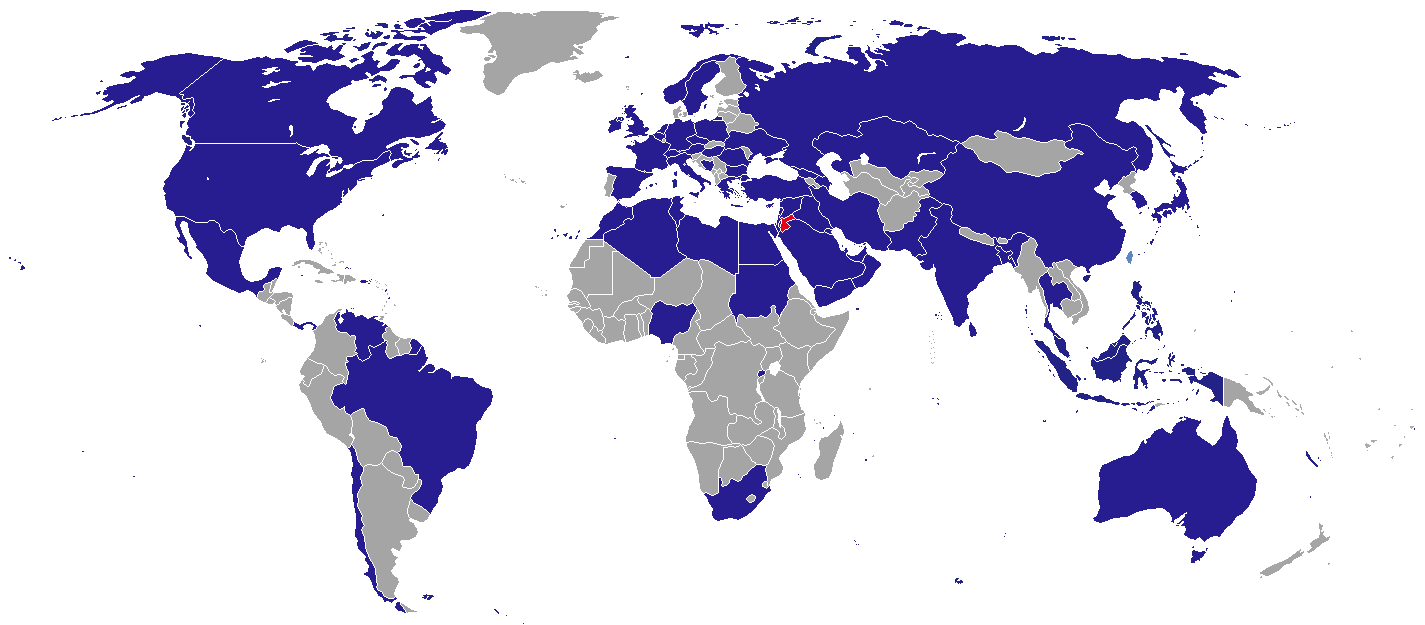
외국공관 유무 현황

수교 현황
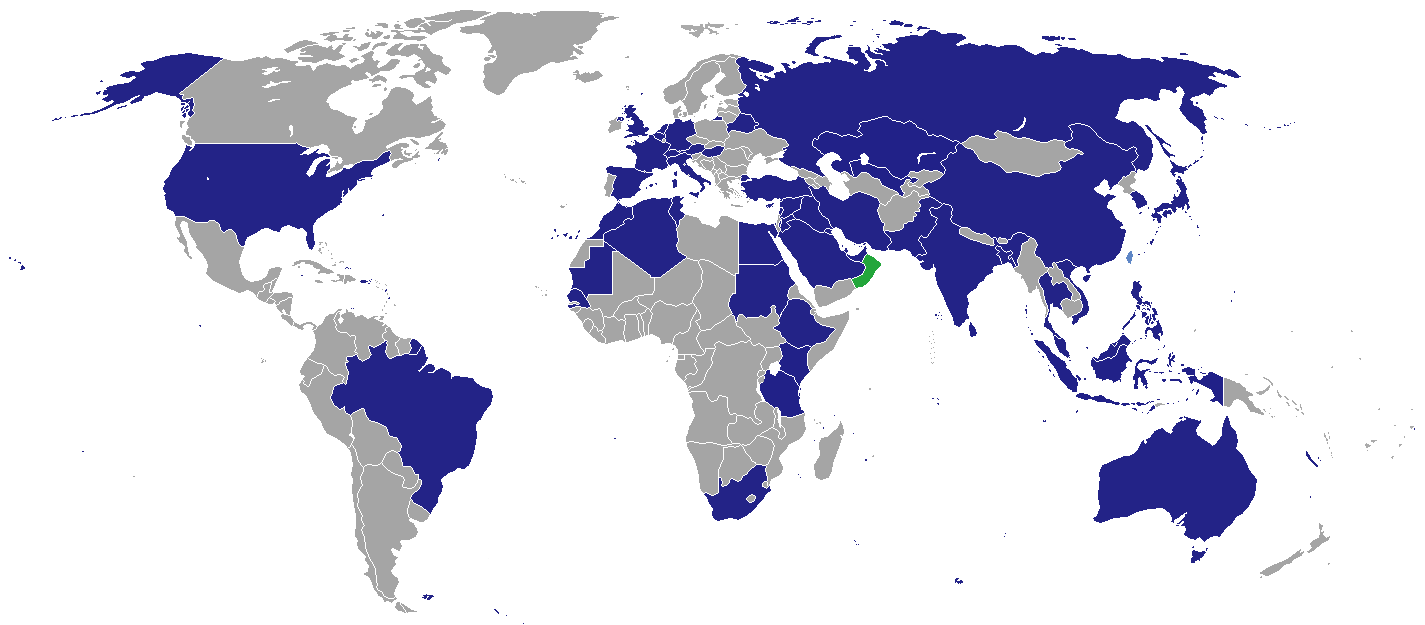
재외공관 설치 현황
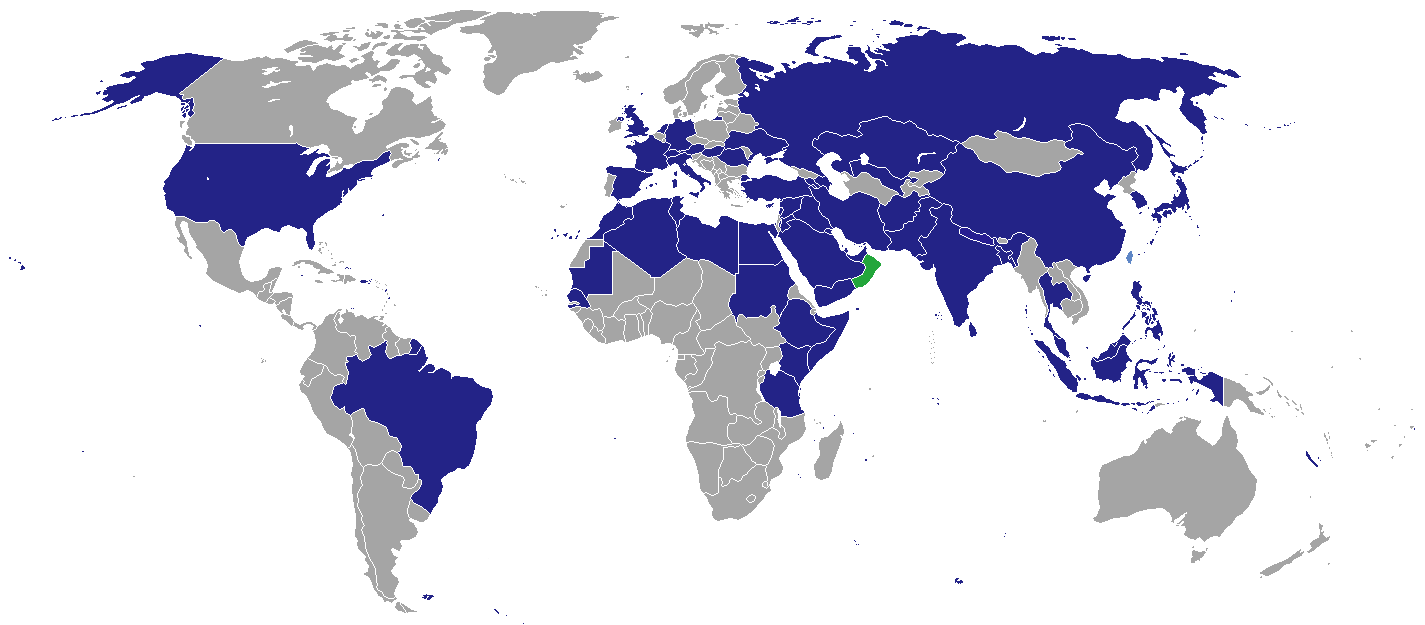
외국공관 유무 현황

수교 현황
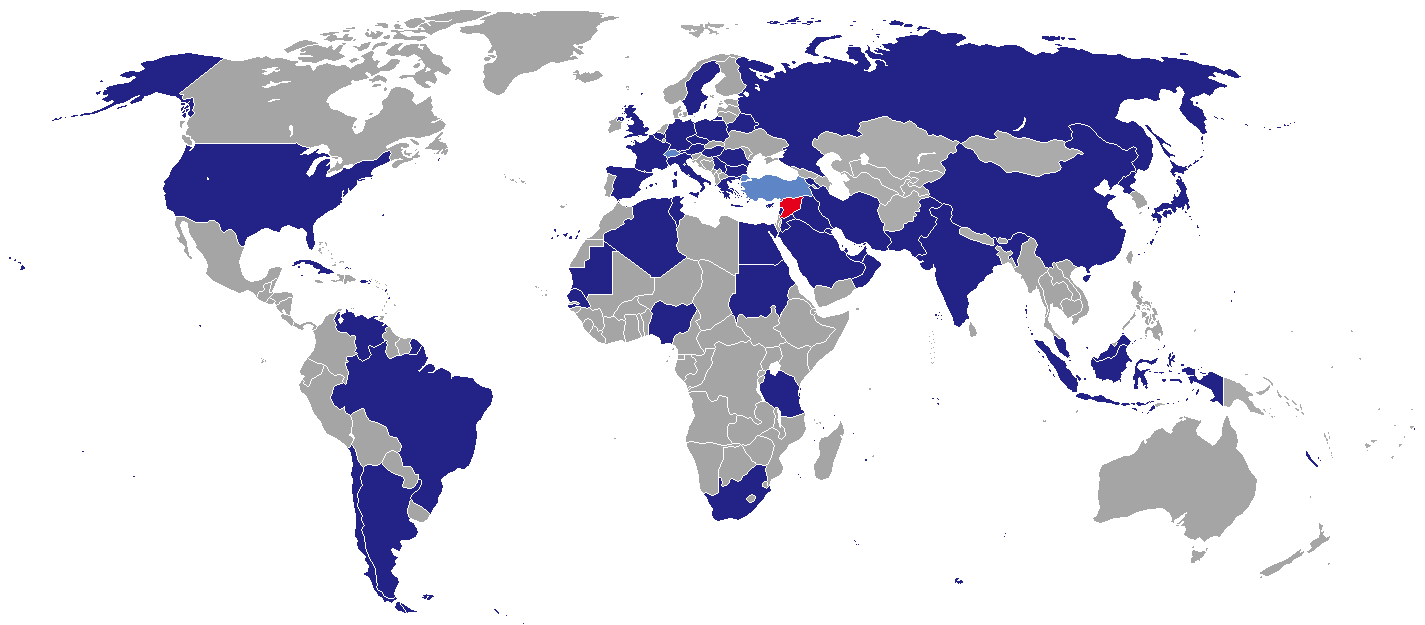
재외공관 설치 현황
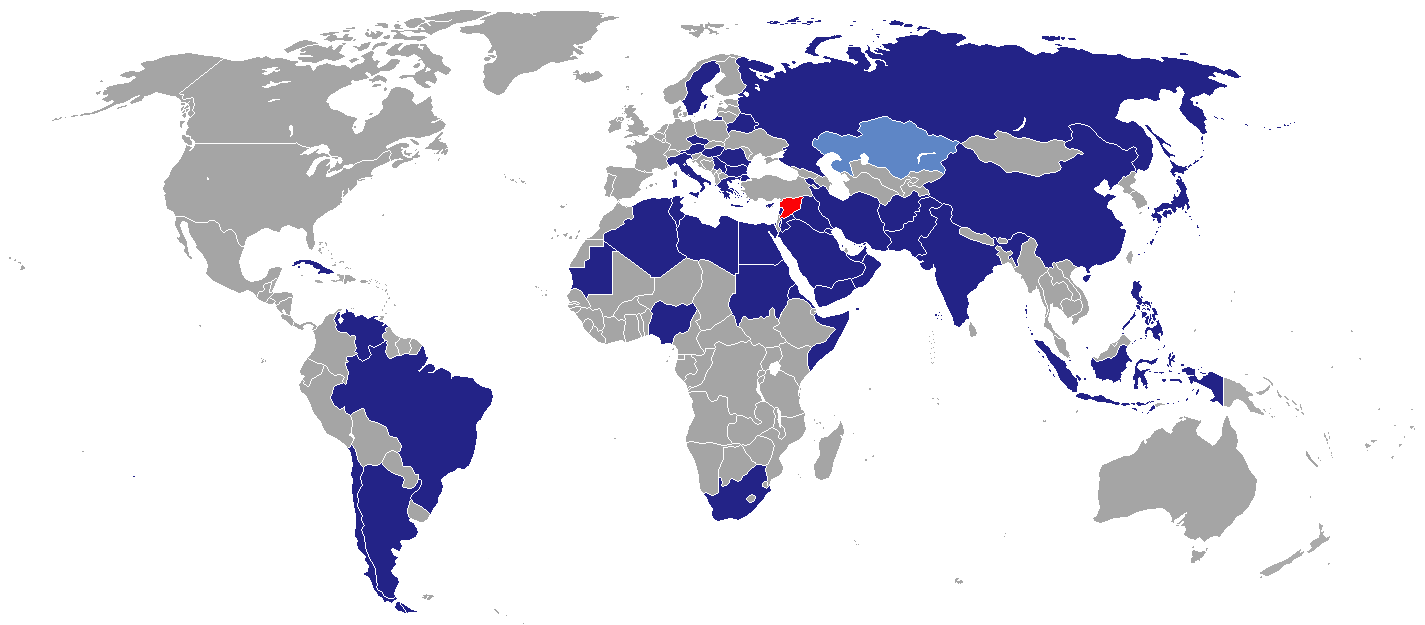
외국공관 유무 현황

수교 현황
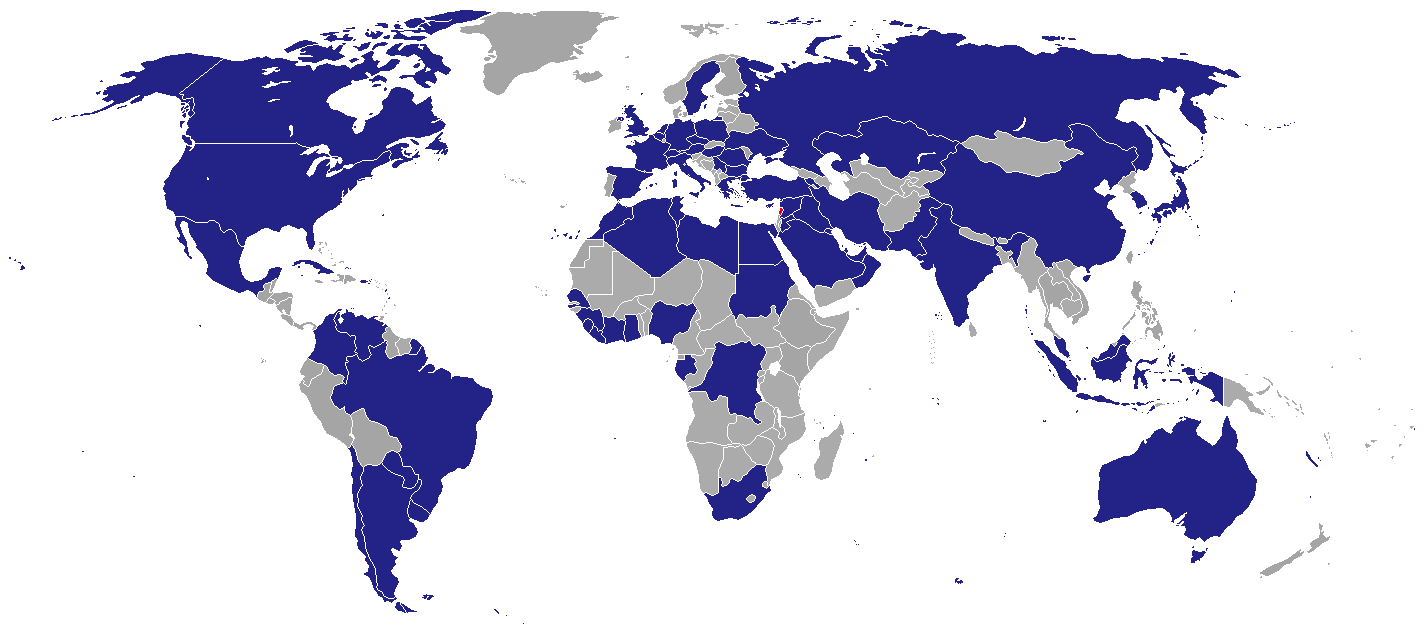
재외공관 설치 현황
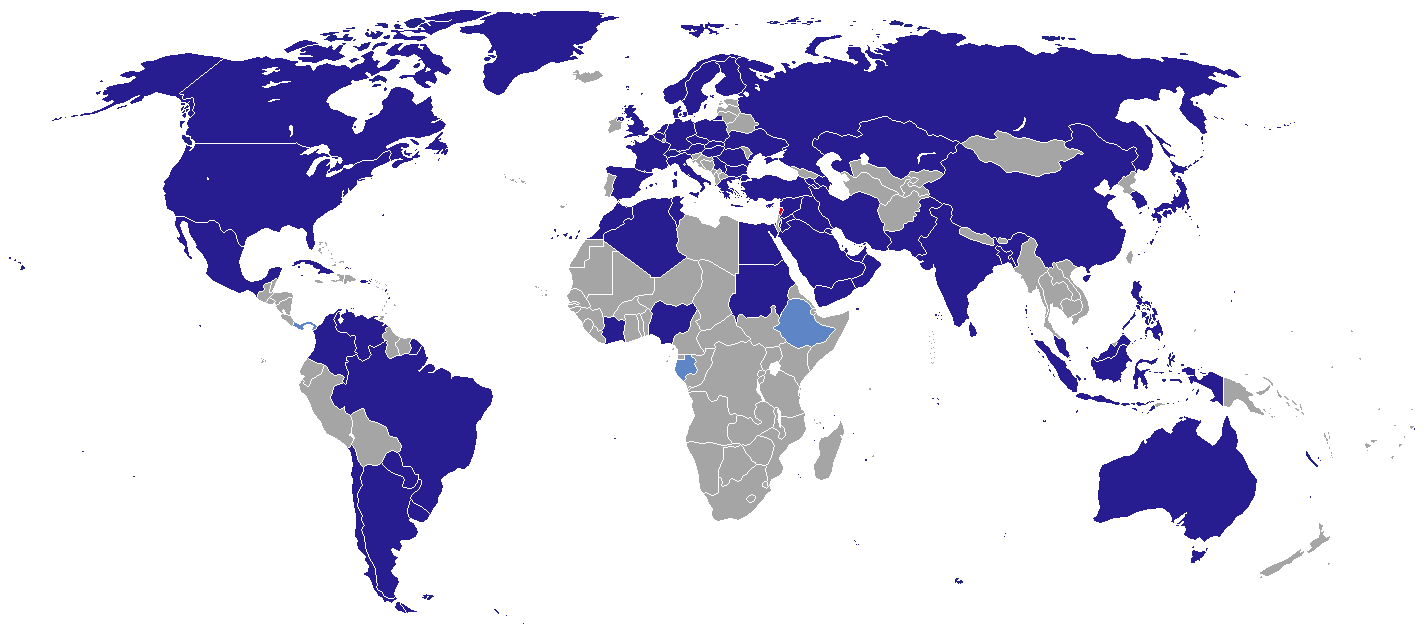
외국공관 유무 현황

수교 현황
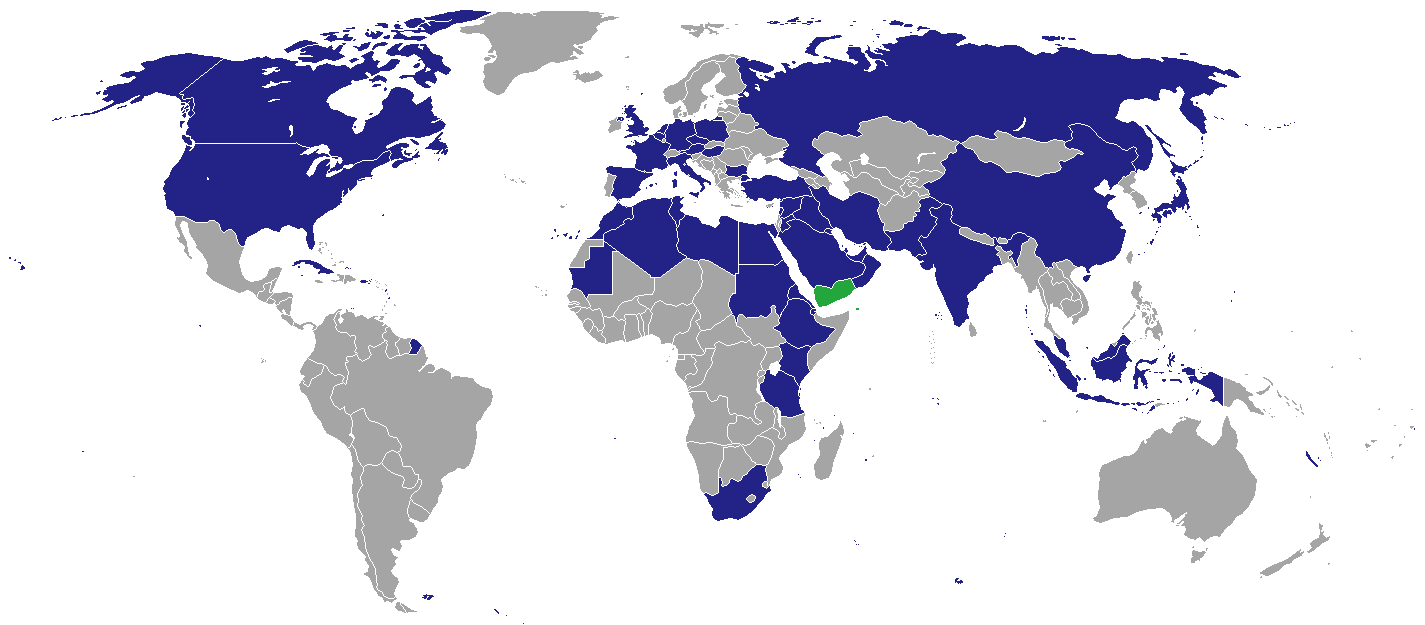
재외공관 설치 현황
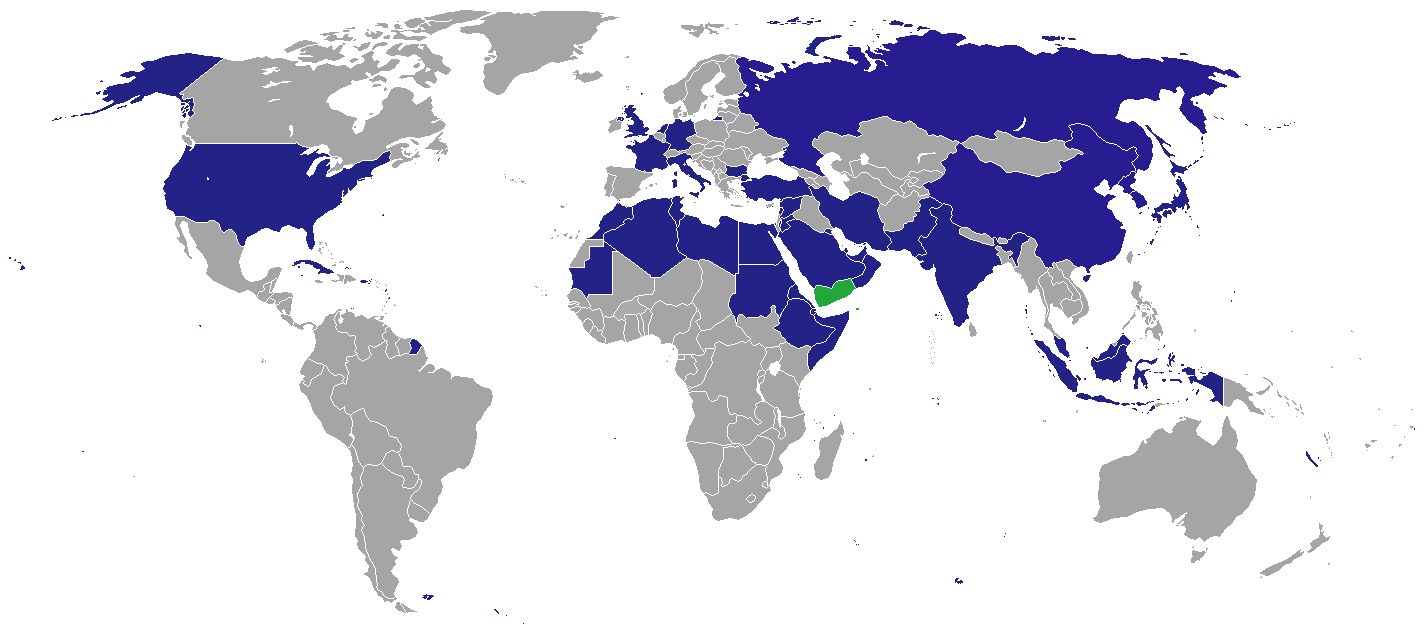
외국공관 유무 현황

수교 현황
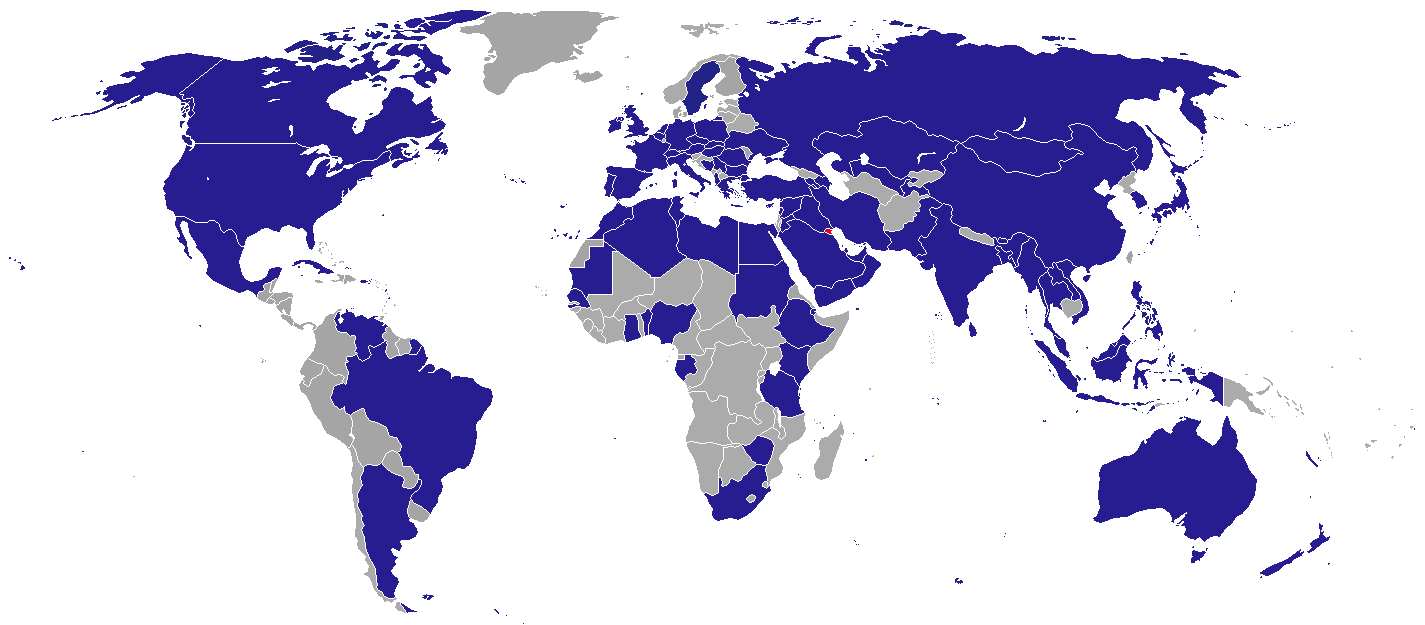
재외공관 설치 현황
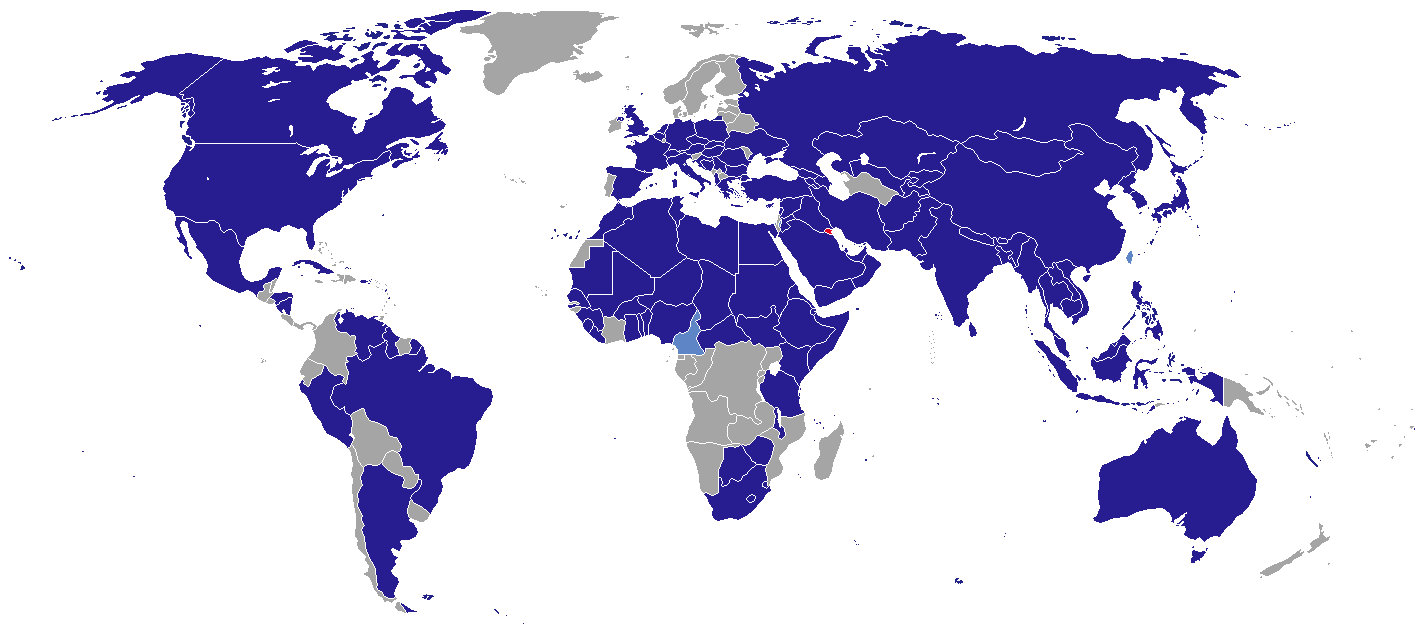
외국공관 유무 현황

수교 현황
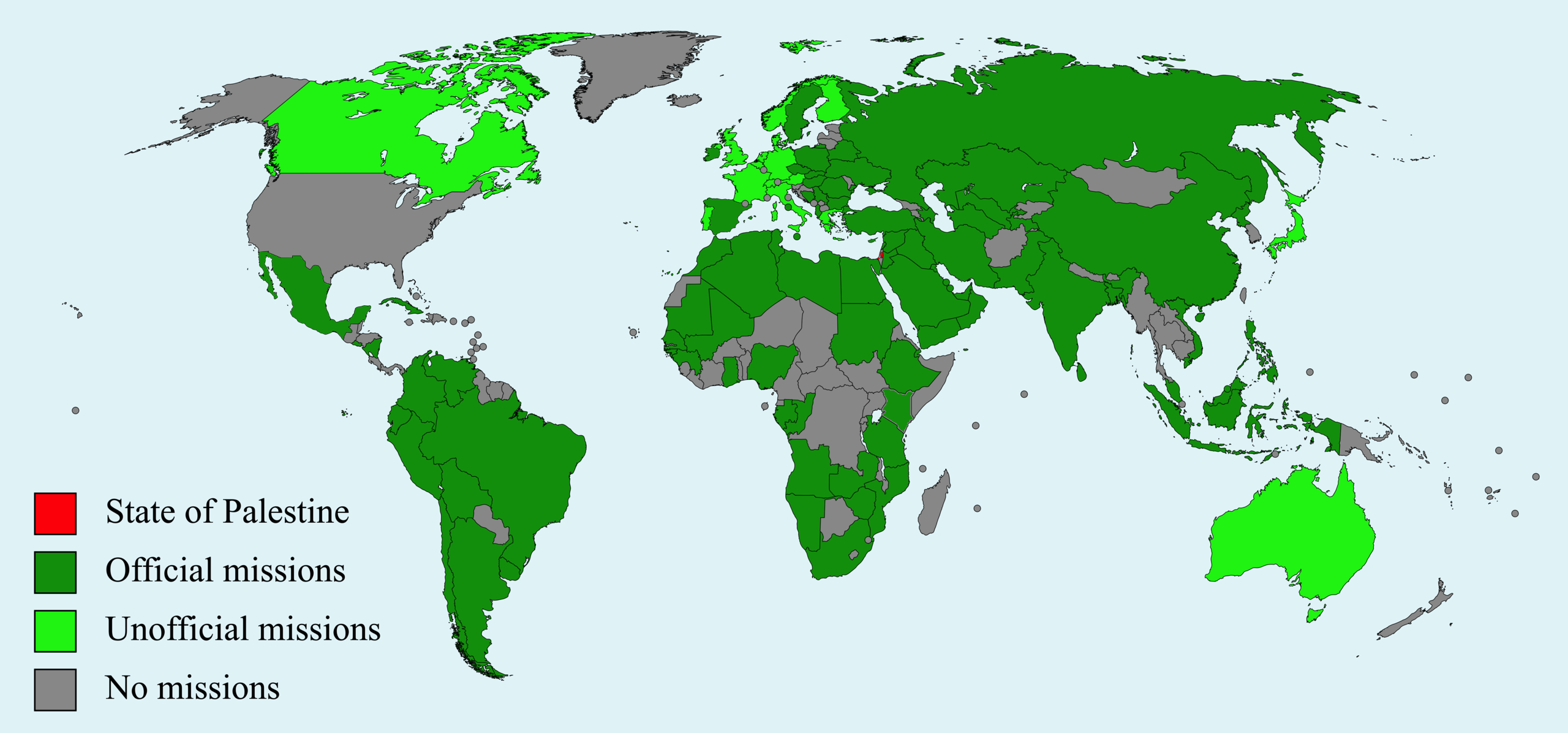
재외공관 설치 현황
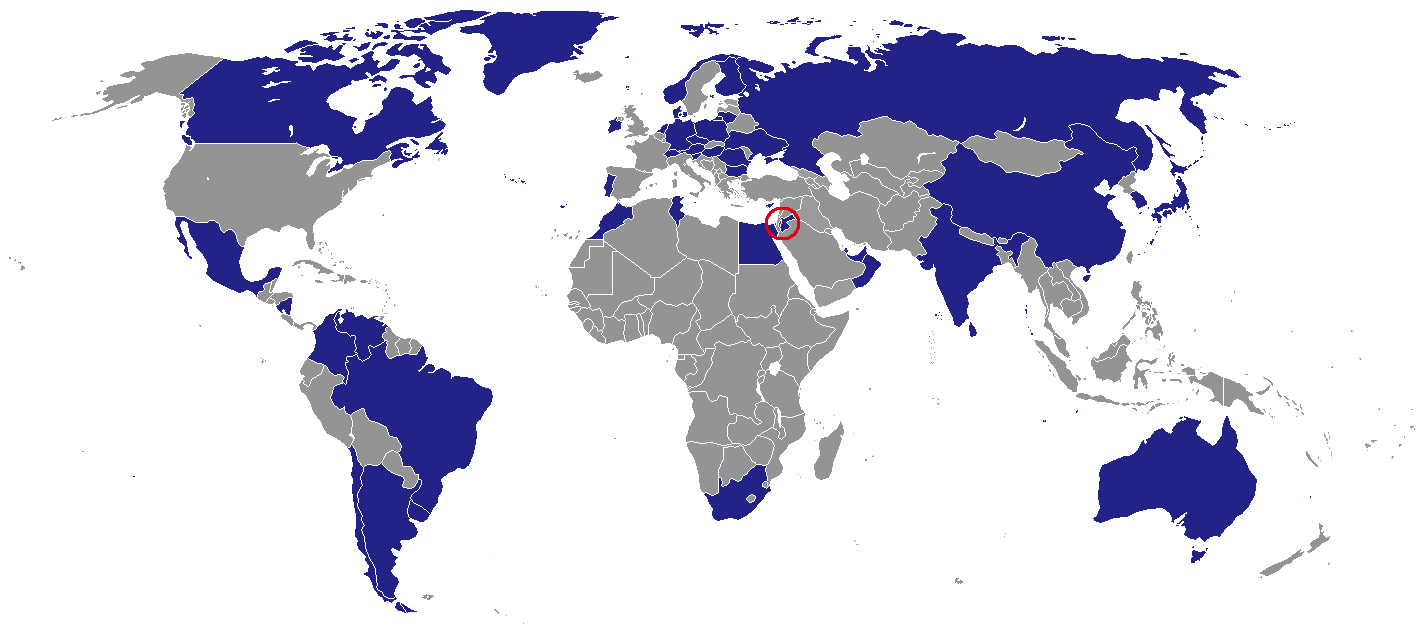
외국공관 유무 현황

수교 현황
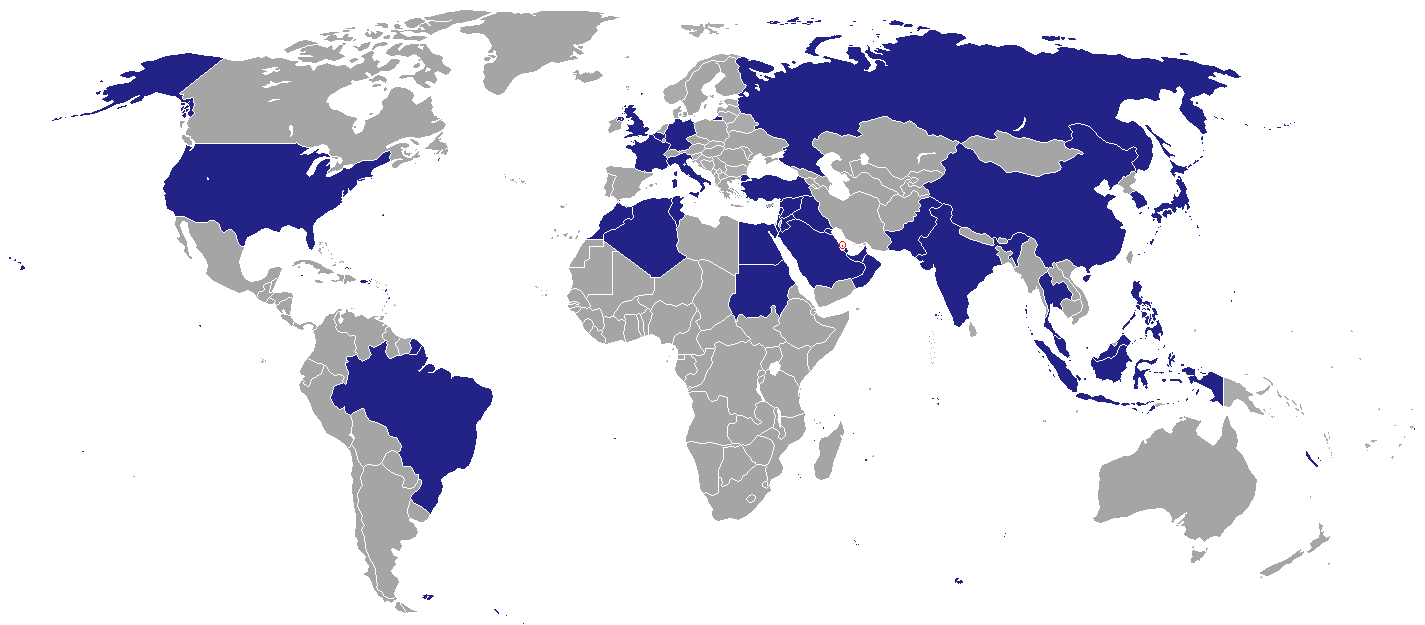
재외공관 설치 현황
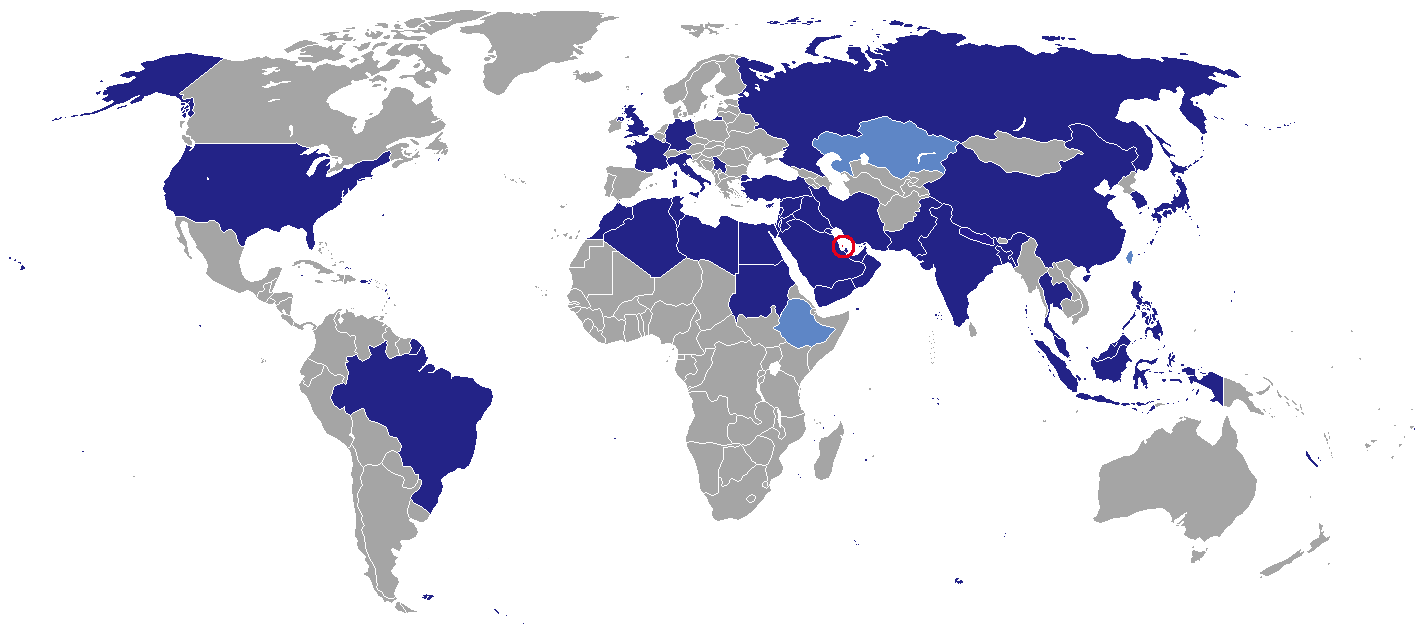
외국공관 유무 현황

수교 현황
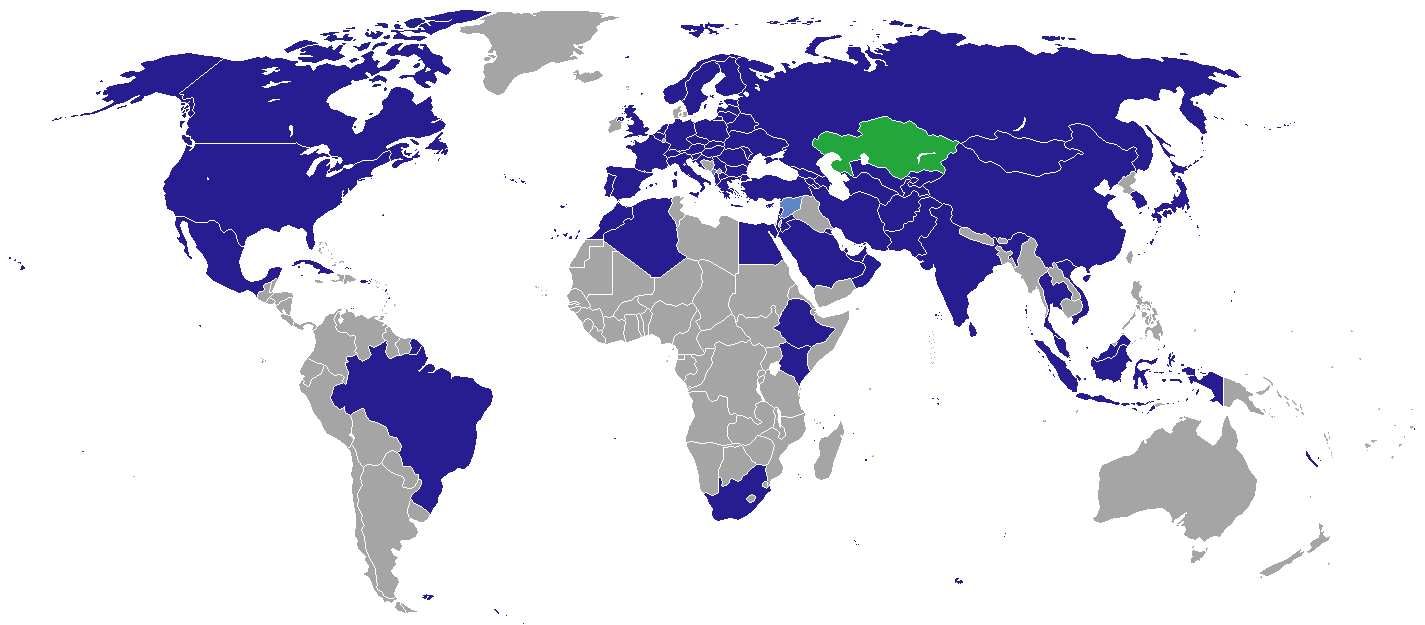
재외공관 설치 현황
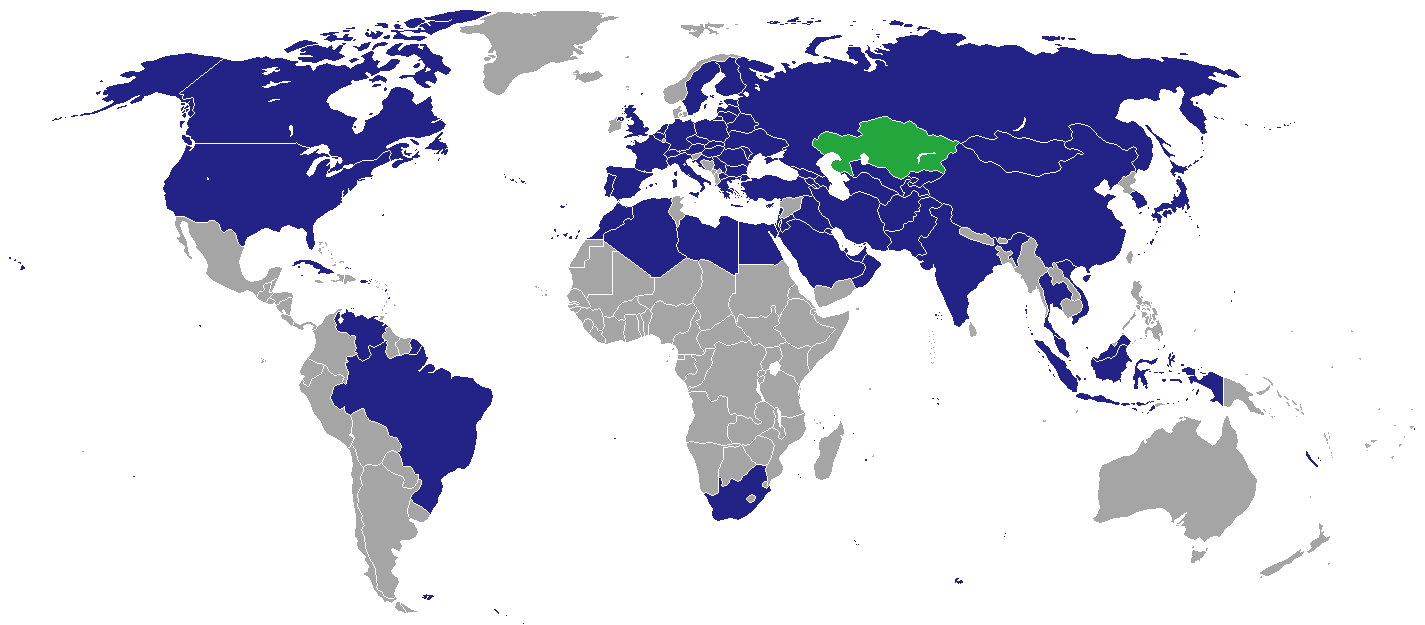
외국공관 유무 현황

수교 현황
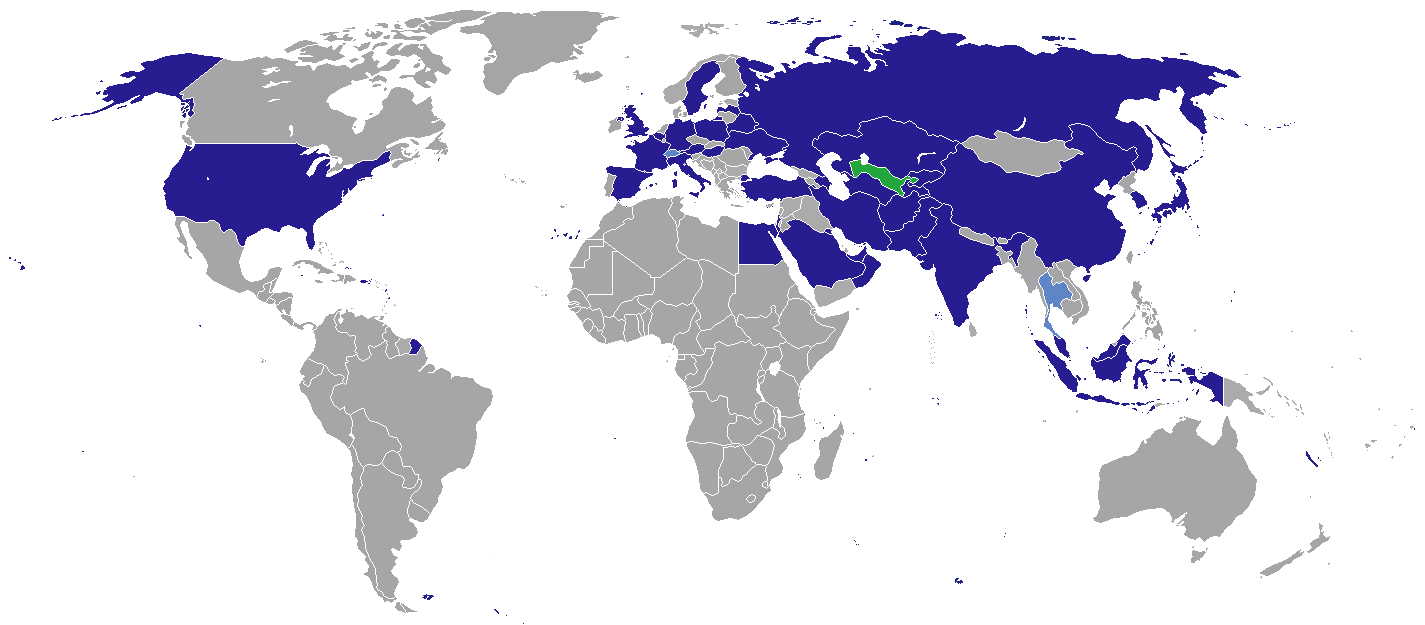
재외공관 설치 현황
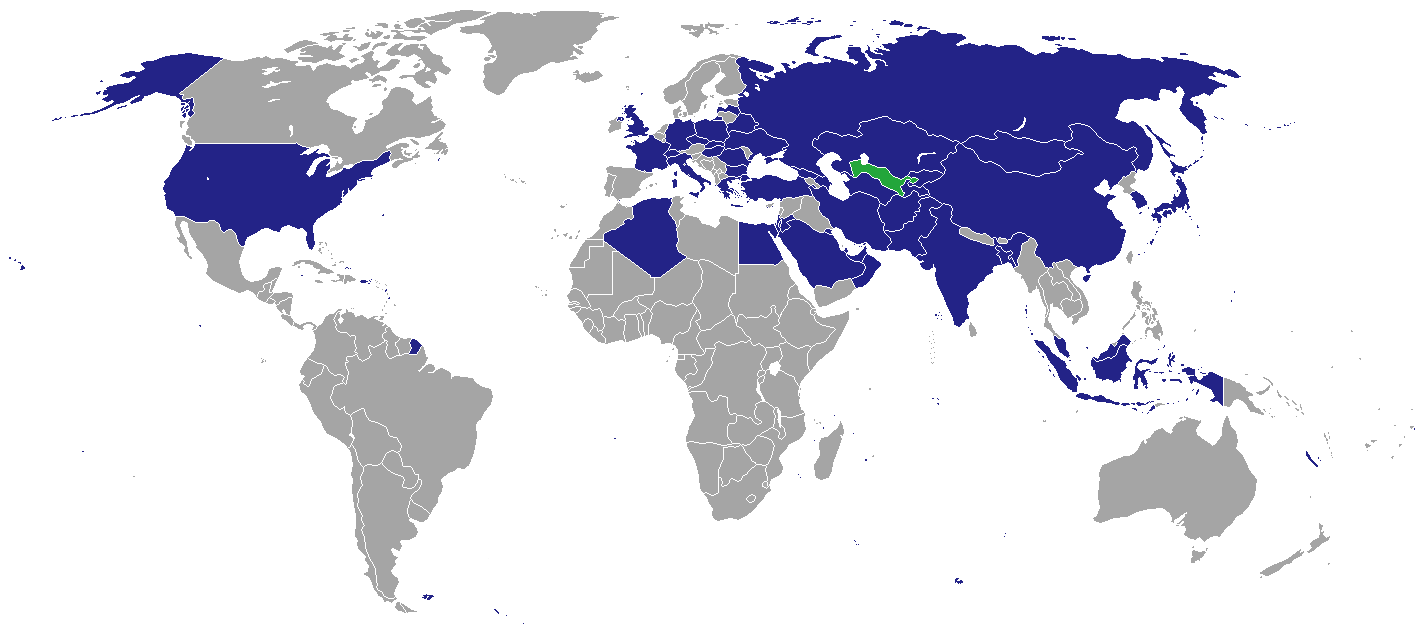
외국공관 유무 현황

수교 현황
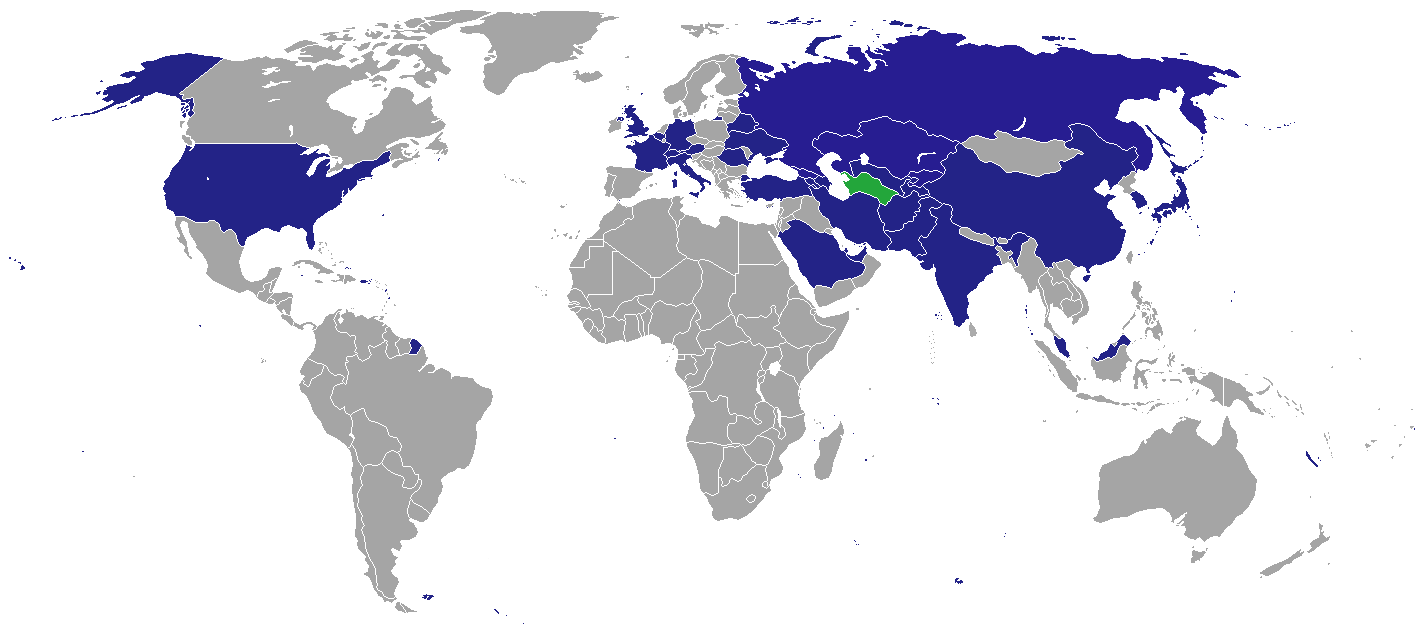
재외공관 설치 현황
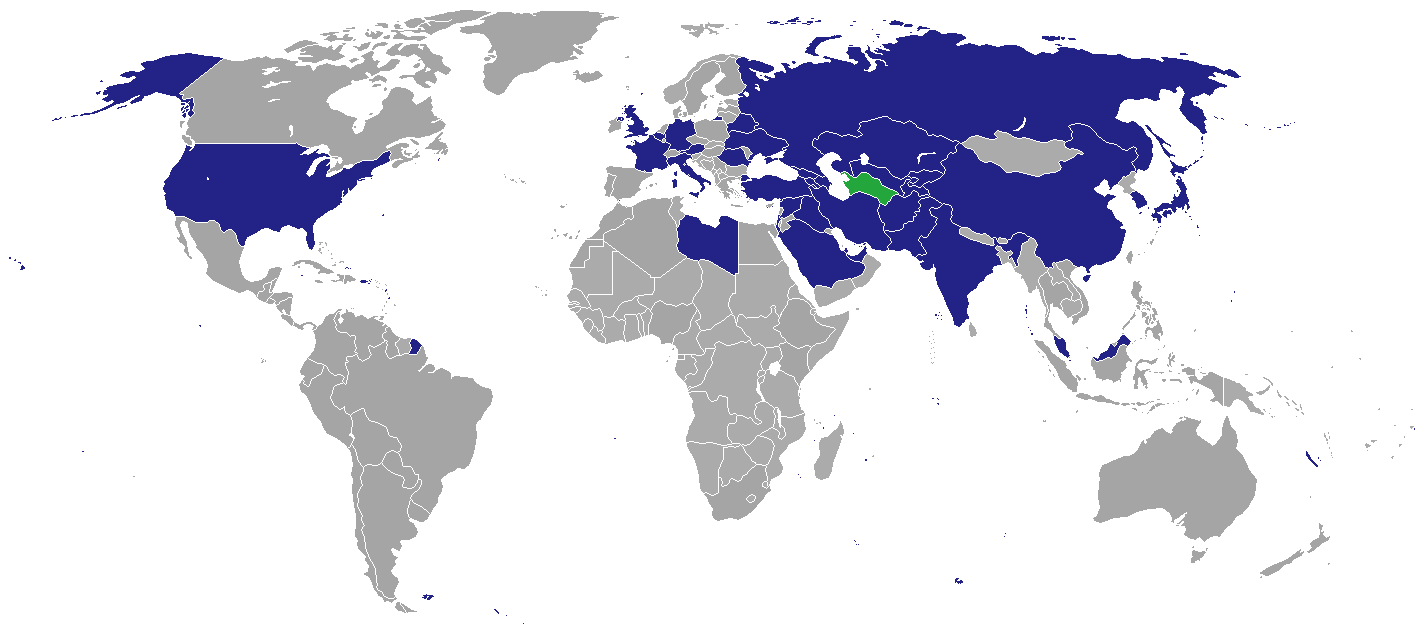
외국공관 유무 현황

수교 현황
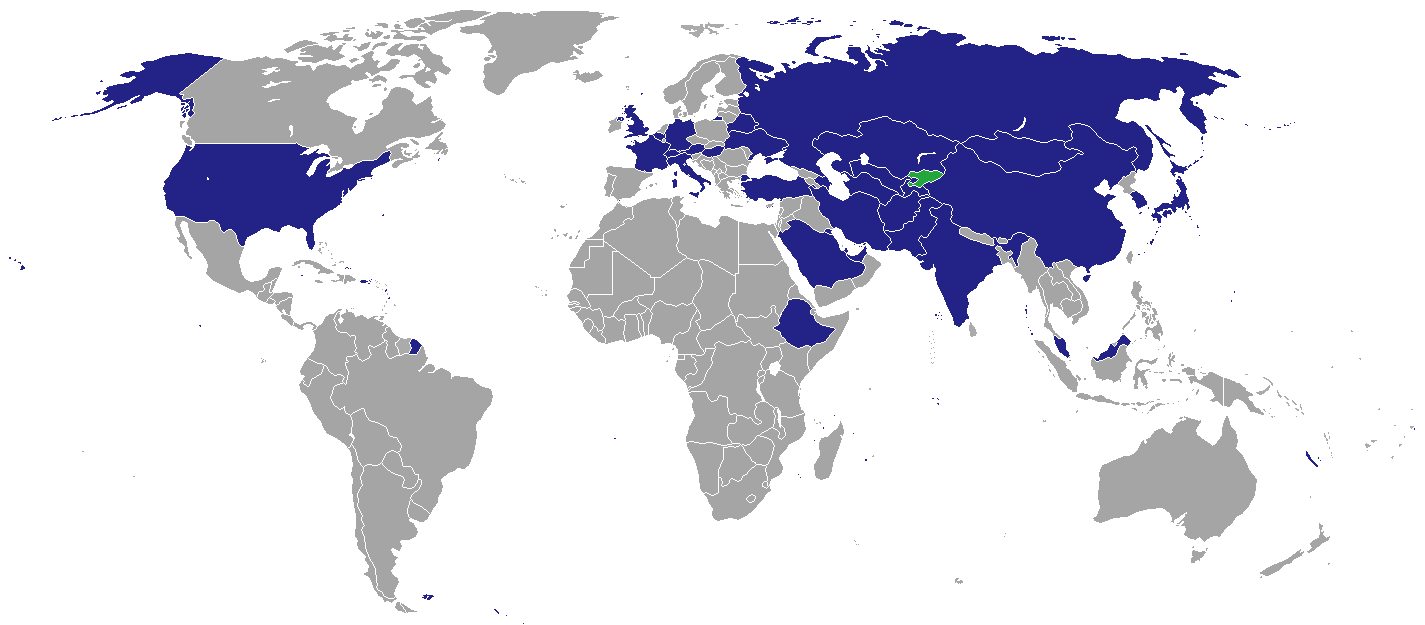
재외공관 설치 현황
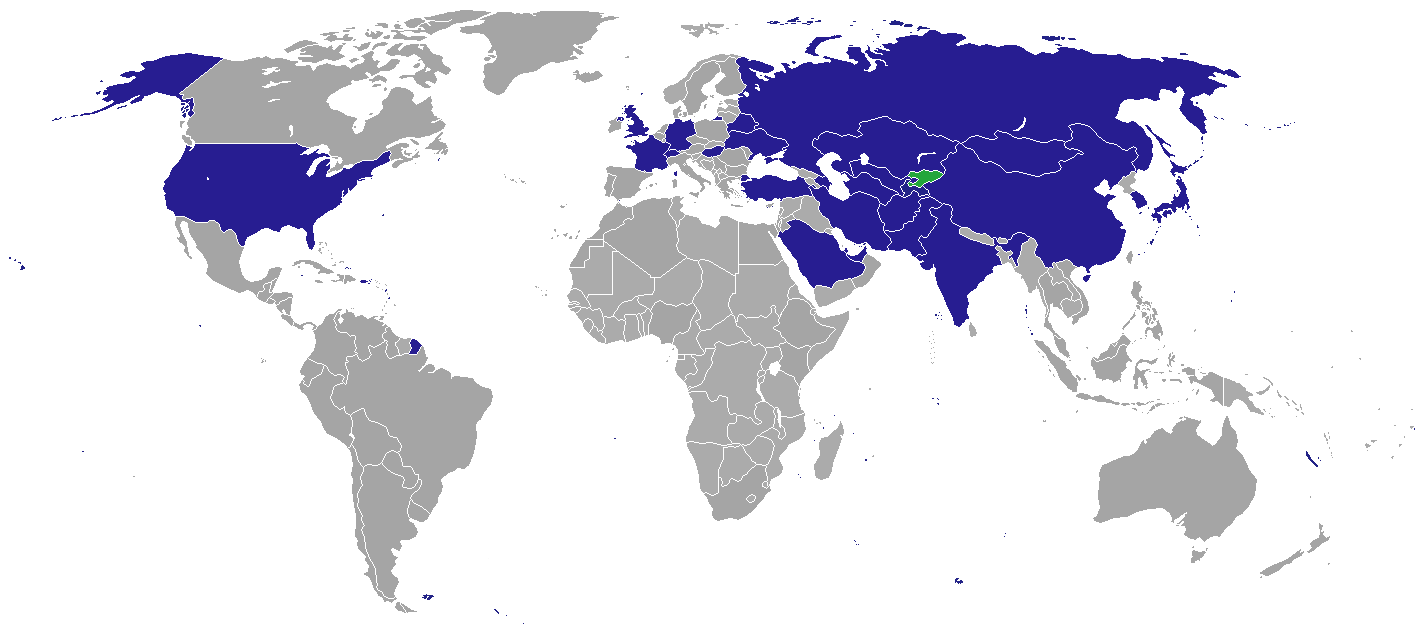
외국공관 유무 현황

수교 현황
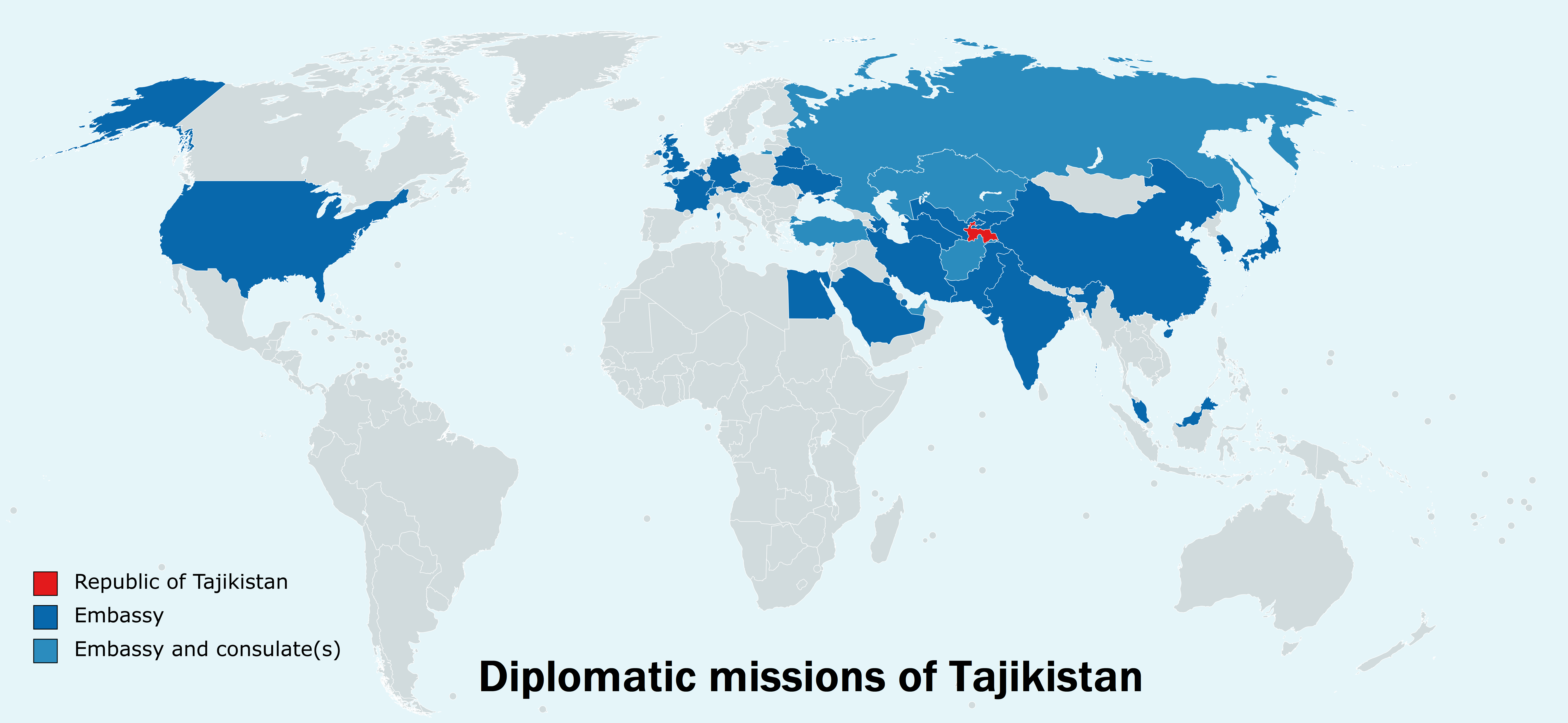
재외공관 설치 현황
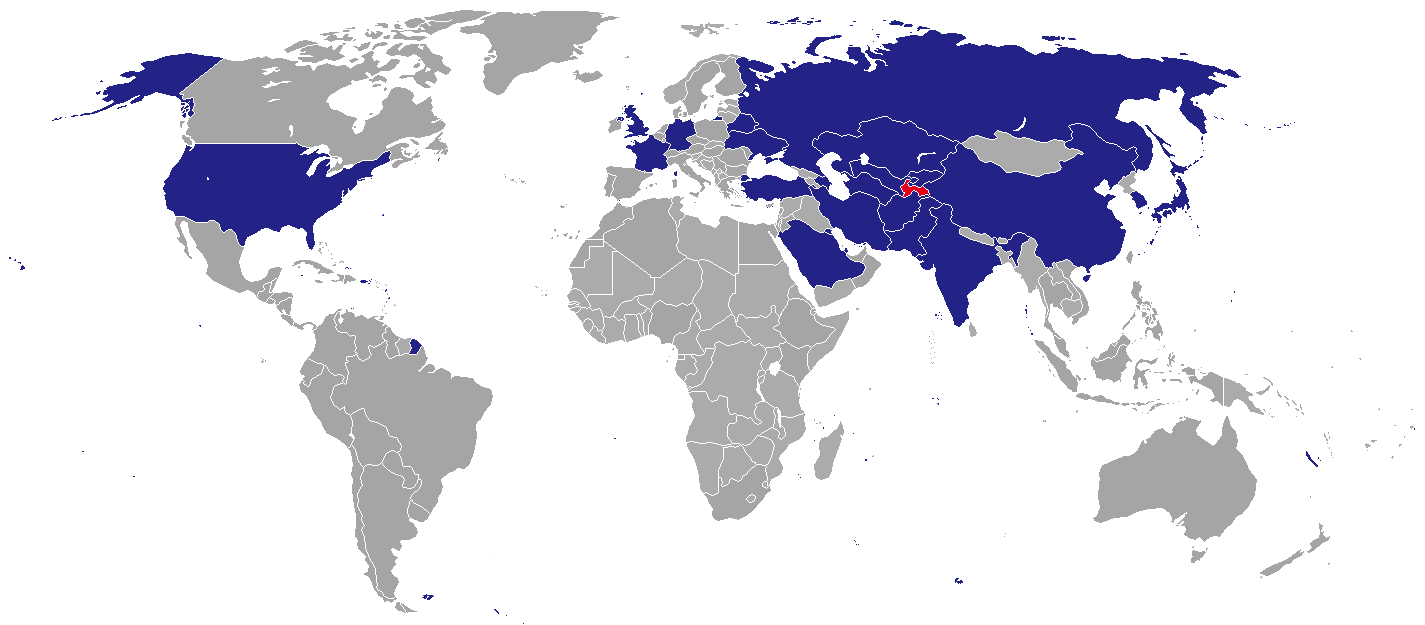
외국공관 유무 현황

## 동아시아

### 중국

수교 현황
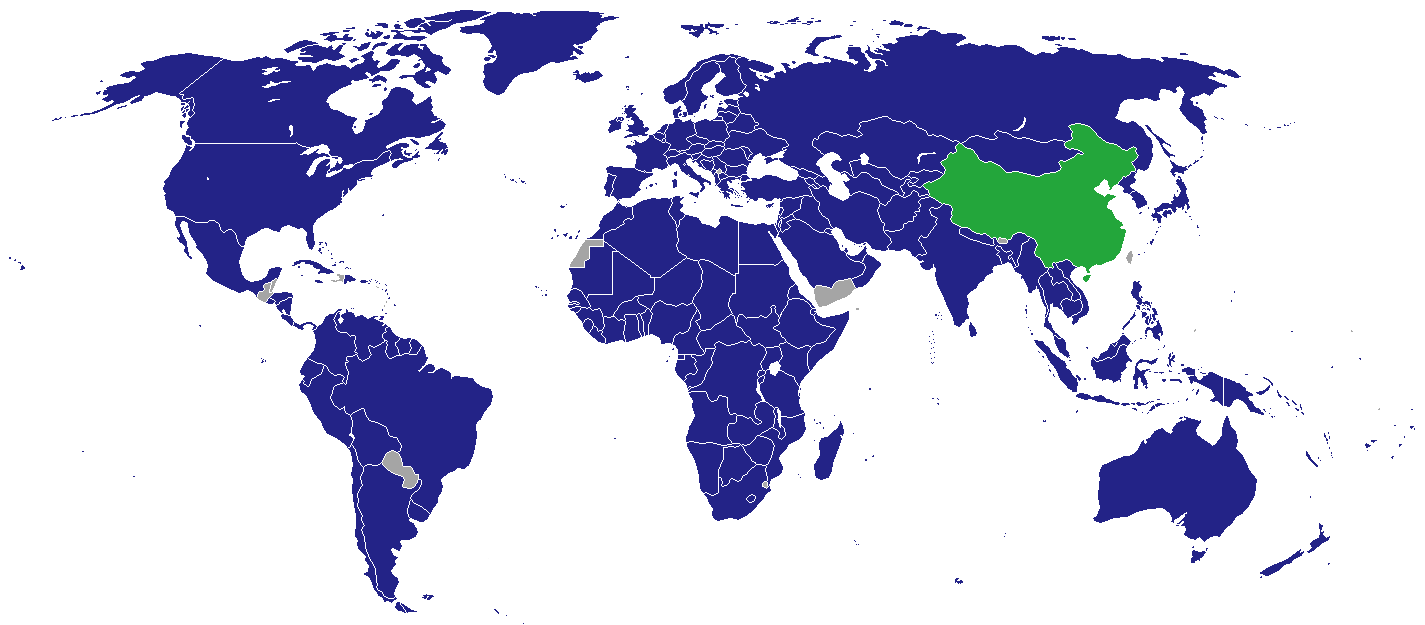
재외공관 설치 현황
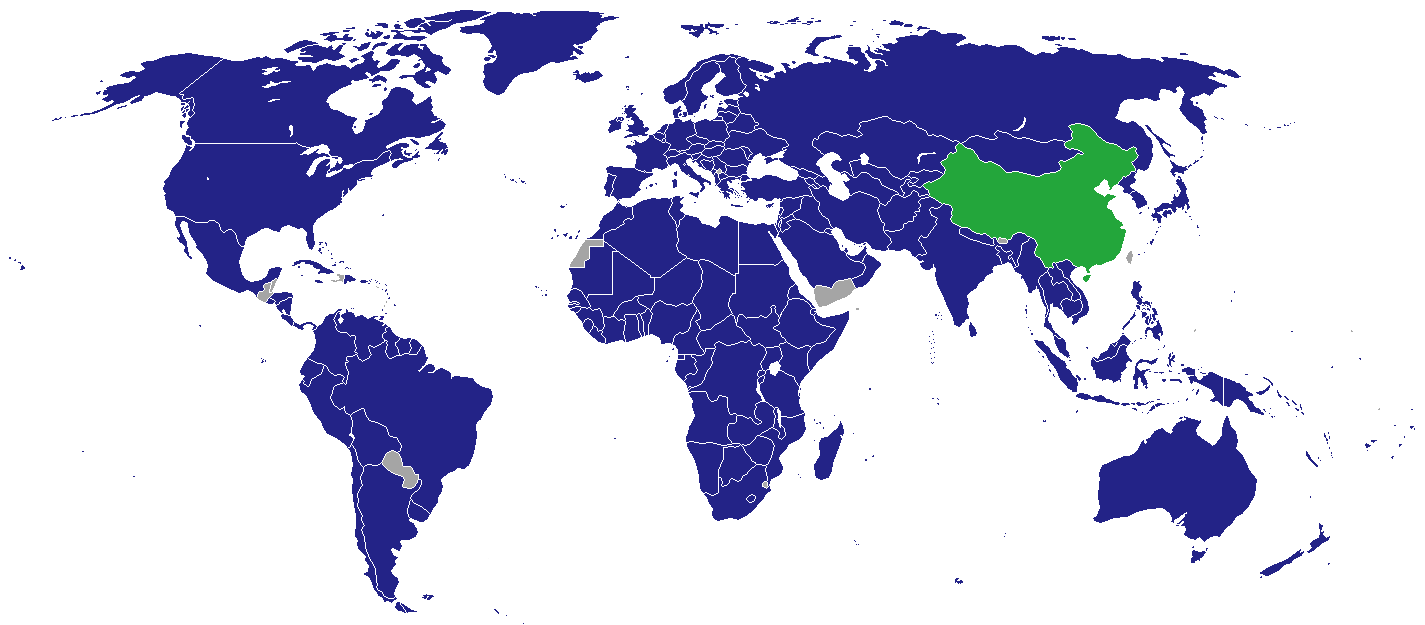
외국공관 유무 현황

### 일본

수교 현황
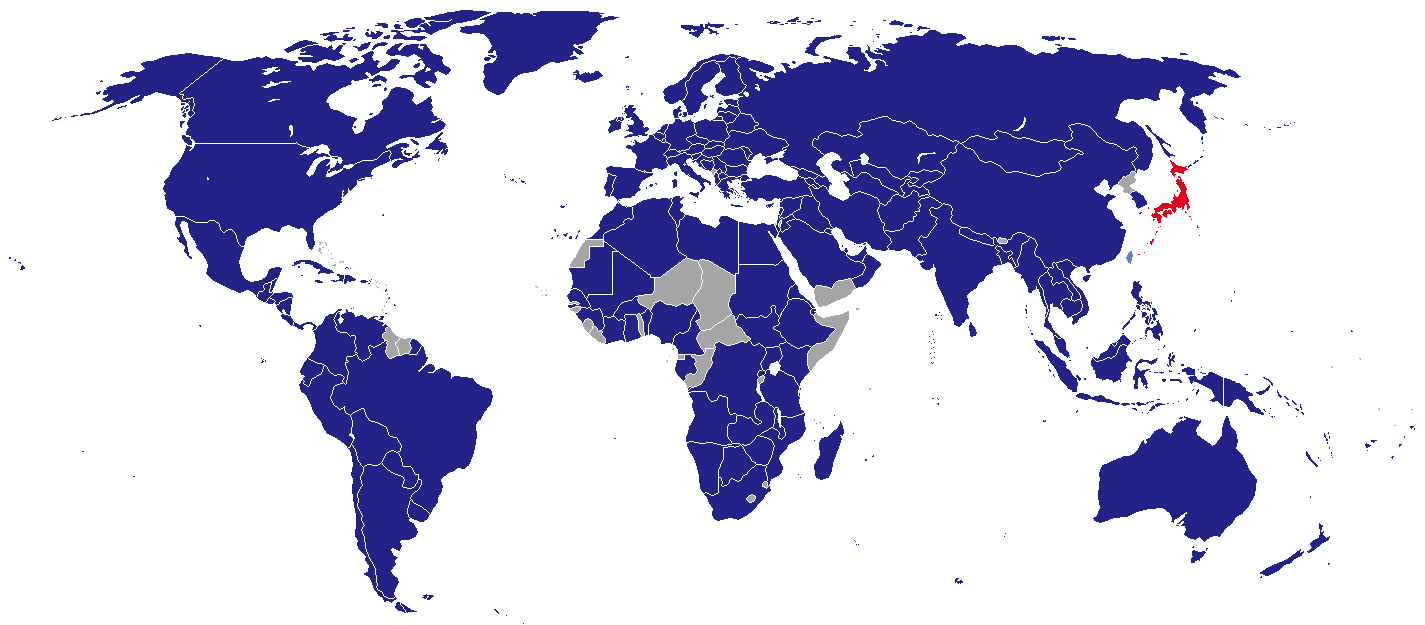
재외공관 설치 현황
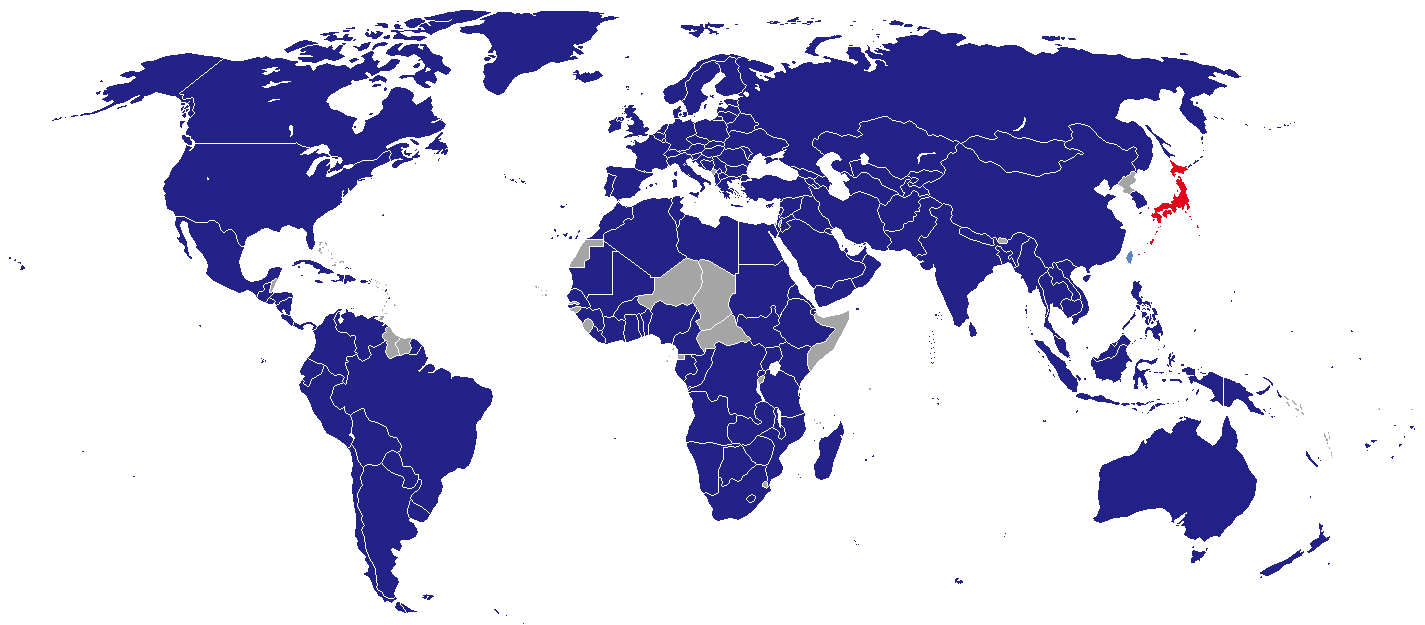
외국공관 유무 현황

### 대한민국
- 수교 현황
- 재외공관 설치 현황
- 외국공관 유무 현황

### 몽골
- 수교 현황
- 재외공관 설치 현황
- 외국공관 유무 현황

### 북한
- 수교 현황
- 재외공관 설치 현황
- 외국공관 유무 현황

## 동남아시아

### 인도네시아
- 수교 현황
- 재외공관 설치 현황
- 외국공관 유무 현황

### 싱가포르
- 수교 현황
- 재외공관 설치 현황
- 외국공관 유무 현황

### 태국
- 수교 현황
- 재외공관 설치 현황
- 외국공관 유무 현황

### 베트남
- 수교 현황
- 재외공관 설치 현황
- 외국공관 유무 현황

### 필리핀
- 수교 현황
- 재외공관 설치 현황
- 외국공관 유무 현황

### 말레이시아
- 수교 현황
- 재외공관 설치 현황
- 외국공관 유무 현황

### 미얀마
- 수교 현황
- 재외공관 설치 현황
- 외국공관 유무 현황

### 캄보디아
- 수교 현황
- 재외공관 설치 현황
- 외국공관 유무 현황

### 라오스
- 수교 현황
- 재외공관 설치 현황
- 외국공관 유무 현황

### 브루나이
- 수교 현황
- 재외공관 설치 현황
- 외국공관 유무 현황

### 동티모르
- 수교 현황
- 재외공관 설치 현황
- 외국공관 유무 현황

## 남아시아

### 인도
- 수교 현황
- 재외공관 설치 현황
- 외국공관 유무 현황

### 파키스탄
- 수교 현황
- 재외공관 설치 현황
- 외국공관 유무 현황

### 방글라데시
- 수교 현황
- 재외공관 설치 현황
- 외국공관 유무 현황

### 스리랑카
- 수교 현황
- 재외공관 설치 현황
- 외국공관 유무 현황

### 네팔
- 수교 현황
- 재외공관 설치 현황
- 외국공관 유무 현황

### 아프가니스탄
- 수교 현황
- 재외공관 설치 현황
- 외국공관 유무 현황

### 몰디브
- 수교 현황
- 재외공관 설치 현황
- 외국공관 유무 현황

### 부탄
- 수교 현황
- 재외공관 설치 현황
- 외국공관 유무 현황

## 서아시아

### 사우디아라비아
- 수교 현황
- 재외공관 설치 현황
- 외국공관 유무 현황

### 이란
- 수교 현황
- 재외공관 설치 현황
- 외국공관 유무 현황

### 이스라엘
- 수교 현황
- 재외공관 설치 현황
- 외국공관 유무 현황

### 아랍에미리트
- 수교 현황
- 재외공관 설치 현황
- 외국공관 유무 현황

### 카타르
- 수교 현황
- 재외공관 설치 현황
- 외국공관 유무 현황

### 이라크
- 수교 현황
- 재외공관 설치 현황
- 외국공관 유무 현황

### 요르단
- 수교 현황
- 재외공관 설치 현황
- 외국공관 유무 현황

### 오만
- 수교 현황
- 재외공관 설치 현황
- 외국공관 유무 현황

### 시리아
- 수교 현황
- 재외공관 설치 현황
- 외국공관 유무 현황

### 레바논
- 수교 현황
- 재외공관 설치 현황
- 외국공관 유무 현황

### 예멘
- 수교 현황
- 재외공관 설치 현황
- 외국공관 유무 현황

### 쿠웨이트
- 수교 현황
- 재외공관 설치 현황
- 외국공관 유무 현황

### 팔레스타인
- 수교 현황
- 재외공관 설치 현황
- 외국공관 유무 현황

### 바레인
- 수교 현황
- 재외공관 설치 현황
- 외국공관 유무 현황

## 중앙아시아

### 카자흐스탄
- 수교 현황
- 재외공관 설치 현황
- 외국공관 유무 현황

### 우즈베키스탄
- 수교 현황
- 재외공관 설치 현황
- 외국공관 유무 현황

### 투르크메니스탄
- 수교 현황
- 재외공관 설치 현황
- 외국공관 유무 현황

### 키르기스스탄
- 수교 현황
- 재외공관 설치 현황
- 외국공관 유무 현황

### 타지키스탄
- 수교 현황
- 재외공관 설치 현황
- 외국공관 유무 현황

## 같이 보기
- 나라별 수교 현황
  - 나라별 수교 현황/유럽
  - 나라별 수교 현황/아메리카
  - 나라별 수교 현황/아프리카
  - 나라별 수교 현황/오세아니아
- 나라별 외교 공관 목록